# Radom

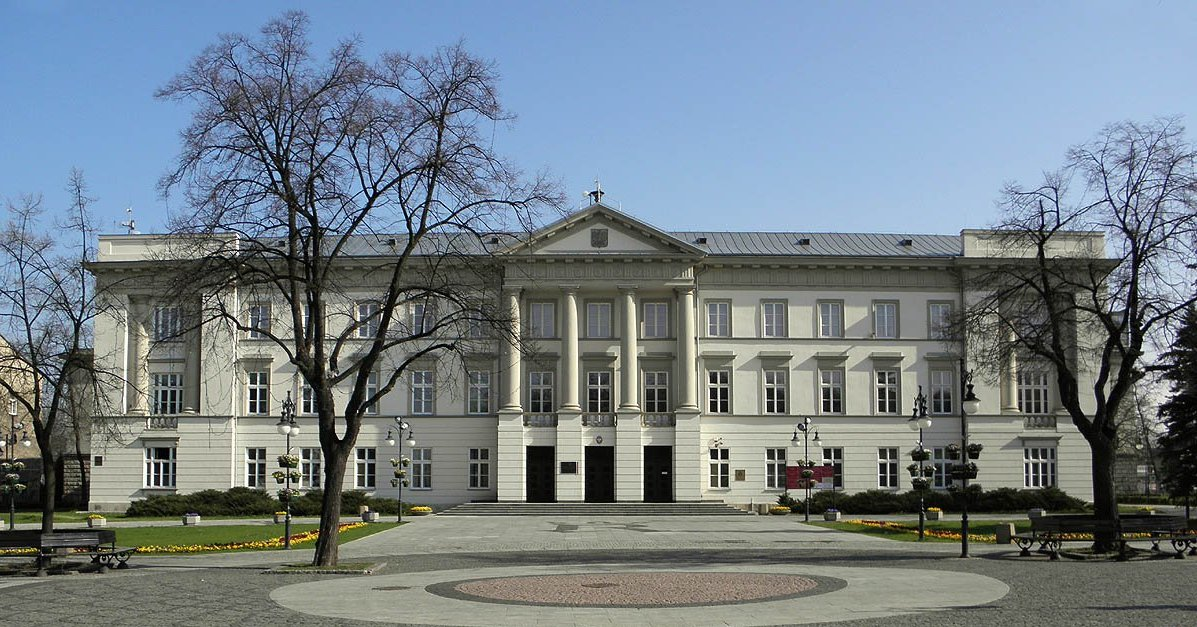
Pałac Sandomierski – siedziba komisji województwa sandomierskiego oraz wojewodów i gubernatorów sandomierskich i radomskich

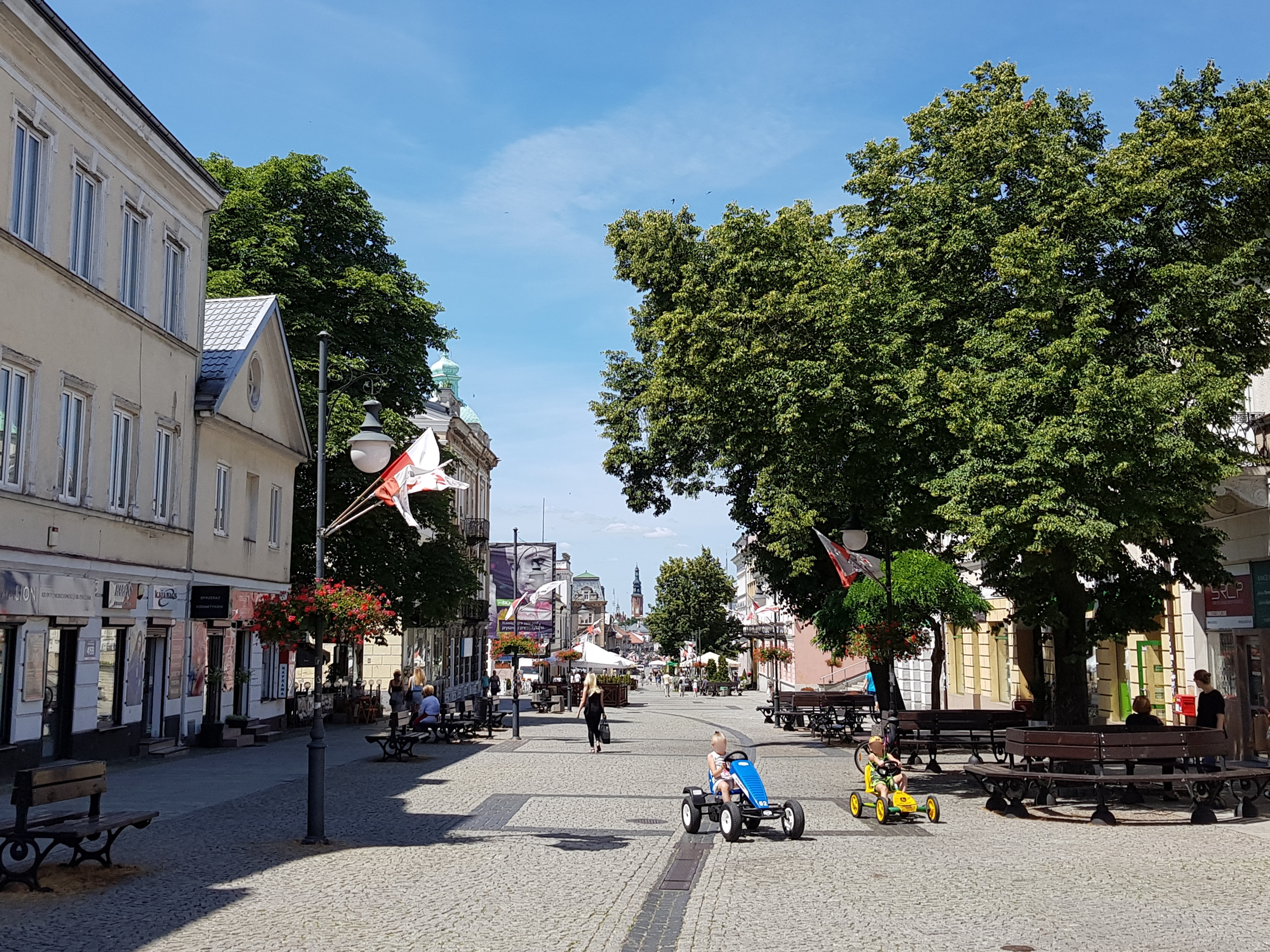
Ulica Żeromskiego, główny deptak miejski

Radom – miasto na prawach powiatu w centralno-wschodniej Polsce w województwie mazowieckim, położone nad rzeką Mleczną.
Największy ośrodek miejski w widłach Wisły i Pilicy, drugie pod względem wielkości miasto województwa mazowieckiego. Przed 1795 miasto królewskie w powiecie radomskim województwa sandomierskiego. W okresie Księstwa Warszawskiego stolica departamentu radomskiego, a w latach 1815–1915 województw i guberni Królestwa Polskiego. W PRL, w latach 1975–1998 siedziba władz województwa radomskiego. Współcześnie siedziba władz powiatu radomskiego i kurii diecezji radomskiej.
Według danych GUS z 31 grudnia 2024 r. miasto było zamieszkiwane przez 193 777 osób, co lokuje je na 15. pozycji w kraju pod względem liczby ludności.
Radom jest siedzibą wielu instytucji o regionalnym znaczeniu. Mieszczą się tu: wojewódzki urząd skarbowy, wydział zamiejscowy wojewódzkiego sądu administracyjnego, sąd okręgowy wraz z prokuraturą okręgową, delegatura urzędu wojewódzkiego i urzędu marszałkowskiego. Ponadto ma tu siedzibę Regionalna Dyrekcja Lasów Państwowych, delegatura Instytutu Pamięci Narodowej, delegatura ABW i Mazowiecka Komenda Wojewódzka Policji obejmująca swoim działaniem województwo mazowieckie z wyjątkiem aglomeracji warszawskiej.
Według projektu ESPON Radom zalicza się do grona dużych miast o znaczeniu krajowym lub międzynarodowym.
Miasto jest również organizatorem międzynarodowych pokazów lotniczych Radom Air Show. Międzynarodowy Festiwal Gombrowiczowski i Radomski Festiwal Jazzowy są dziś kulturową wizytówką miasta.

## Geografia

### Położenie
Radom znajduje się w centralnej Polsce, w południowej części województwa mazowieckiego nad rzeką Mleczną. Pomimo administracyjnej przynależności do województwa mazowieckiego pod względem historycznym, kulturowym i etnograficznym Radom wraz ze swoim regionem ulokowany jest w Małopolsce, w ziemi sandomierskiej. Zgodnie z fizycznogeograficznym podziałem Kondrackiego miasto położone jest na Wzniesieniach Południowomazowieckich, gdzie większa część miasta położona jest na Równinie Radomskiej, natomiast północny kraniec na Równinie Kozienickiej.
Radom znajduje się na terenie o wysokościach od 130 do 207 m n.p.m.
Według danych z 26 lipca 2013 r. powierzchnia miasta wynosiła 111,8 km².

### Klimat
Według klasyfikacji Wincentego Okołowicza Radom leży w strefie klimatu umiarkowanego ciepłego przejściowego. Według uaktualnionej klasyfikacji Köppena-Geigera Radom leży w strefie Dfb – klimatu umiarkowanego kontynentalnego.
| Miesiąc                              | Sty  | Lut  | Mar | Kwi | Maj  | Cze  | Lip  | Sie | Wrz  | Paź  | Lis  | Gru  | Roczna |
| ------------------------------------ | ---- | ---- | --- | --- | ---- | ---- | ---- | --- | ---- | ---- | ---- | ---- | ------ |
| Rekordy maksymalnej temperatury [°C] | 9    | 11   | 18  | 26  | 30   | 32   | 37   | 35  | 32   | 25   | 16   | 11   | 37     |
| Średnie temperatury w dzień [°C]     | -1   | -1   | 4   | 12  | 17   | 22   | 23   | 23  | 19   | 13   | 5    | 2    | 12     |
| Średnie temperatury w nocy [°C]      | -5   | -7   | -3  | 2   | 7    | 12   | 14   | 13  | 9    | 4    | 0    | -2   | 4      |
| Rekordy minimalnej temperatury [°C]  | -25  | -27  | -17 | -6  | -3   | 3    | 7    | 8   | 1    | -6   | -10  | -17  | −27    |
| Opady [mm]                           | 58.4 | 43.2 | 33  | 33  | 30.5 | 73.7 | 88.9 | 61  | 38.1 | 35.6 | 45.7 | 63.5 | 604,5  |
| Źródło: Weatherbase 14.12.2008       |      |      |     |     |      |      |      |     |      |      |      |      |        |

## Historia

### Toponimia
Według legendy „O srebrnopiórym orle i radomskim grodzie” pewien młodzieniec trafił niesiony głodem do pięknej, zaklętej wioski. Drzewa, krzewy i rzeka szumiały jakby chcąc mu coś powiedzieć. Oczarowany tym pięknem wypowiedział „Rad dom bym tutaj zbudował”. To odczarowało wioskę. Jej mieszkańcy ugościli młodzieńca, a na tamtym miejscu wybudowano gród „Radom”.
W rzeczywistości Radom brzmiał pierwotnie Radom’ (z miękkim m – stąd dopełniacz: Radomia) i był przymiotnikiem dzierżawczym od imienia Radom (dopełniacz: Radoma), które to imię jest skrótem od imienia Radomir. Czyli Radom’ oznaczał „gród [należący do] Radoma” – tak jak Poznań to „gród [należący do] Poznana”.

### Kalendarium

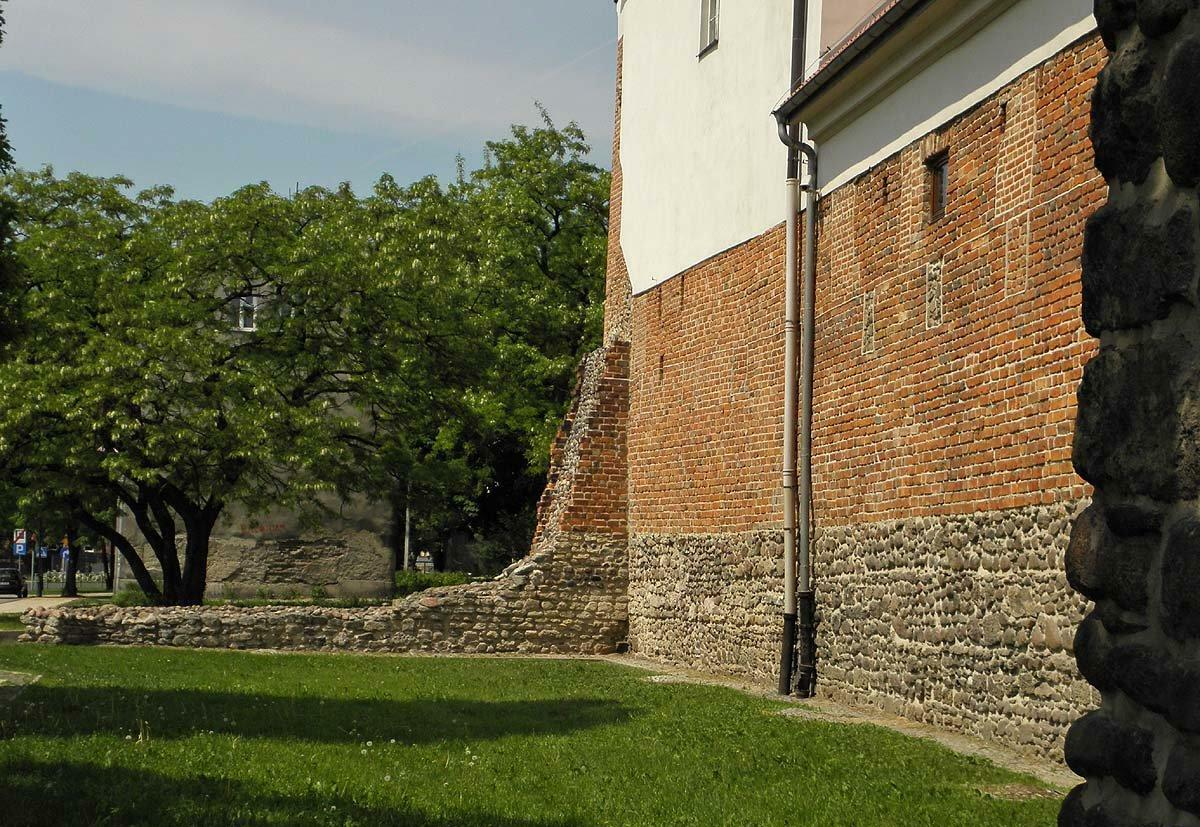
Zachowany fragment murów miejskich

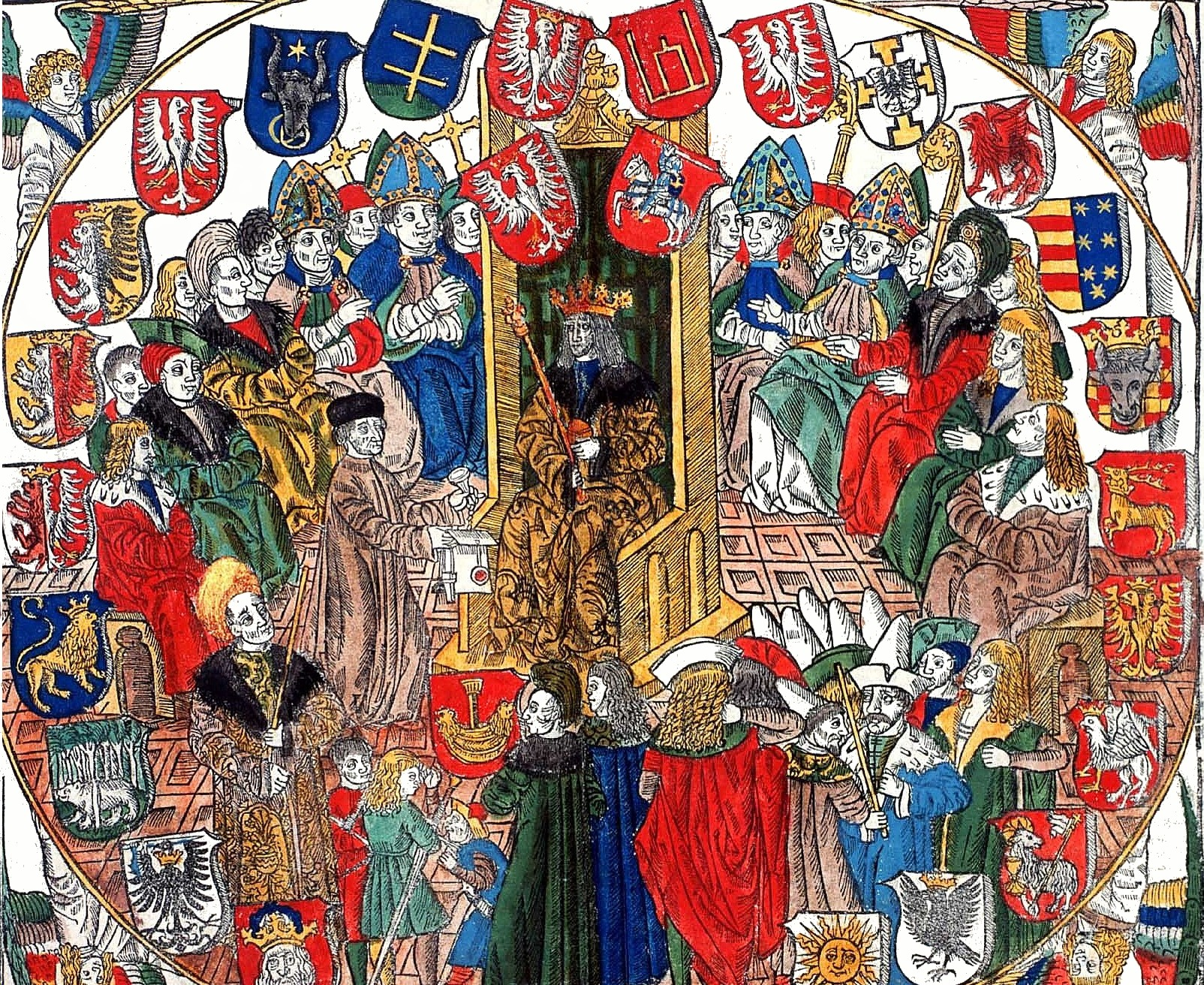
Sejm walny radomski, 1505

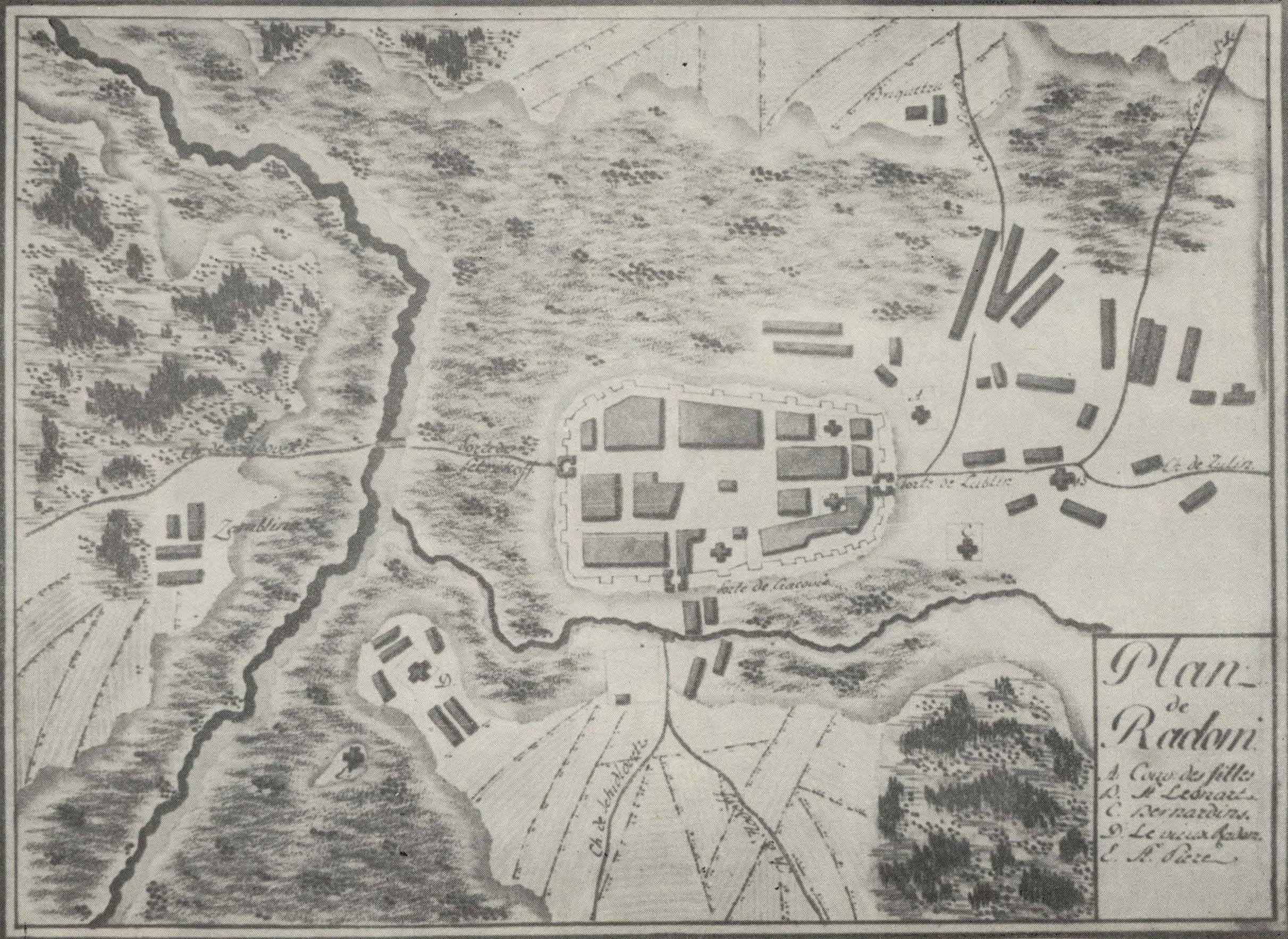
Plan Radomia z końca XVIII w.

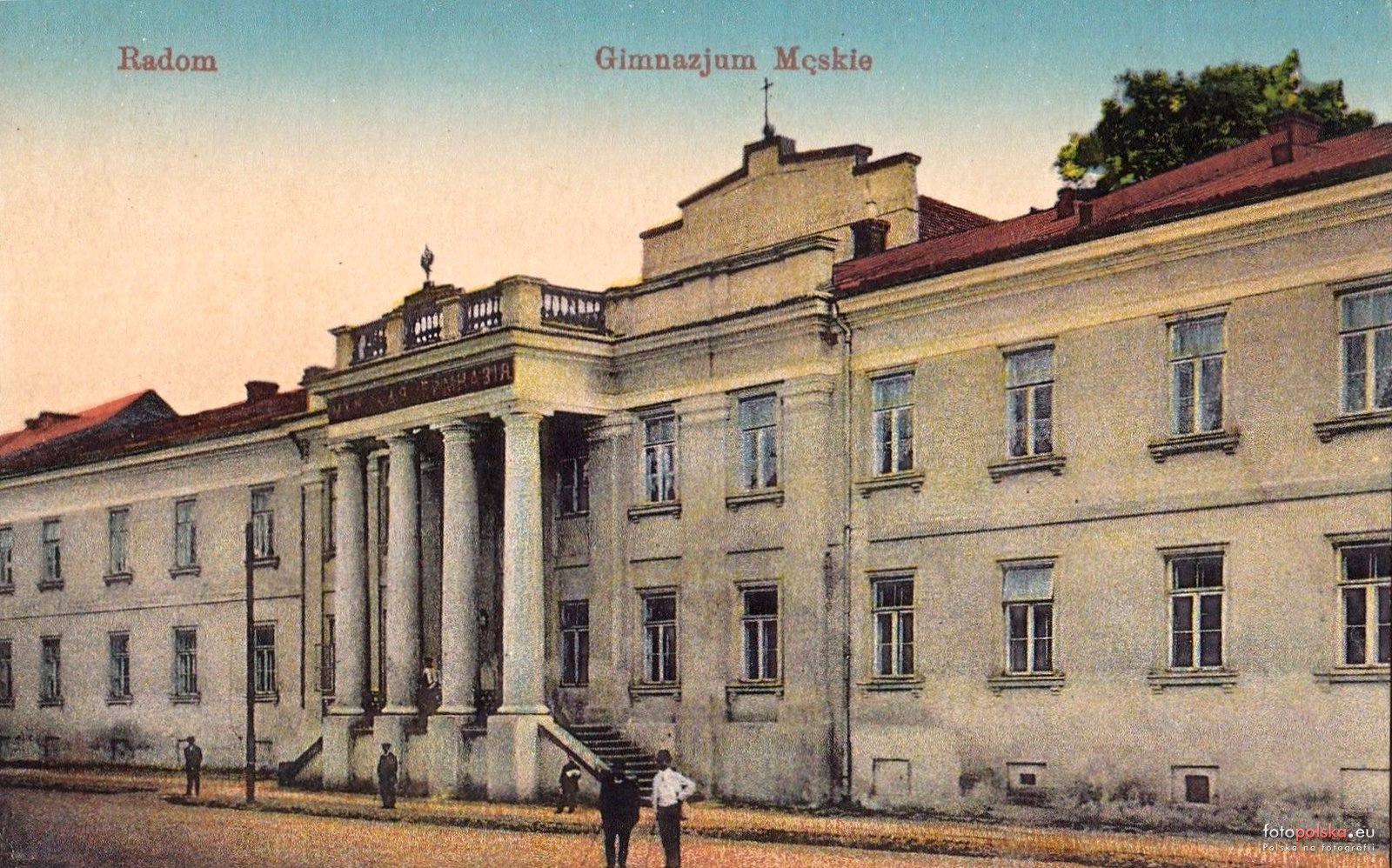
Kolegium Pijarów ok. 1900

Ulica Lubelska (obecnie Żeromskiego) w kierunku kościoła farnego – widok z 1915

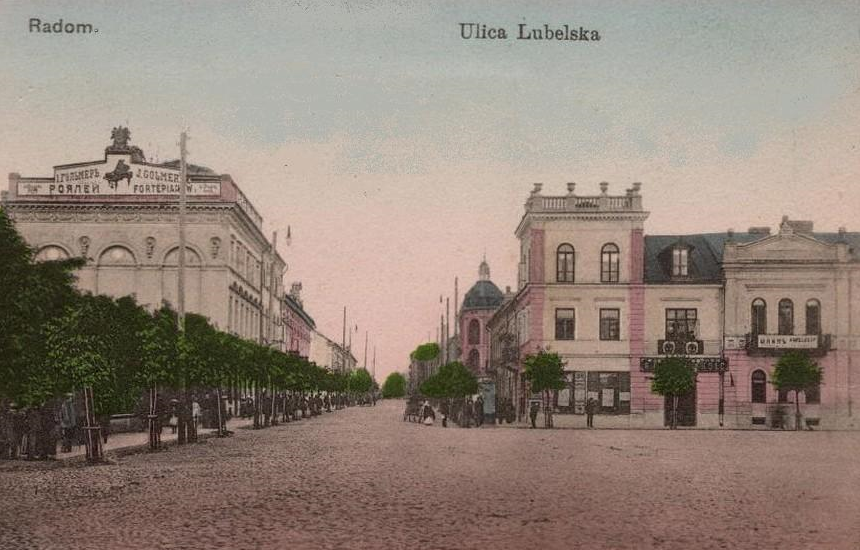
Ulica Lubelska (obecnie Żeromskiego) na wysokości placu Sobornego (obecnie Konstytucji 3 Maja) – widok z ok. 1915

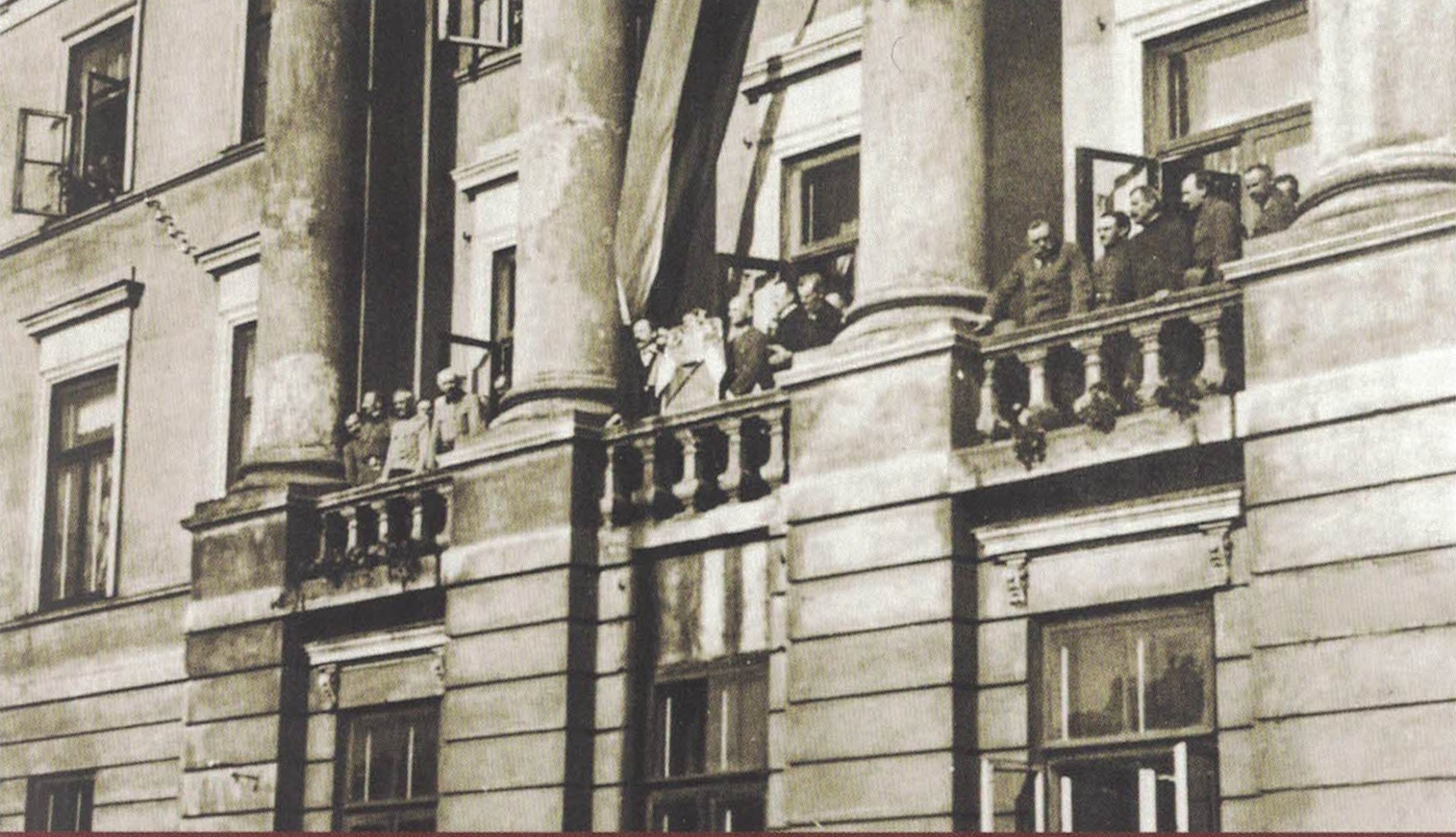
Proklamowanie Republiki Radomskiej z balkonu Pałacu Sandomierskiego (2 listopada 1918 roku)

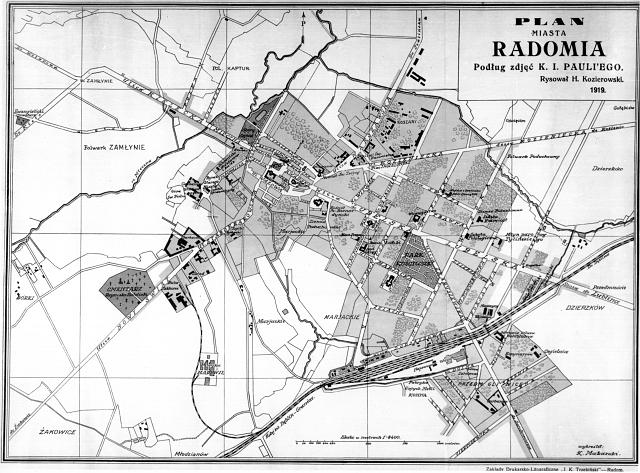
Plan Radomia z 1919 roku

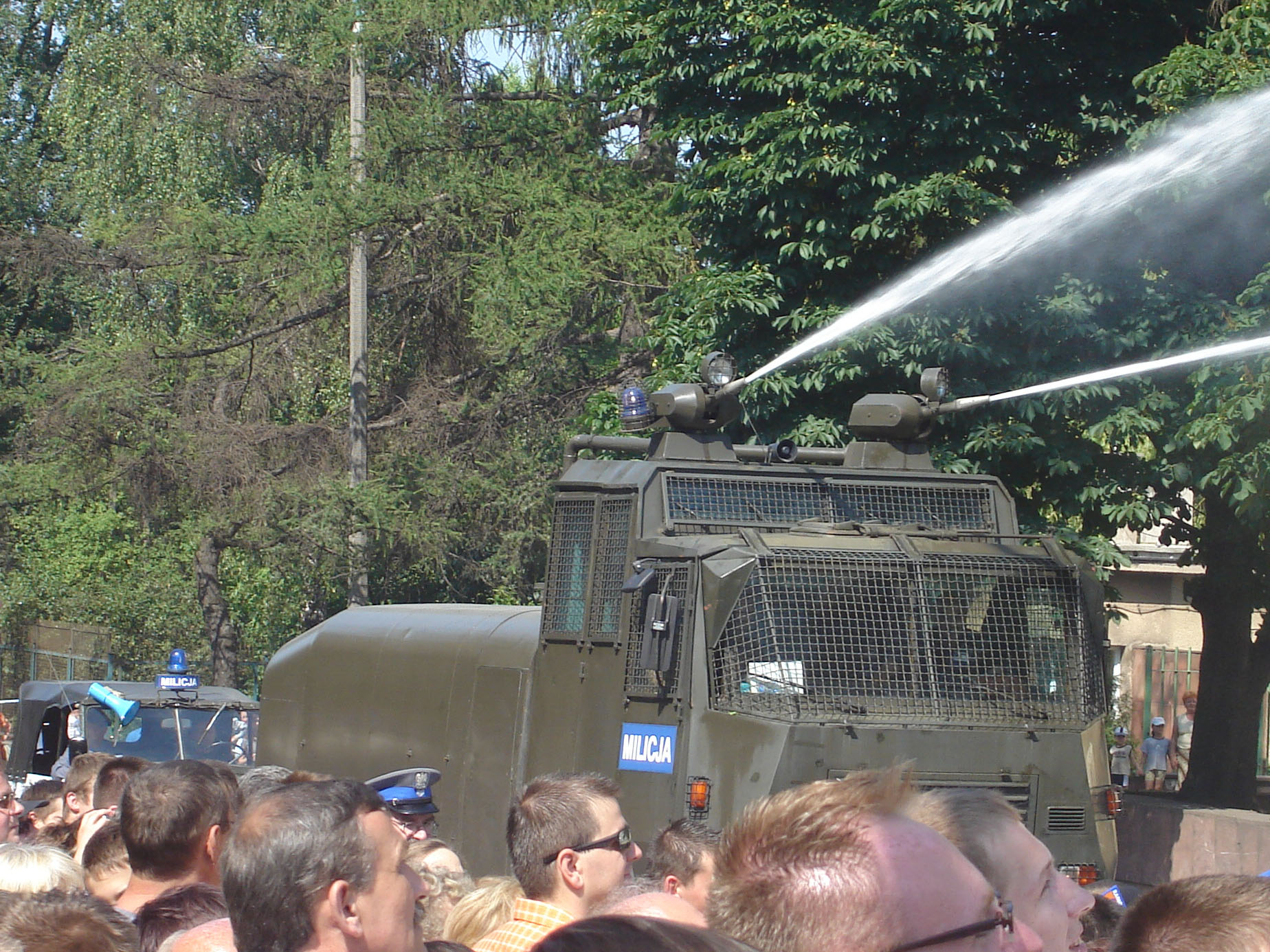
Rekonstrukcja Czerwcowych strajków w 1976 r.

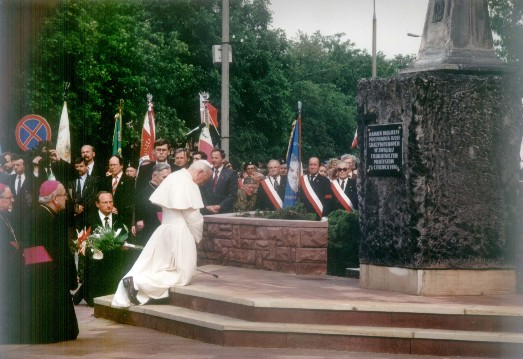
Jan Paweł II przy Pomniku Robotniczego Protestu, Radom, 4 czerwca 1991

- VIII–IX wiek – istniała osada w dolinie rzeki Mlecznej (w rejonie dzisiejszego Starego Miasta).
- 2. połowa X wieku – budowa grodu obronnego.
- 1155 – pierwsza pisana wzmianka o Radomiu w bulli papieża Hadriana IV.
- 1233 – pierwsza pisemna wzmianka o kasztelanie radomskim – Marku.
- 2. połowa XIII wieku – Stary Radom otrzymał prawa średzkie.
- 22 stycznia 1350 – Kazimierz III Wielki sprzedał dziedziczne wójtostwo radomskie Konradowi z Warszawy (początek organizacji Nowego Radomia).
- 1 stycznia 1364 – Nowy Radom otrzymał prawo magdeburskie (w miejsce wcześniej obowiązującego prawa średzkiego)[11].
- 1360–1370 – Kazimierz Wielki ufundował mury miejskie, zamek królewski, ratusz i kościół farny pod wezwaniem świętego Jana Chrzciciela.
- XV–XVIII w. – miejsce sądów szlacheckich pierwszej instancji: grodzkiego i ziemskiego[12].
- 1401 – zawarto unię wileńsko-radomską unię Polski z Litwą.
- 1469 – poselstwo czeskie ofiarowało w Radomiu koronę Władysławowi Jagiellończykowi.
- 1481 – w mieście zamieszkał drugi syn Kazimierza Jagiellończyka, królewicz Kazimierz (obecny patron miasta), który pod nieobecność przebywającego na Litwie ojca sprawował stąd rządy w Koronie.
- 1489 – na radomskim zamku wielki mistrz zakonu krzyżackiego Johann von Tieffen złożył hołd lenny królowi Kazimierzowi Jagiellończykowi.
- 1495 – w farze radomskiej syn Kazimierza Jagiellończyka – Fryderyk – odebrał insygnia kardynalskie.
- 1505 – obradujący w Radomiu sejm uchwalił konstytucję Nihil novi oraz zatwierdził „Statut Łaskiego” – pierwszy zbiór praw państwa polskiego.
- 1564 – według przeprowadzonej lustracji miasto liczyło 1800 osób, 180 domów, 14 jatek, 2 łaźnie i 2 młyny.
- 1565 – Radom uzyskał prawo składu[13].
- 1613 – Radom stał się siedzibą Koronnego Trybunału Skarbowego.
- 1628 – miasto zostało zniszczone przez wielki pożar.
- 1656 – podczas najazdu szwedzkiego, w Rynku, w domu nr 4 należącym do Adama Gąski kwaterował król szwedzki Karol X Gustaw.
- 1660 – po opuszczeniu miasta przez Szwedów liczyło ono 395 mieszkańców i 37 domów.
- 1724 – August II Sas wydaje przywilej „De non tollerandis judaeis” mówiący o zakazie zamieszkiwania ludności żydowskiej w granicach miasta.
- 1737–1756 – budowa Kolegium Pijarów, według projektu Antonio Solariego.
- 1763 – Radom liczył 1370 mieszkańców i 137 budynków.
- 1767 – Karol Radziwiłł zawiązał w Radomiu konfederację.
- 1787 – Stanisław August Poniatowski powołał w Radomiu Komisję Dobrego Porządku.
- 1795 – po III rozbiorze Polski Radom został włączony do zaboru austriackiego i stał się siedzibą Cyrkułu, Komisji Obwodowej, Trybunału Cywilnego i Sądu Pokoju.
- 1810 – Radom został stolicą departamentu radomskiego w Księstwie Warszawskim.
- 1813 – wkroczenie wojsk rosyjskich do Radomia.
- 1815 – włączenie Radomia do Królestwa Kongresowego jako części Imperium Rosyjskiego (zabór rosyjski)[14].
- 1816 – powstało województwo sandomierskie z siedzibą władz w Radomiu.
- 1817 – założenie pierwszej świeckiej szkoły elementarnej pod przewodnictwem Łukasza Raczyńskiego.
- 1819 – Fryderyk August Schnierstein otworzył zakład garbarski, zapoczątkowując przemysłowy rozwój miasta.
- 1825–1827 – według projektu Antonia Corazziego wzniesiono pałac Sandomierski – siedzibę komisji województwa sandomierskiego.
- 1827 – z inicjatywy ks. Kazimierza Kłaczyńskiego powstało Radomskie Towarzystwo Naukowe.
- 1844 – Radom został stolicą guberni radomskiej, której granice sięgały aż podkrakowskiego Miechowa (czyli do ówczesnej granicy rosyjsko-austriackiej, Kraków znajdował się już na terenie austriackiej Galicji).
- 1863 – pod Jedlnią koło Radomia miała miejsce bitwa przeciwko zaborcy rosyjskiemu w trakcie powstania styczniowego[15].
- 1867 – miasto jako jedno z pierwszych w Królestwie otrzymało kanalizację; z guberni radomskiej wyłączone zostały południowe powiaty, co dało początek guberni kieleckiej.
- 1885 – uruchomienie linii kolejowej z Dęblina do Dąbrowy Górniczej.
- 1901 – uruchomienie w Radomiu jednej z pierwszych w Królestwie elektrowni oraz miejskiej sieci oświetleniowej.
- 1905 – w trakcie strajków doszło do starć pomiędzy robotnikami a rosyjskimi oddziałami carskimi.
- 1910 – w Radomiu powstał klub sportowy Radomskie Towarzystwo Sportowe Radom, z biało-czerwonymi barwami klubowymi.
- 1910 – Radom liczył 43 581 mieszkańców[16].
- 1915 – wycofanie się wojsk rosyjskich po 102 latach i wkroczenie wojsk austriackich, okupacja austriacka.
- 1918 – wraz z przejęciem władzy z rąk okupanta austriackiego i proklamacją Republiki Radomskiej 2 listopada 1918 roku miasto jako pierwsze w Polsce odzyskało niepodległość[17].
- 1918 – Radom wszedł w skład administracyjny województwa kieleckiego aż do 1939 r.
- 1918 – powstała Dyrekcja Okręgowa Kolei (w latach 30. XX w. przeniesiona do Chełma, a następnie do Lublina).
- 1919 – W nocy z 6 na 7 stycznia 1918 roku w mieście doszło do starć między Milicją Ludową a wojskiem. Milicja zaatakowała koszary na wieść o tym, że jednostka ma stanąć jakoby po stronie dokonującego się w Warszawie prawicowego zamachu Januszajtisa. Podczas starć zginęło dwóch żołnierzy i prawdopodobnie 11 milicjantów. Walki wygasły, gdyż ich inicjatorzy z grona radykalnych działaczy PPS nie otrzymali wsparcia władz centralnych partii[18].
- 1921 – miasto zamieszkiwało 24 495 Żydów, na ogólną liczbę 61 599 mieszkańców stanowiąc 39,7% mieszkańców[19].
- 1926 – powstał klub sportowy RKS Broń Radom.
- 1927 – zakupienie 100 ha gruntu w Sadkowie w celu budowy lotniska wojskowego
- 1927 – odbyły się w mieście pierwsze po zamachu majowym wybory samorządowe, które zdecydowanie wygrała Polska Partia Socjalistyczna[20].
- 1933 – Radom uzyskał połączenie kolejowe z Warszawą.
- 1935 – Powstanie na Sadkowie Szkoły Pilotów Rezerwy.
- 1936–1939 – Radom wszedł w skład Centralnego Okręgu Przemysłowego (COP), powstała m.in. Fabryka Chemiczna, Fabryka Broni (późniejsze Zakłady Metalowe „Łucznik”), gazownia miejska, fabryka telefonów, fabryka obuwia. W okresie tym powstał Teatr Rozmaitości, nawiązujący do tradycji teatru radomskiego z pierwszej połowy XIX w. oraz filia Wyższej Szkoły Muzycznej w Warszawie – zalążek szkolnictwa wyższego w mieście.
- 1939 – Powstanie Szkoły Podchorążych Rezerwy Lotnictwa.
- 1939 – miasto liczyło 85 501 mieszkańców[21].
- 1939–1945 – Radom był stolicą dystryktu radomskiego w Generalnym Gubernatorstwie.
- 1941 – utworzenie przez Niemców getta, w którym zgromadzono 32 tys. Żydów.
- 1942–1944 – wywiezienie i wymordowanie radomskich Żydów w obozach zagłady; likwidacja getta.
- 22 listopada 1942 – zamach oddziału Gwardii Ludowej pod dowództwem Jana Żebraka ps. „Kozak” na kino „Apollo”. Obrzucono granatami wychodzących z kina hitlerowców, z których siedmiu zginęło, a 19 odniosło rany[22].
- 23 kwietnia 1943 – zamach oddziału Gwardii Ludowej pod dowództwem Stanisława Lechtary na tzw. Deutsches Haus przy ul. Malczewskiego, gdzie odbywało się zebranie dygnitarzy hitlerowskich z udziałem starosty Radomia i sekretarza generalnego gubernatora Franka. Od wrzuconych do gmachu trzech wiązek granatów zginęło siedmiu hitlerowców a 17 odniosło rany[22].
- 1944 – po upadku powstania warszawskiego w Radomiu zorganizowany został tajny ośrodek nauczania Uniwersytetu Warszawskiego.
- 16 stycznia 1945 – zdobycie Radomia przez jednostki 69 armii i 11 korpusu pancernego 1 Frontu Białoruskiego Armii Czerwonej. Za męstwo w walce o oczyszczenie miasta z jednostek armii niemieckiej 61 Korpus Strzelecki otrzymał nazwę Radomski[23]. Po wojnie ku czci żołnierzy radzieckich postawiono na pl. Zwycięstwa Pomnik Braterstwa Broni i pomnik w Parku Miejskim od ul. Żeromskiego[24].
- 9 września 1945 – oddziały Armii Krajowej Obwodu Kielecko-Radomskiego, pod dowództwem Stefana Bembińskiego „Harnasia” opanowały miasto, zdobyły więzienie i uwolniły około 300 aresztowanych żołnierzy AK.
- 1945 – przy Fabryce Bata powstał Klub Sportowy Radomiak Radom.
- 1945 – na podstawie dekretu PKWN z 31 sierpnia 1944 Ministerstwo Bezpieczeństwa Publicznego utworzyło w Radomiu obóz pracy nr 160[25].
- 1946 – Radom jako stolica powiatu wszedł w skład administracyjny województwa kieleckiego aż do 1975 r. Miasto liczyło wówczas 69 455 mieszkańców[21].
- 1950 – powstała Wieczorowa Szkoła Inżynierska NOT, która dała początek późniejszemu Uniwersytetowi Technologiczno-Humanistycznemu oraz Politechnice Świętokrzyskiej. Miasto liczyło 80 298 mieszkańców[21].
- 1951 – powstała Oficerska Szkoła Lotnicza. 5 lat później trafili tu legendarni piloci Polskiego lotnictwa: m.in. gen. Stanisław Skalski i płk Wacław Król.
- do 1954 roku siedziba wiejskiej gminy Radom.
- 1963 – ponowne zawiązanie Radomskiego Towarzystwa Naukowego.
- 1975 – w wyniku reformy administracyjnej Radom uzyskał status stolicy województwa radomskiego.
- 1976, 25 czerwca – radomscy robotnicy rozpoczęli protest przeciw polityce rządu i PZPR, brutalnie stłumiony przez ZOMO (wydarzenia radomskie) – miasto stało się znanym ośrodkiem opozycji antykomunistycznej.
- 1980 – 9 października powstaje Międzyzakładowy Komitet Założycielski NSZZ „Solidarność” Ziemia Radomska z pierwszą siedzibą przy ul. Jacka Malczewskiego.
- 1981, 17 października – 13 grudnia – Strajk w Wyższej Szkole Inżynierskiej w Radomiu, najdłuższy strajk w PRL (49 dni).
- 1981, 21–22 listopada – dwudniowy Ogólnopolski Zjazd Komitetów Obrony Więzionych za Przekonania w siedzibie NOT – najliczniejsze i najdłuższe w okresie „karnawału Solidarności” jawne obrady organizacji uznawanej przez władze PRL za nielegalną. Zjazd dokonał wyboru Radomia na ogólnopolską siedzibę władz KOWzP.
- 1981, 3 grudnia – posiedzenie Prezydium Komisji Krajowej NSZZ „Solidarność” w Radomiu, wykorzystane przez władze PRL jako pretekst do wprowadzenia stanu wojennego[26].
- 1984 – powstało Międzyresortowe Centrum Naukowe Eksploatacji Majątku Trwałego – dzisiejszy Instytut Technologii Eksploatacji – jedna z wiodących placówek badawczych w kraju.
- 1991, 4 czerwca – podczas pielgrzymki do Polski w roku 1991 Papież Jan Paweł II modlił się z wiernymi na radomskim lotnisku na Sadkowie oraz przed pomnikiem ofiar Czerwca ’76 przy ul. 25 Czerwca w Radomiu.
- 1992, 25 marca – utworzenie diecezji radomskiej.
- 1996 – Radomska Wyższa Szkoła Inżynierska otrzymała nazwę Politechnika Radomska.
- 1999 – Radom utracił status miasta wojewódzkiego i wszedł w skład województwa mazowieckiego.
- 1999 – klub Czarni Radom osiągnął największy sukces w swojej historii. Ekipa pod wodzą Edwarda Skorka sięgnęła po Puchar Polski.
- 2001, 18 października – tragiczna śmierć 2 biskupa radomskiego Jana Chrapka.
- 2002, 25 maja – kardynał Joseph Ratzinger, później papież Benedykt XVI, odwiedził Radom w związku ze święceniem Zygmunta Zimowskiego na biskupa.
- 2004, 30 sierpnia – Rada Miejska w Radomiu nadała Papieżowi Janowi Pawłowi II tytuł Honorowego Obywatela Miasta Radomia.
- 2004 – rozpoczęła się oczekiwana od kilkudziesięciu lat rewitalizacja Miasta Kazimierzowskiego.
- 2005 – podpisanie w Radomiu porozumienia międzyregionalnego dotyczącego budowy drogi ekspresowej Wschód-Zachód S12.
- 2006, 22 kwietnia – inauguracja drugiego nawiedzenia kopii Obrazu Matki Bożej Jasnogórskiej w Radomiu, której przewodniczył kardynał Stanisław Dziwisz, 44 biskupów i tysiące wiernych przybyłych z diecezji radomskiej.
- 2007 – podczas pokazów lotniczych Air Show pierwszego września w czasie wykonywania swoich pokazów dwa samoloty się zderzyły w efekcie tego śmierć ponieśli dwaj piloci.
- 2009 – podczas kolejnych pokazów Air Show 30 sierpnia zginęło dwóch białoruskich pilotów. Pilotowany przez nich Su-27 spadł na ziemię w Małęczynie. Ministerstwo Obrony Białorusi nie zezwoliło na podanie opinii publicznej przyczyn katastrofy samolotu.
- 2012, 27 lipca – Sejm RP uchwalił ustawę o nadaniu Politechnice Radomskiej im. Kazimierza Pułaskiego nazwy „Uniwersytet Technologiczno-Humanistyczny im. Kazimierza Pułaskiego w Radomiu”[27]; ustawa weszła w życie 12 września 2012 r.[28]
- 2019, 7 maja – Premier Mateusz Morawiecki ogłosił rozpoczęcie rozbudowy strefy cywilnej lotniska w Radomiu.
- 2023, 27 kwietnia – otwarcie nowego terminala i strefy cywilnej lotniska w Radomiu.
- 2023, 1 września – Uniwersytet Technologiczno-Humanistyczny im. Kazimierza Pułaskiego w Radomiu zmienił nazwę na Uniwersytet Radomski im. Kazimierza Pułaskiego.

## Demografia
Według danych GUS z 31 grudnia 2024 r. miasto było zamieszkiwane przez 193 777 osób, co lokuje je na 15. pozycji w kraju pod względem liczby ludności.
Największą liczbę ludności Radom odnotował w 1996 - według danych GUS 232 823 mieszkańców.
Piramida wieku mieszkańców Radomia w 2014 roku.

## Administracja i polityka

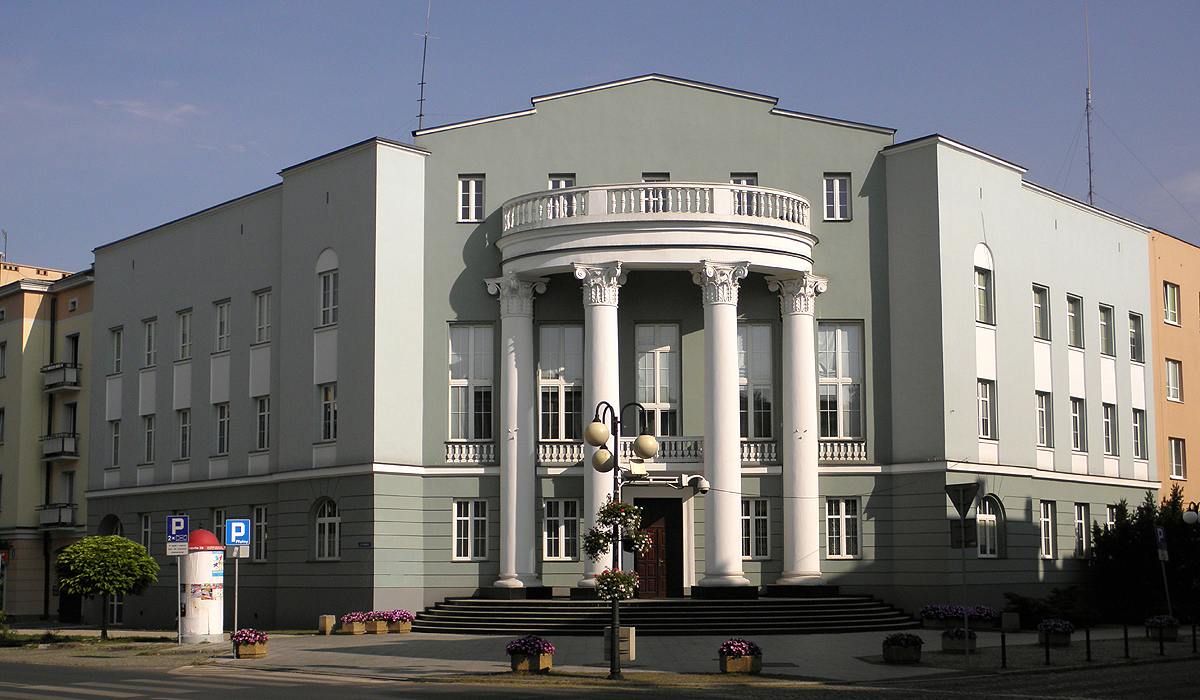
Gmach dawnego Powiatowego Związku Samorządowego, obecnie siedziba Rady Miejskiej i Urzędu Stanu Cywilnego

Radom jest miastem na prawach powiatu. Mieszkańcy wybierają do swojej Rady Miejskiej w Radomiu 25 radnych. Organem wykonawczym jest prezydent miasta. Siedziba władz znajduje się przy ul. Jana Kilińskiego.
Od 2024 w Radzie Miejskim działają następujące kluby radnych: Prawo i Sprawiedliwość i Radomski Pakt Samorządowy Radosława Witkowskiego. Mieszkańcy wybierają posłów na Sejm z okręgu wyborczego nr 17 oraz posłów do Parlamentu Europejskiego z okręgu wyborczego nr 5.
Radom jest członkiem Związku Miast Polskich. Miasto jest także siedzibą starostwa powiatu radomskiego.
Pomimo utraty funkcji administracyjnej stolicy województwa w 1999 r., w Radomiu funkcjonuje wiele instytucji o regionalnym znaczeniu. Mieści się tu wojewódzki urząd skarbowy, wydział zamiejscowy wojewódzkiego sądu administracyjnego, sąd okręgowy wraz z prokuraturą okręgową, delegatura urzędu wojewódzkiego i urzędu marszałkowskiego. Ponadto ma tu siedzibę Regionalna Dyrekcja Lasów Państwowych i delegatura Instytutu Pamięci Narodowej.

### Podział administracyjny

#### Samorządowy podział administracyjny

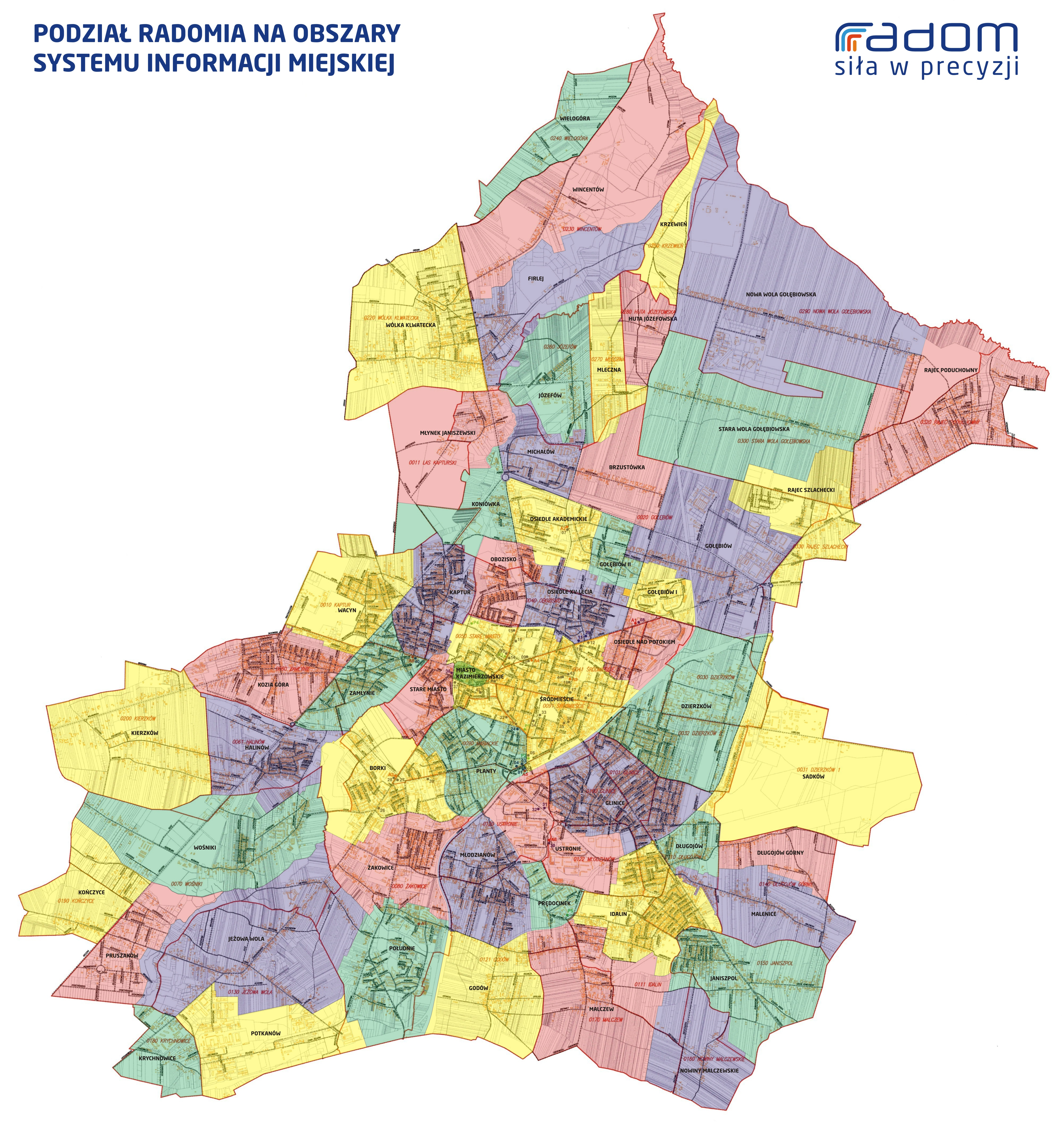
Podział administracyjny Radomia

Obszar miasta Radomia nie jest podzielony na jednostki pomocnicze gminy (np. osiedla lub dzielnice). Do niemal połowy 2012 roku w Radomiu nie istniał żaden oficjalny gminny podział terytorialny.
Konsultacje społeczne w sprawie podziału Radomia na obszary dla potrzeb Systemu Informacji Miejskiej (w skrócie: SIM) zostały zorganizowane przez Urząd Miejski w Radomiu oraz Miejski Zarząd Dróg i Komunikacji w Radomiu. Były one przeprowadzone w okresie od 14 grudnia 2011 r. do 13 stycznia 2012 r. W wyniku zatwierdzenia przez Radę Miasta Radomia (Uchwała nr 330/2012) przygotowanego podziału miasta na obszary SIM (zwyczajowo odpowiadające dzielnicom i osiedlom – co ma również odzwierciedlenie w nazwach poszczególnych obszarów, jak też zostało uwypuklone w podsumowaniu konsultacji), miasto zostało podzielone na 56 obszarów (osiedli i dzielnic).
Miasto według SIM dzieli się na następujące dzielnice i osiedla:

- osiedle Akademickie
- Borki
- Brzustówka
- Długojów
- Długojów Górny
- Dzierzków
- Firlej
- Glinice
- Godów
- Gołębiów
- Gołębiów I
- Gołębiów II
- Halinów
- Huta Józefowska
- Idalin
- Janiszpol
- Jeżowa Wola
- Józefów
- Kaptur
- Kierzków
- Koniówka
- Kończyce
- Kozia Góra
- Krychnowice
- Krzewień
- Malczew
- Malenice
- Miasto Kazimierzowskie
- Michałów
- Mleczna
- Młodzianów
- Młynek Janiszewski
- osiedle Nad Potokiem
- Nowa Wola Gołębiowska
- Nowiny Malczewskie
- Obozisko
- Planty
- Południe
- Potkanów
- Prędocinek
- Pruszaków
- Rajec Poduchowny
- Rajec Szlachecki
- Sadków
- Stara Wola Gołębiowska
- Stare Miasto
- Śródmieście
- Ustronie
- Wacyn
- Wielogóra
- Wincentów
- Wośniki
- Wólka Klwatecka
- osiedle XV-lecia
- Zamłynie
- Żakowice

#### Podział administracyjny według TERYT
W rejestrze TERYT wyróżnione są 62 integralne części miasta. Są to:

- Augustów
- Borki
- Bronisławów
- Brzustówka
- Długojów
- Długojów Górny
- Długojów-Kolonie
- Dzierzków
- Firlej
- Firlej-Cegielnia
- Glinice
- Godów
- Gołębiów
- Gołębiów-Wójtostwo
- Halinów
- Huta
- Idalin
- Janiszpol
- Jeżowa Wola
- Józefów
- Kaptur
- Kierzków
- Komorniki Rajeckie
- Koniówka
- Kończyce
- Kozia Góra
- Krychnowice
- Krzewień
- Las Kapturski
- Malczew
- Malenice
- Mariackie
- Miasto Kazimierzowskie
- Michałów
- Mleczna
- Młodzianów
- Młynek Janiszewski
- Młyn-Wójtostwo
- Nowa Wola Gołębiowska
- Nowiny Malczewskie
- Nowy Świat
- Obozisko
- Piotrówka
- Planty
- Potkanów
- Prędocinek
- Pruszaków
- Rajec Poduchowny
- Rajec Szlachecki
- Stara Wola Gołębiowska
- Stare Miasto
- Szczygieł
- Śródmieście
- Ustronie
- Wacyn
- Weronów
- Wielogóra
- Wincentów
- Wośniki
- Wólka Klwatecka
- Zamłynie
- Żakowice

### Rada miejska
Prezesi rady miejskiej okresu II RP:
- 1919–1927 – Maria Kelles-Krauz (PPS)
- 1927–1928 – Stanisław Kelles-Krauz (PPS, od 1928 senator RP)
  - 1927 – wiceprezes Ludwik Brylant (Lista Nr 6, Związek Rzemieślników i Lokatorów Żydowskich, tzw. folkiści)
  - 1927–1930 – wiceprezes Morduch Kotler (Lista Nr 6, Związek Rzemieślników i Lokatorów Żydowskich, tzw. folkiści)
- 1930–1934 – brak rady miejskiej decyzją Ministra Spraw Wewn. Felicjana Składkowskiego
- 1934–1939 – obradom rady przewodniczył prezydent miasta

Przewodniczący okresu III RP:
- 1991–1994 – Ryszard Fałek
- 1994–1997 – Jan Rejczak (od 1997 poseł RP)
- 1999–2002 – Zygmunt Jacek Nita (SLD)
- 2002–2006 – Tadeusz Derlatka (Radomianie Razem)
- 2006– Ryszard Fałek (PiS; od grudnia 2006 wiceprezydent miasta)
- 2006–2007 – Wojciech Skurkiewicz (PiS; od 2007 senator RP)
- 2007–2018 – Dariusz Wójcik (PiS)
- 2018–2024 – Kinga Bogusz (PiS)
- 2024 – Dariusz Wójcik (PiS)

Sekretarze rady miejskiej okresu II RP:
- 1919–1923 – Jechiel vel Hilary Frenkiel (Lista Nr 6, tzw. syjoniści)
- 1923–1927 – Ludwik Brylant (Lista Nr 3, Związek Rzemieślników i Lokatorów Żydowskich, tzw. folkiści)
- 1926–1927 – Abram Mojżesz Rottenberg (Lista Nr 6, Zjednoczone Stronnictwa Żydowskie)
- 1927–1930 – Chaim Marek Finkielsztajn (Lista Nr 3, Poalej Syjon-Lewica)
- 1927–1930 – Lejzor Symcha Finkielsztajn (Lista Nr 13, Żydowski Zjednoczony Komitet Wyborczy)

Sekretarze okresu III RP:
- 2002–2006 – Włodzimierz Dłużewski
- 2006–2017 – Rafał Czajkowski
- od 2018 – Michał Michalski

| Ugrupowanie                                      | Kadencja 2002–2006 | Kadencja 2006–2010 | Kadencja 2010–2014 | Kadencja 2014–2018   | Kadencja 2018–2024 | Kadencja 2024–2029 |
| ------------------------------------------------ | ------------------ | ------------------ | ------------------ | -------------------- | ------------------ | ------------------ |
| Samoobrona                                       | 2                  | –                  | –                  | –                    | –                  | –                  |
| Sojusz Lewicy Demokratycznej                     | 10 (SLD-UP)        | –                  | 4                  | 1 (SLD Lewica Razem) | –                  | –                  |
| Prawy Radom                                      | 6                  | –                  | –                  | –                    | –                  | –                  |
| Inicjatywa Społeczna Wspólnota Samorządowa       | 4                  | –                  | –                  | –                    | –                  | –                  |
| Radomianie Razem                                 | 6                  | 6                  | 2                  | 1                    | –                  | –                  |
| Koalicja Obywatelska                             | –                  | –                  | –                  | –                    | 11                 | –                  |
| Bezpartyjni Radomianie                           | –                  | –                  | –                  | –                    | 1 (2)              | –                  |
| Prawo i Sprawiedliwość                           | –                  | 14                 | 14                 | 14                   | 16 (15)            | 12                 |
| Platforma Obywatelska                            | –                  | 5                  | 6                  | 12                   | –                  | –                  |
| Porozumienie Lewicy                              | –                  | 2                  | –                  | –                    | –                  | –                  |
| Kocham Radom                                     | –                  | 1                  | 1                  | –                    | –                  | –                  |
| Polskie Stronnictwo Ludowe                       | –                  | –                  | 1                  | –                    | –                  | –                  |
| Nowa Lewica                                      | –                  | –                  | –                  | –                    | –                  | –                  |
| Polska 2050                                      | –                  | –                  | –                  | –                    | –                  | –                  |
| Radomski Pakt Samorządowy Radosława Witkowskiego | –                  | –                  | –                  | –                    | –                  | 13                 |

## Architektura

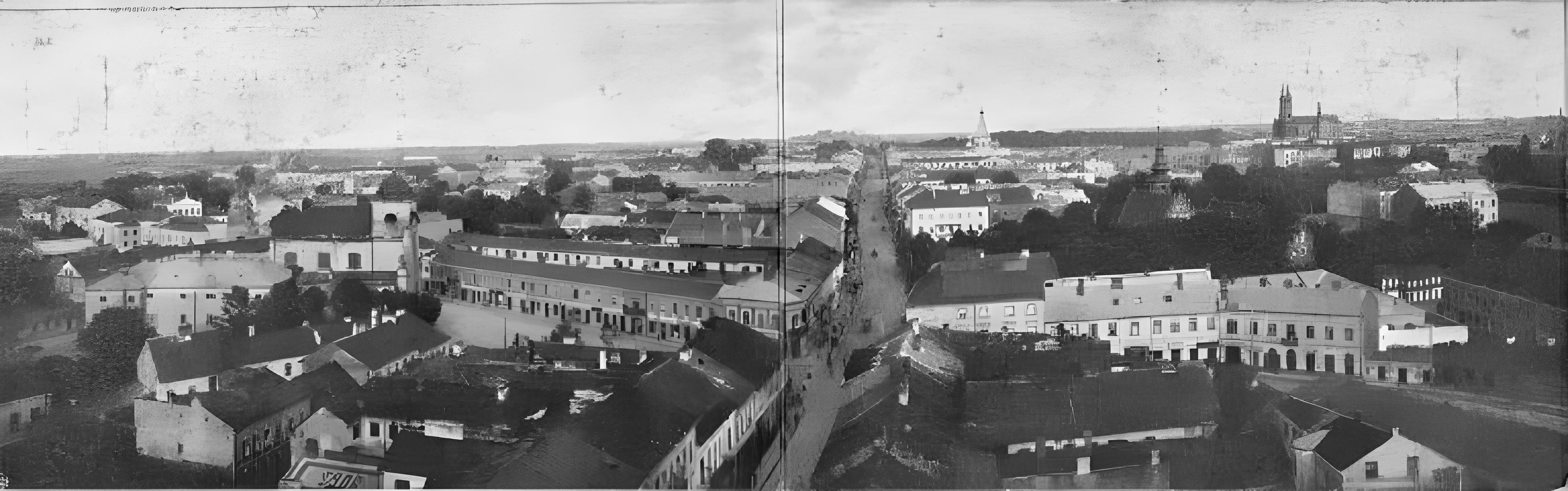
Zdjęcie panoramiczne Radomia wykonane w 1914. Widok z wieży kościoła farnego w kierunku ulicy Lubelskiej (obecnie Stefana Żeromskiego). Widoczne świątynie (od lewej): katolicki kościół św. Trójcy, kościół św. Stanisława (wówczas prawosławny sobór św. Mikołaja), kościół św. Katarzyny Aleksandryjskiej przy klasztorze Bernardynów, kościół katedralny pw. Opieki NMP.

### Zabytkowa zabudowa dzielnic centralnych

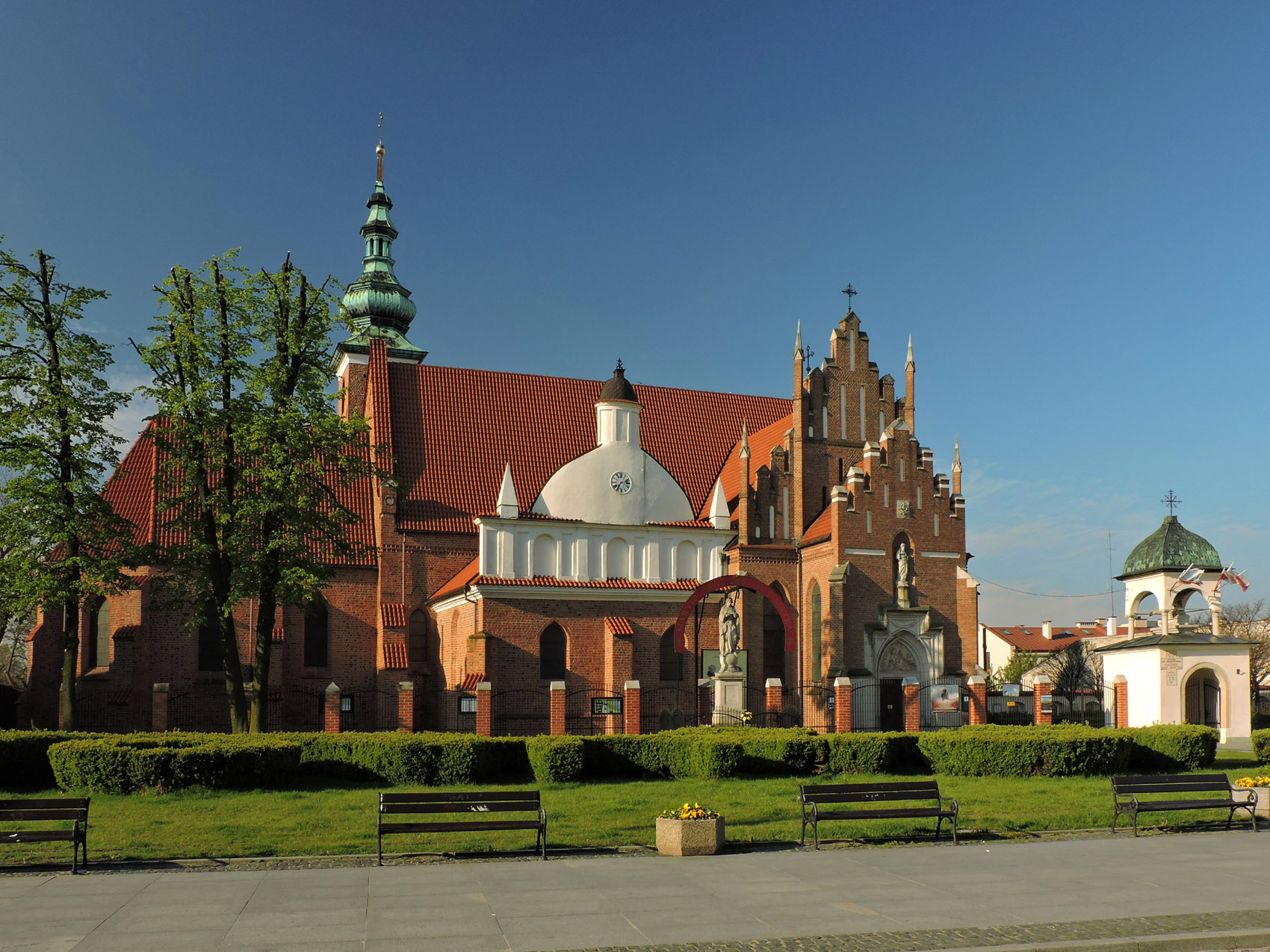
Pomnik historii – zespół klasztorny Bernardynów

Najcenniejszym zabytkiem Radomia jest zachowana zabudowa dzielnic centralnych pochodząca z okresu od XIII do XX wieku. O wartości założenia urbanistycznego tych rejonów miasta świadczy nagromadzenie oryginalnych zabytków prezentujących w układzie chronologicznym różne style architektoniczne, co w sposób czytelny obrazuje kolejne fazy rozwoju historycznej części miasta, począwszy od wczesnośredniowiecznej osady aż do dzielnic powstałych w XIX i XX wieku.
Radomski zespół architektoniczno-urbanistyczny został wpisany do wojewódzkiego rejestru zabytków dwukrotnie, w 1969 oraz w 1989. Ponadto na chronionym obszarze znajduje się około 200 obiektów posiadających indywidualne wpisy w rejestrze, w tym jeden pomnik historii – gotycki zespół klasztorny Bernardynów.

### Najważniejsze zabytki

#### Średniowiecze
- Grodzisko Piotrówka – gród obronny założony w II poł. X w. na wzniesieniu w pobliżu rzeki Mlecznej. Na początku XI w. rozbudowany, na przełomie X/XI w. wzniesiono w obrębie fortyfikacji kościół pw. św. Piotra – pierwszą radomską świątynię, od której grodzisko wzięło nazwę. W 1959 oraz w latach 2009–2014 prowadzono na obszarze grodziska badania archeologiczne[43].
- Kościół św. Wacława – gotycka świątynia jednonawowa, wzniesiona ok. 1216 z fundacji Leszka Białego. Najstarszy budynek murowany Radomia. W latach 1780–1978 budynek nie pełnił funkcji sakralnej. W latach 1978–1986 poddany gruntownej renowacji i rekonsekrowany[44].
- Kościół farny św. Jana Chrzciciela – pierwotnie gotycka świątynia jednonawowa, wzniesiona w latach 1360–1370 z fundacji Kazimierza Wielkiego. W XV wieku do istniejącej gotyckiej bryły dobudowano trzy kaplice (pw. św. Krzyża, pw. św. Trójcy oraz pw. św. Anny) oraz dzwonnicę. W XVI i XVII wieku ufundowano nowe kaplice (tzw. baryczkowską, pw. Najświętszej Maryi Panny oraz Kochanowskich). W XIX wieku kościół kilkakrotnie poddano pracom restauracyjnym, jednak największe zmiany przyniosła przebudowa w latach 1908–1909 w stylu neogotyckim według projektu architekta Józefa Piusa Dziekońskiego. Najcenniejsze elementy wyposażenia świątyni to m.in. chrzcielnica z II poł. XV w., portal i drzwi żelazne z początku XVI w. oraz późnorenesansowy ołtarz kaplicy Kochanowskich wraz z pozostałymi elementami jej dekoracji architektonicznej[45][46].
- Klasztor oo. bernardynów wraz z kościołem pw. św. Katarzyny Aleksandryjskiej – gotycki zespół klasztorny ufundowany w 1468 przez Kazimierza Jagiellończyka, posiada status pomnika historii[42]. Pierwotne drewniane obiekty zastąpiono w pierwszej dekadzie XVI w. budynkami murowanymi. Całe założenie posiadało cechy obronne. Gotycki kościół wielokrotnie poddawano pracom restauracyjnym w XIX i na początku XX wieku (w 1912 dokonano przebudowy kościoła według projektu Stefana Szyllera). Najcenniejsze elementy wyposażenie kościoła to m.in. stalle z ok. 1500, późnogotycka grupa pasyjna, przypisywana warsztatowi Wita Stwosza oraz rokokowe ołtarze boczne. Wysokiej klasy zabytkami architektonicznymi są też zachowane sklepienia krzyżowo-żebrowe w prezbiterium, fragmenty polichromii z XVII wieku oraz, unikatowy w skali kraju, charakterystyczny budynek kuchni klasztornej z początku XVI w.[47][46]
- dawny Zamek Królewski – relikty zabudowań zamkowych z XIV–XVII w. Budynek wzniesiony po poł. XV w. rozbudowywany w latach ok. 1510–1515, zniszczony w okresie potopu szwedzkiego. Restaurowany pod koniec XVIII w. i w XIX w. Od 1862 plebania pobliskiego kościoła farnego. Pierwotnie założenie zamkowe było wkomponowane w ciąg fortyfikacji miejskich i stanowiło ich istotny element. Obecnie zachowane są jedynie relikty tzw. Domu wielkiego (jedna kondygnacja, cegły o wątku wendyjskim, pozostałości gotyckich i renesansowych elementów kamieniarskich wyeksponowane w fasadzie)[46].
- Pozostałości murów miejskich – mury miejskie Nowego Radomia wzniesione pomiędzy 1364–1388 zawierały otwarte do wewnątrz baszty oraz trzy bramy (Lubelską – niezachowana, Piotrkowską – niezachowana oraz Krakowską – zachowane relikty). Rozebrane w latach 1816–1818 ceglane fortyfikacje usadowione były na fundamentach z kamienia polnego. Zachowane fragmenty murów miejskich znajdują się m.in. przy ul. Wałowej (pozostałości bramy krakowskiej oraz fragment muru z basztą wkomponowany w gmach popijarski)[46].

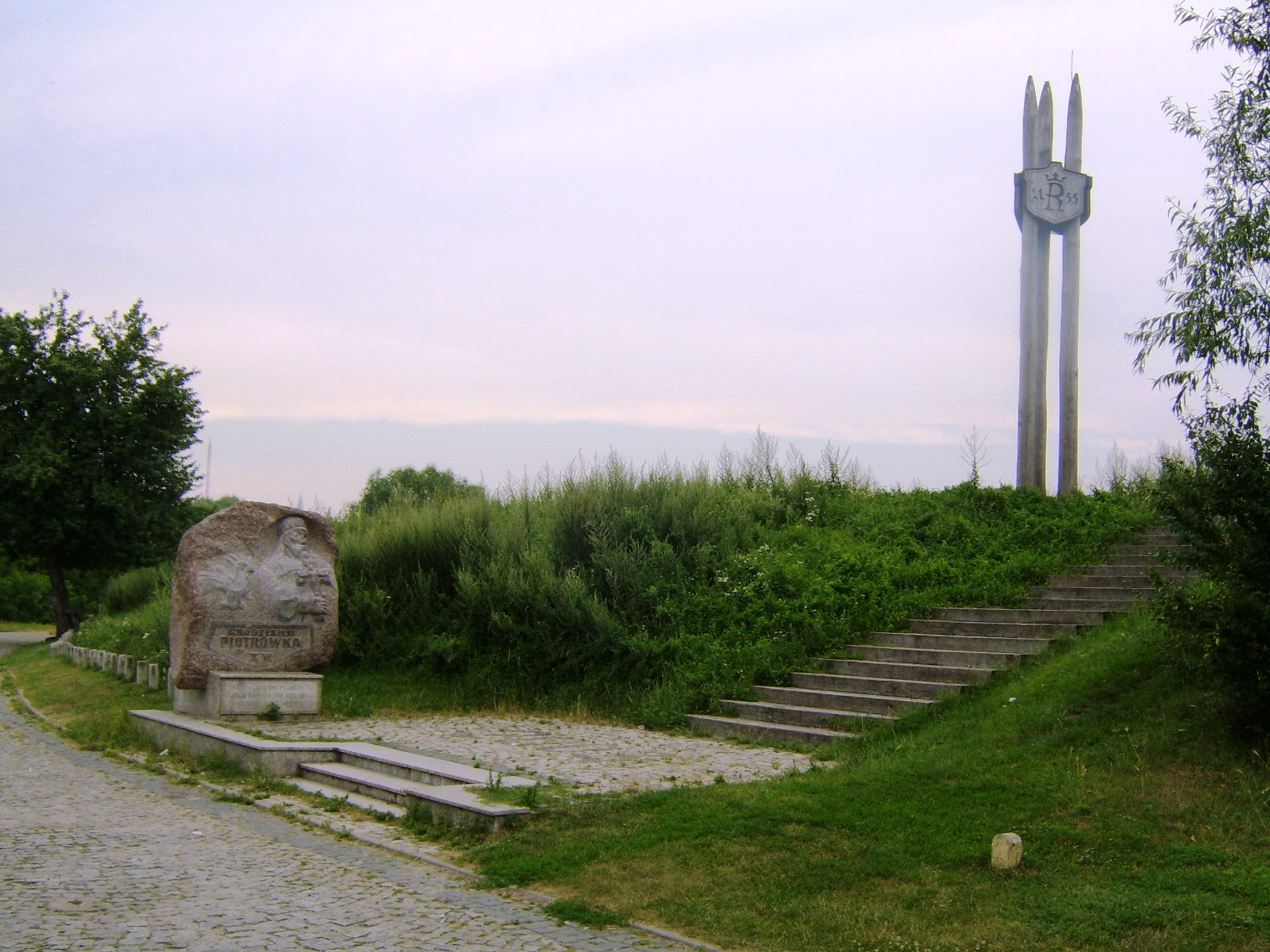
Rekonstrukcja grodziska „Piotrówka”
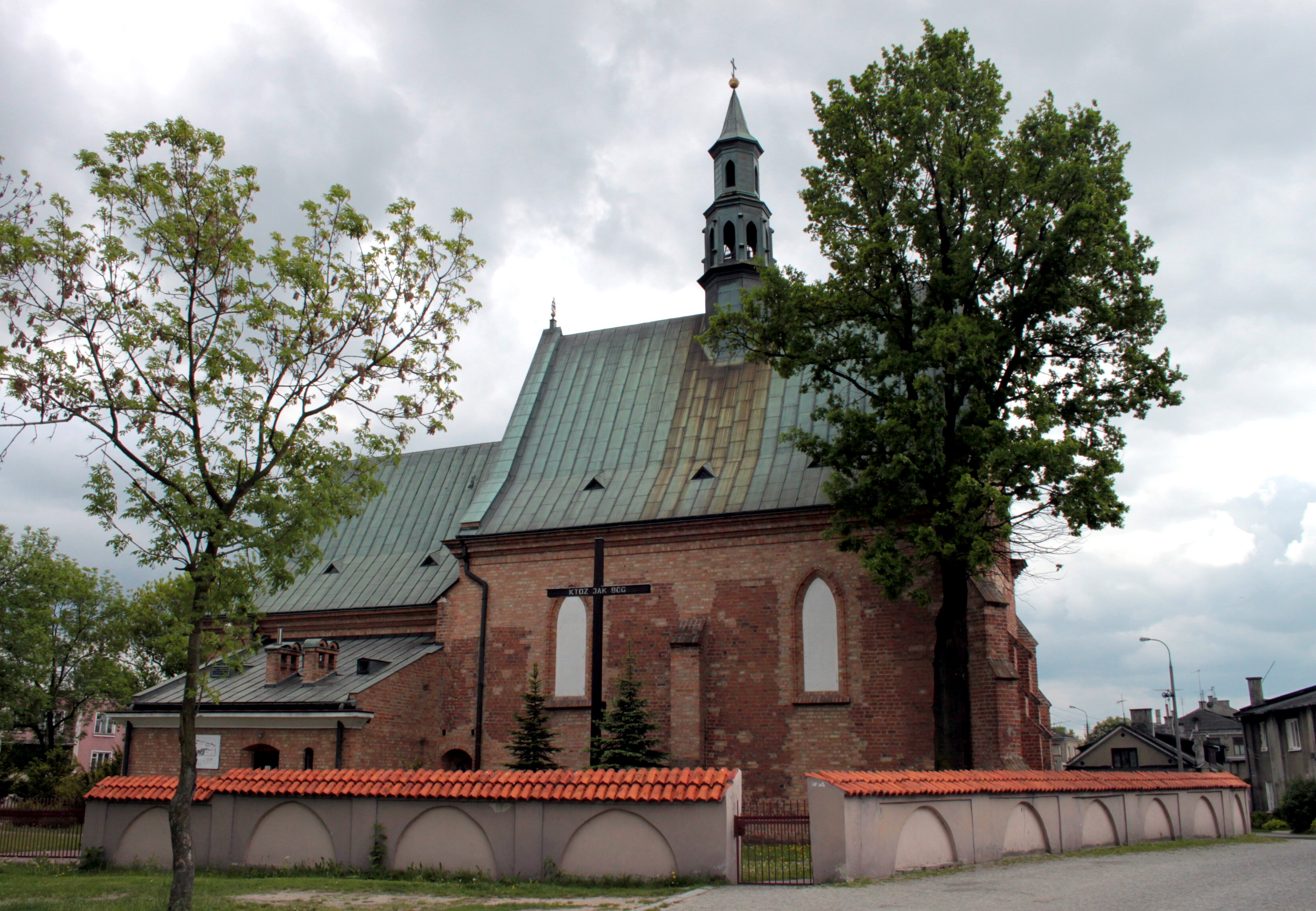
Gotycki Kościół św. Wacława
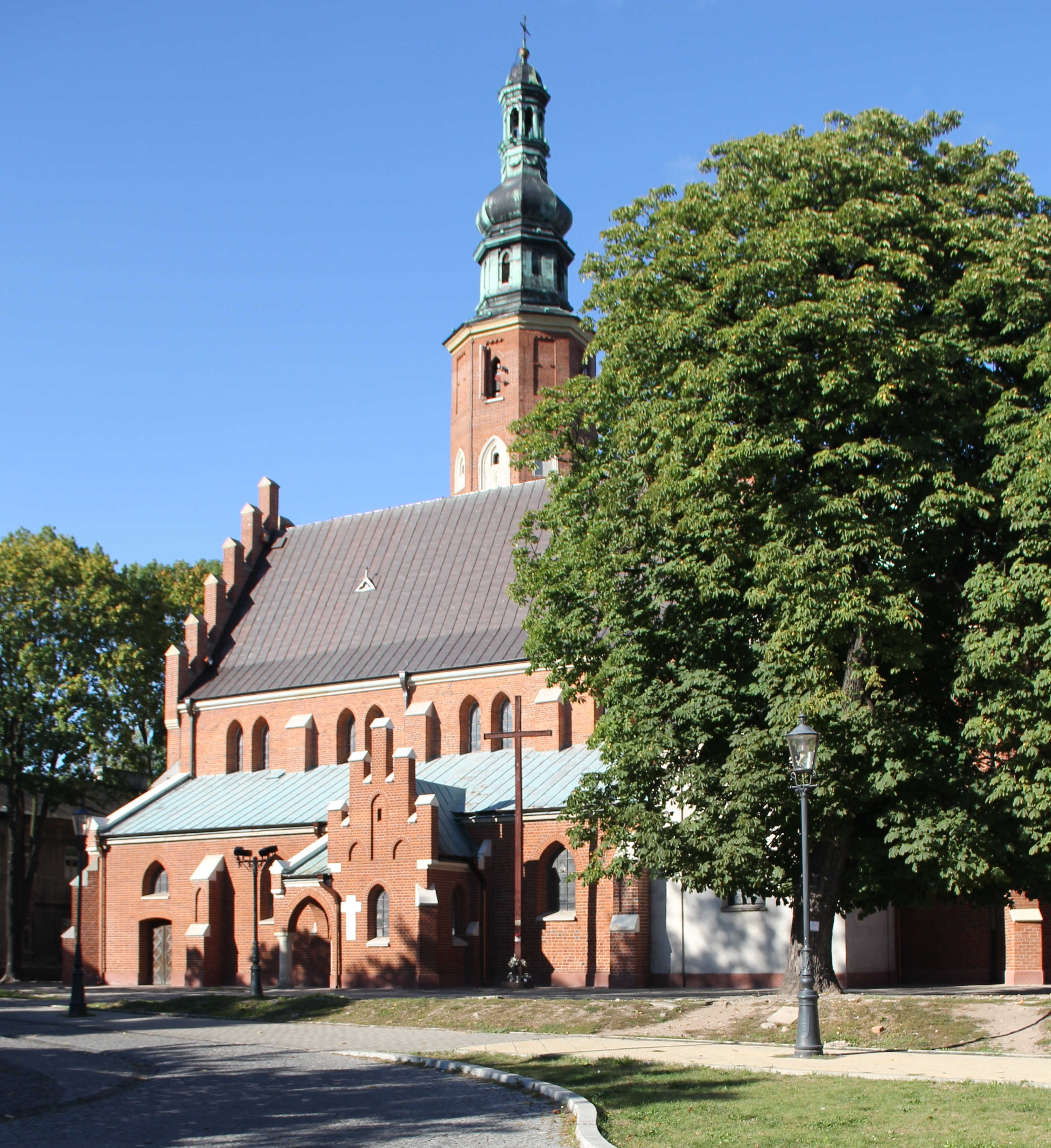
Gotycki Kościół św. Jana Chrzciciela
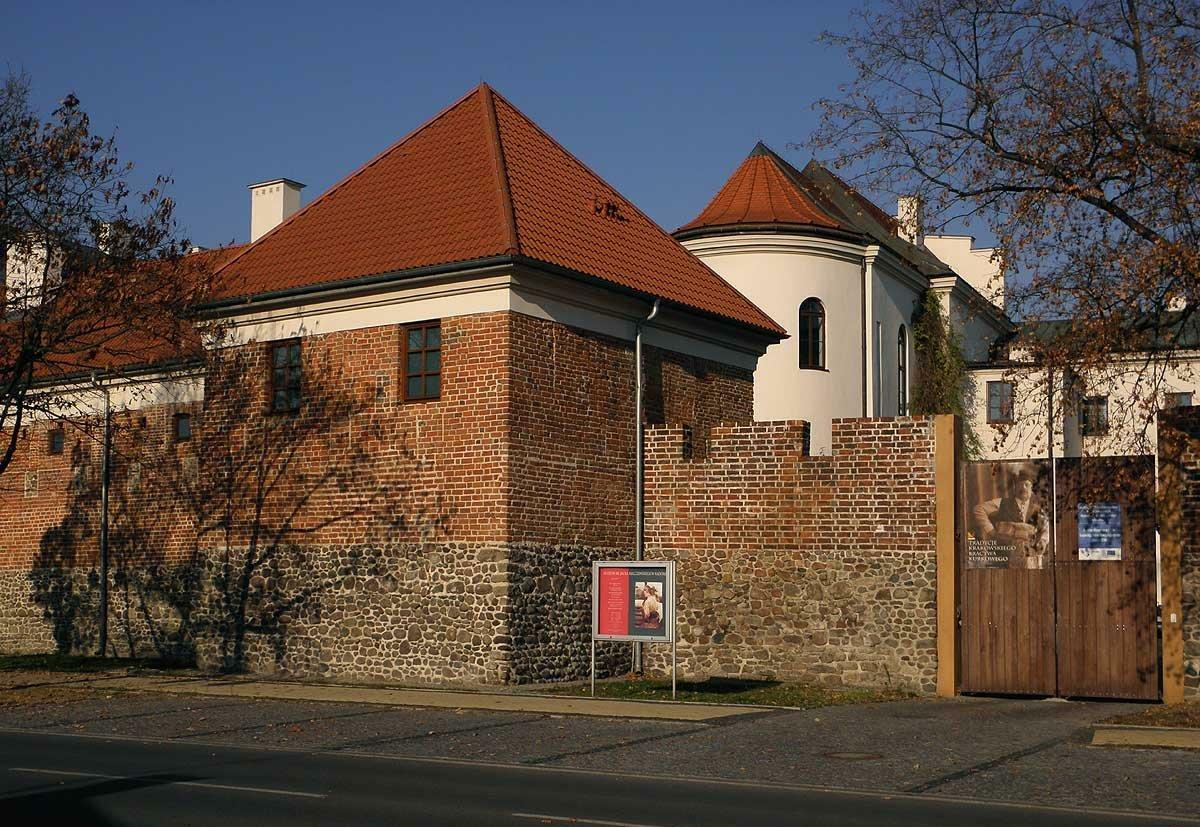
Relikty murów miejskich

#### Nowożytność
- Klasztor benedyktynek z kościołem św. Trójcy – założenie klasztorne ufundowane w 1613 przez Barbarę z Dulskich Tarłową, wzniesione w latach 1619–1627 w stylu barokowym. Zniszczone podczas potopu szwedzkiego budynki odbudowano w latach 1678–1733 według projektu Tylmana z Gameren. Po pożarze w 1774, do 1776 odbudowano świątynię w stylu klasycystycznym. W latach 1836–1915 cerkiew prawosławna św. Mikołaja. Najcenniejsze elementy wyposażenia to m.in. obraz Trójcy Świętej z poł. XVIII w. Uwagę zwraca cenna dekoracja sztukatorska[48][46].
- Dom Esterki: barokowy dom z przełomu XVI i XVII wieku usytuowany w południowej pierzei Rynku. Zniszczony w czasie okupacji niemieckiej, odbudowany w latach 1954–1956[49].
- Dom Gąski: barokowy dom z przełomu XVI i XVII wieku usytuowany w południowej pierzei Rynku. Według tradycji w 1656 mieszkał w nim król Szwecji, Karol X Gustaw (w czasie pobytu w Radomiu nie mógł zająć zamku królewskiego, spalonego wcześniej przez wojska szwedzkie). W budynku mieściła się pod koniec XVIII wieku jedna z pierwszych w mieście aptek należąca do Christiana Valentino[50].
- Kolegium i kościół oo. pijarów – gmach usytuowany przy Rynku wznoszono etapami w latach 1737–1756 według projektu Antonia Solariego, nadwornego architekta królów z dynastii saskiej. Niedokończony budynek uzupełniono w latach 1818–1820 klasycystyczną fasadą od strony Rynku. W latach 1824–1825 wzniesiono murowany kościół pw. św. Jana Kantego. Obecnie siedziba Muzeum im. Jacka Malczewskiego[46].

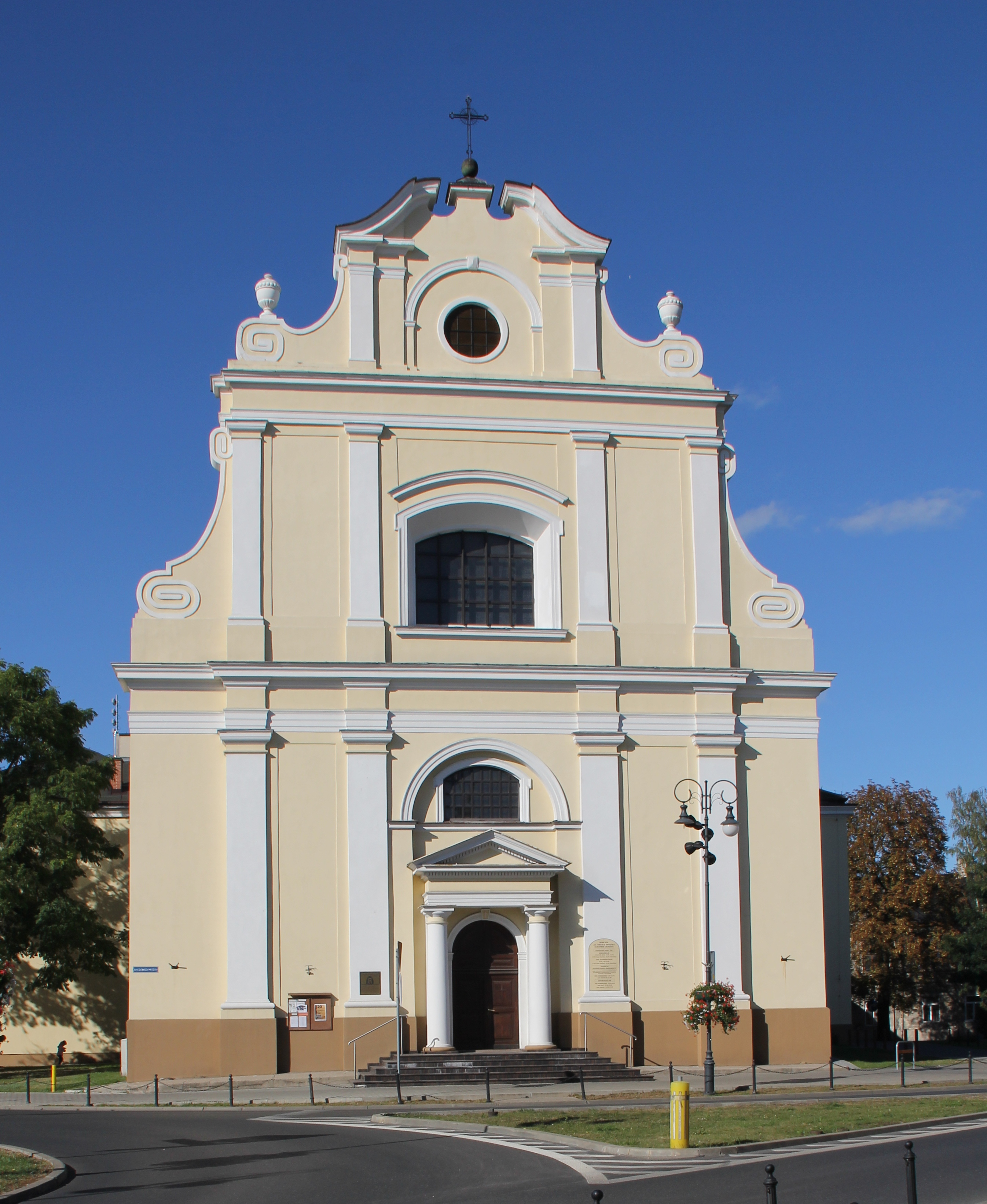
Kościół Świętej Trójcy
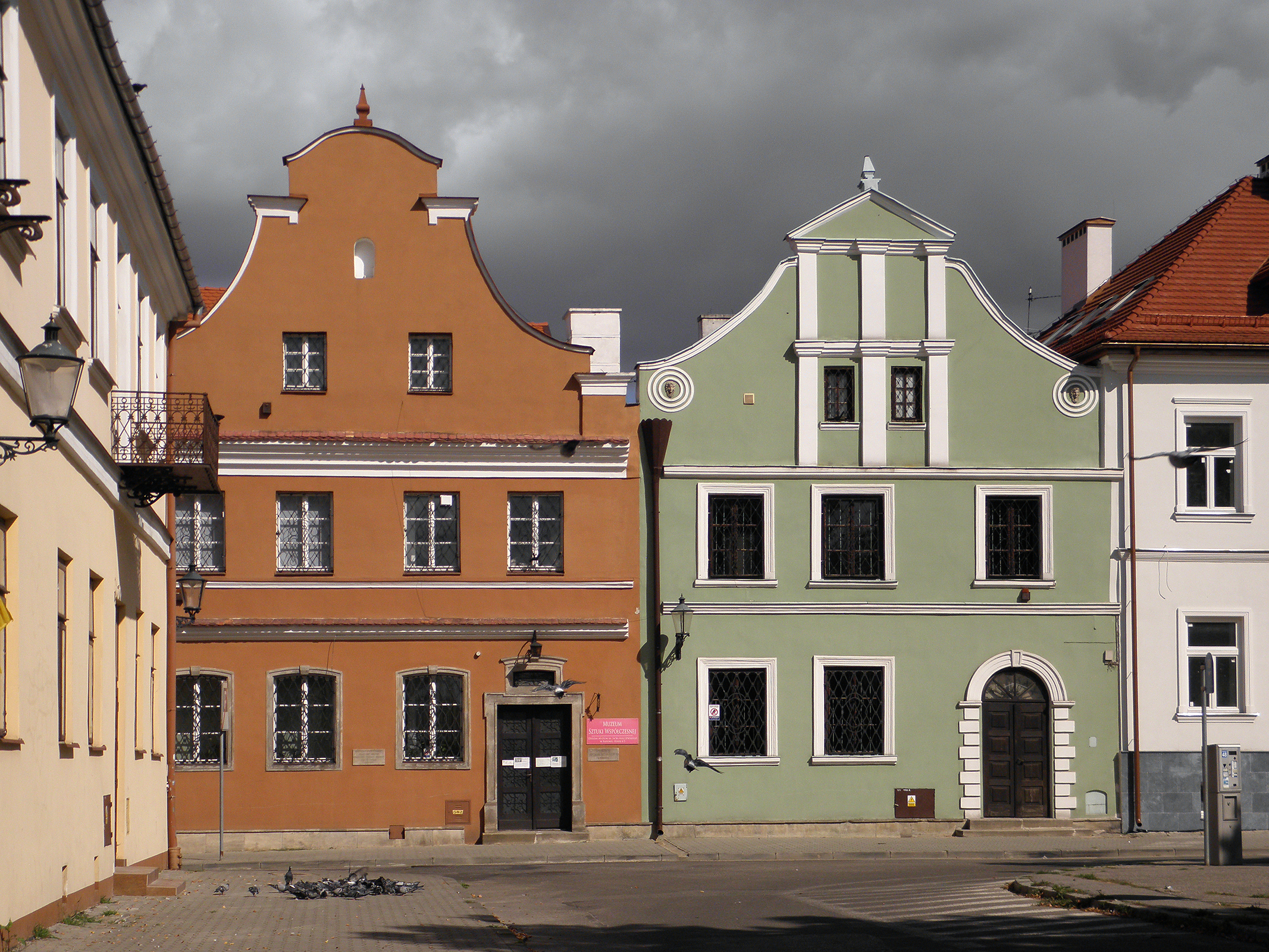
Domy Gąski i Esterki
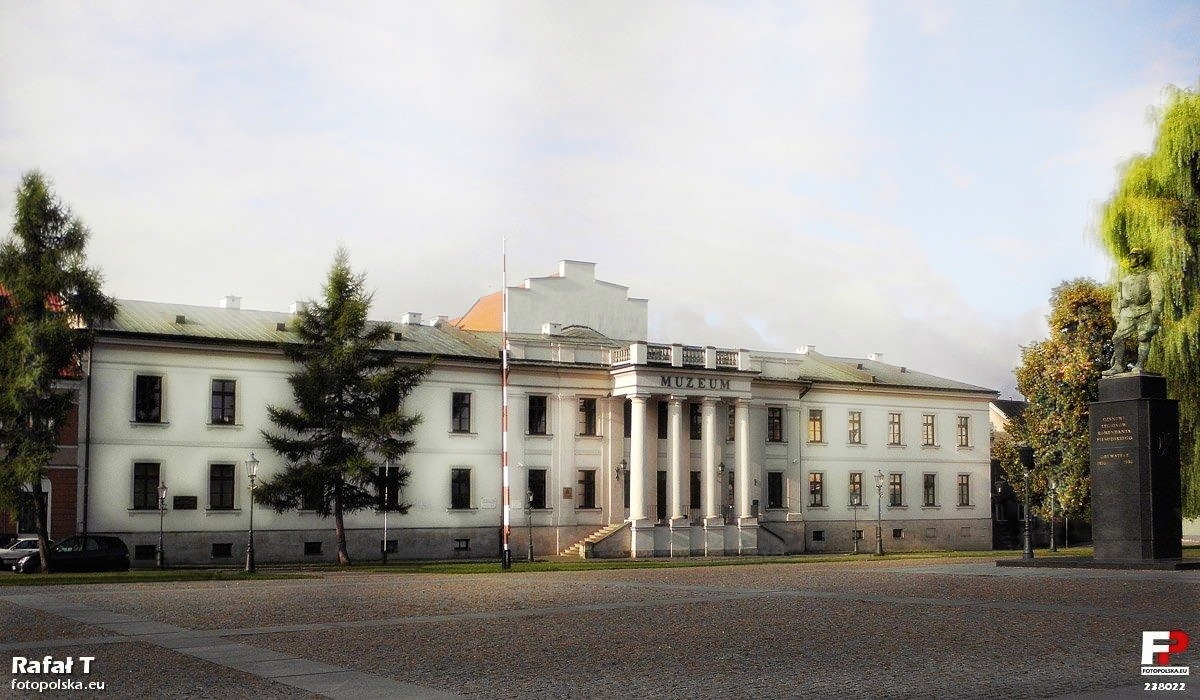
Kolegium oo. Pijarów

#### XIX wiek

##### I połowa
Po 1815 roku miasto znalazło się pod panowaniem Rosji i stało się siedzibą władz nowo utworzonego województwa sandomierskiego. Zgodnie z dyrektywą rządu Królestwa Polskiego wszystkie miasta wojewódzkie zostały zobowiązane do sporządzenia planów zagospodarowania przestrzennego. Plan sporządzony dla Radomia regulował kształt miasta i kierunek jego rozwoju. W I połowie XIX wieku powstało wiele budynków w stylu klasycystycznym (budynki prywatne oraz gmachy użyteczności publicznej), z których najważniejsze to:
- budynek loży masońskiej – wybudowany w 1819, według projektu Jakuba Kubickiego. Charakterystycznymi elementami neoklasycystycznego budynku są m.in. portyk wejściowy podtrzymujący balkon oraz portale okienne z przedstawieniami emblematów masońskich oraz herbu powiatu radomskiego[52].
- Stary Ogród: najstarszy park Radomia, jeden z pierwszych w Królestwie Polskim, założony w 1822–1825. Założenie parkowe oparte było na wzorcach barokowych (promienistych układ ścieżek), uzupełnionych o elementy stylu angielskiego (swobodne ścieżki uzupełniające barokowe założenie). Założenie ogrodowe, poważnie zdewastowane w trakcie I i II wojny światowej uległo dużym przekształceniom[53].
- Pałac Sandomierski – monumentalny, klasycystyczny dwupiętrowy budynek zaprojektowany przez Antonio Corazziego, wzniesiony w latach 1825–1827 przy trakcie Lubelskim. W XIX wieku siedziba komisji wojewódzkich oraz rządów gubernialnych. Rozbudowany w latach 1938–1942. O monumentalnym charakterze budynku świadczy piętnastoosiowa fasada, wzbogacona trzema ryzalitami ozdobionymi portykiem toskańskim i pilastrami oraz fryzem tryglifowym. Fasada parteru dekorowana boniowaniem[46].
- Kościół ewangelicko-augsburski w Radomiu – pierwotnie katolicka świątynia pw. Wniebowzięcia NMP z XIV w. (według tradycji dawne prezbiterium znajdujące się od strony ulicy Reja zawiera konstrukcję jednej z baszt obronnych murów miejskich). W 1830 budynek przebudowany w stylu klasycystycznym na siedzibę parafii ewangelickiej. Kolejna przebudowa z lat 1893–1895 nadała budynkowi cechy eklektyczne[54][46].
- Rogatki: murowane, klasycystyczne, wzniesione w latach 1836–1840 według projektu Henryka Marconiego przy głównych traktach miasta (lubelskim i warszawskim). Rogatka lubelska została w latach 1921–1926 przebudowana na łaźnię miejską[55].
- Ratusz – pierwotny gotycki ratusz z II połowy XIV w., stojący pośrodku Rynku, został rozebrany w 1818. Obecny budynek Ratusza wzniesiony został w latach 1847–1848 według projektu Henryka Marconiego. Budynek reprezentujący styl neorenesansu włoskiego, wyróżnia się obfitym boniowaniem, ostrołukowymi oknami i asymetryczną w stosunku do osi gmachu wieża zegarową oraz attyką zakrywającą poddasze[46].

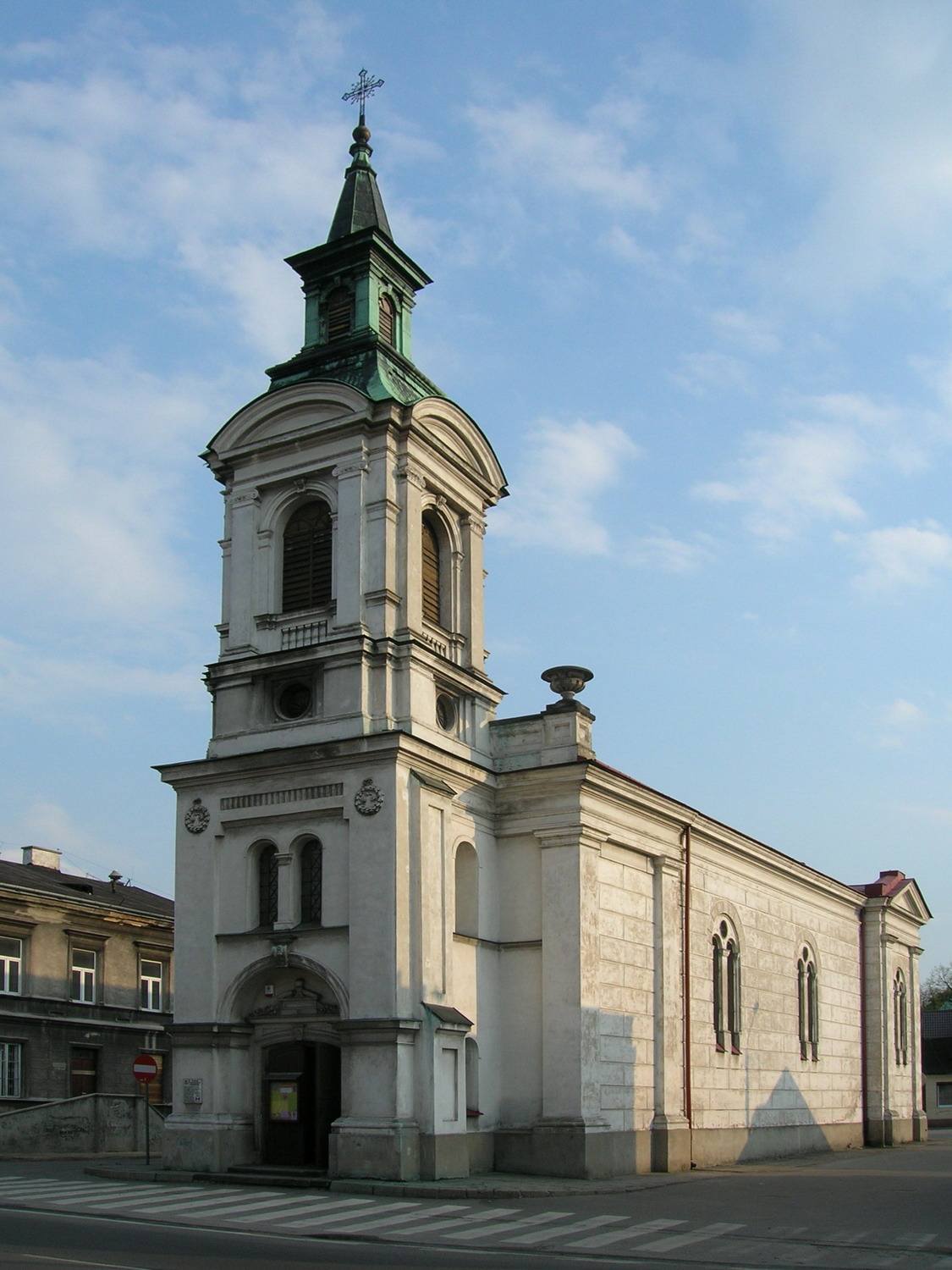
Kościół ewangelicko-augsburski
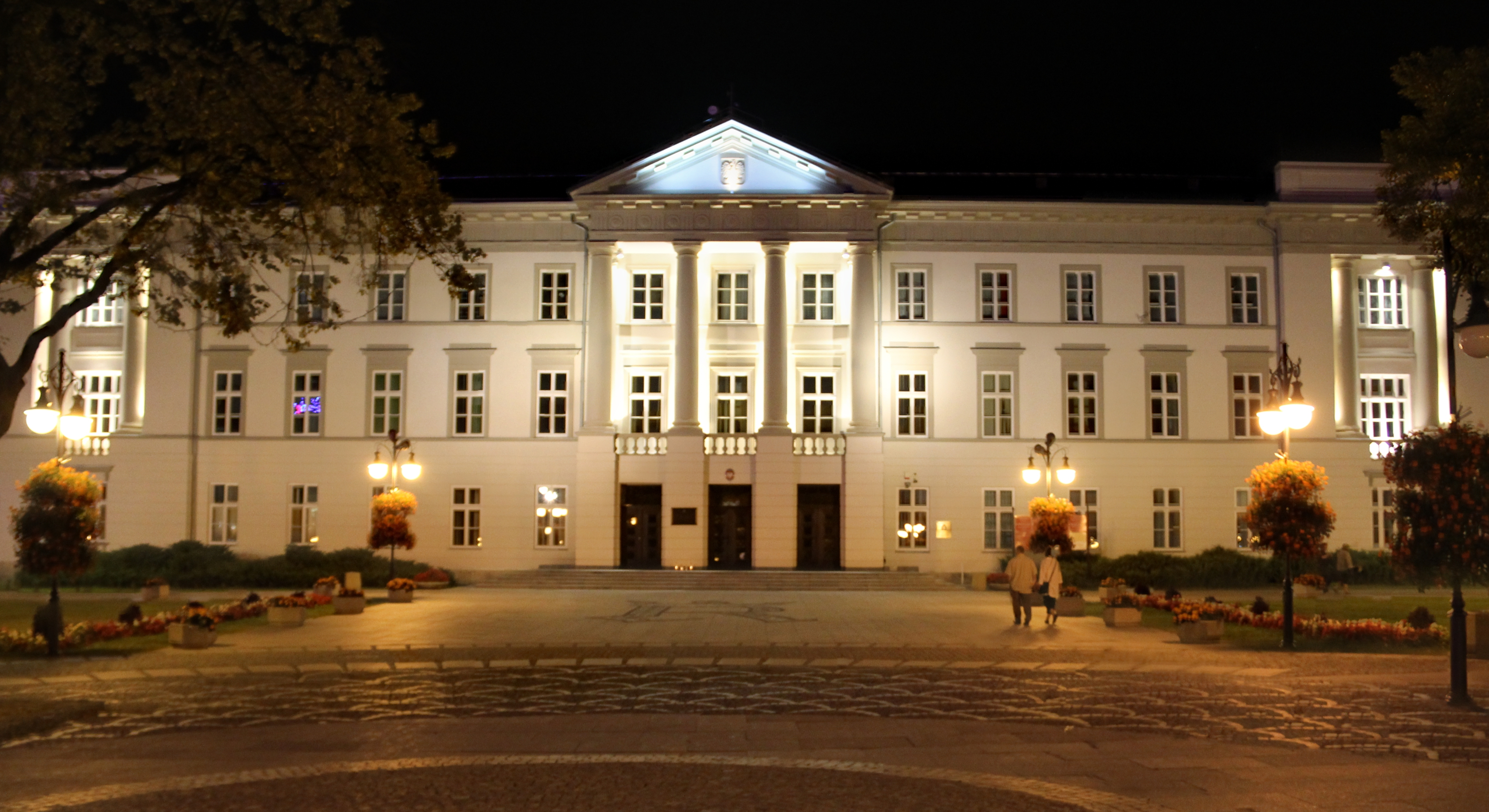
Pałac Sandomierski – dawna siedziba Komisji Województwa Sandomierskiego oraz wojewodów i gubernatorów sandomierskich i radomskich.
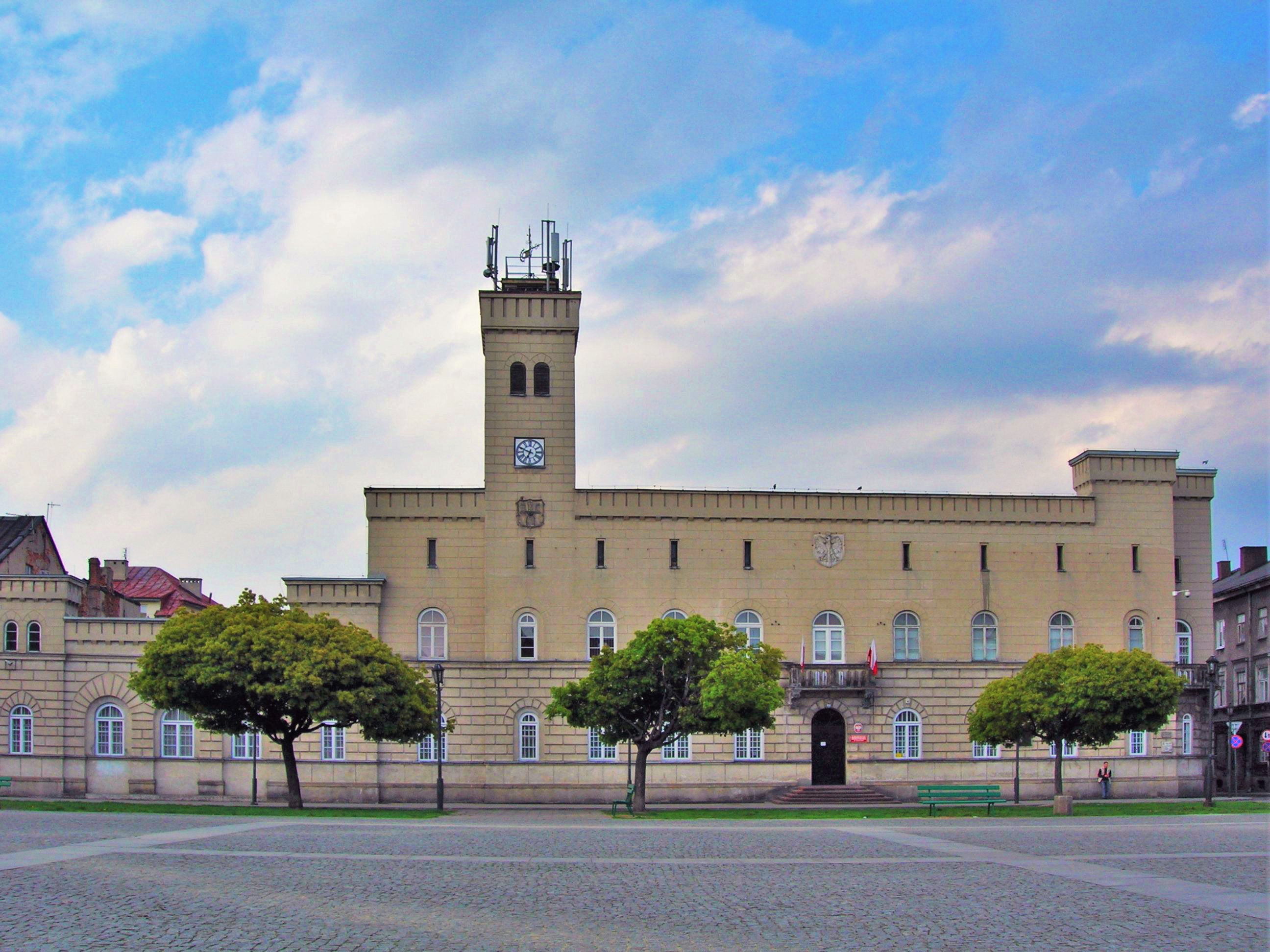
Nowy Ratusz
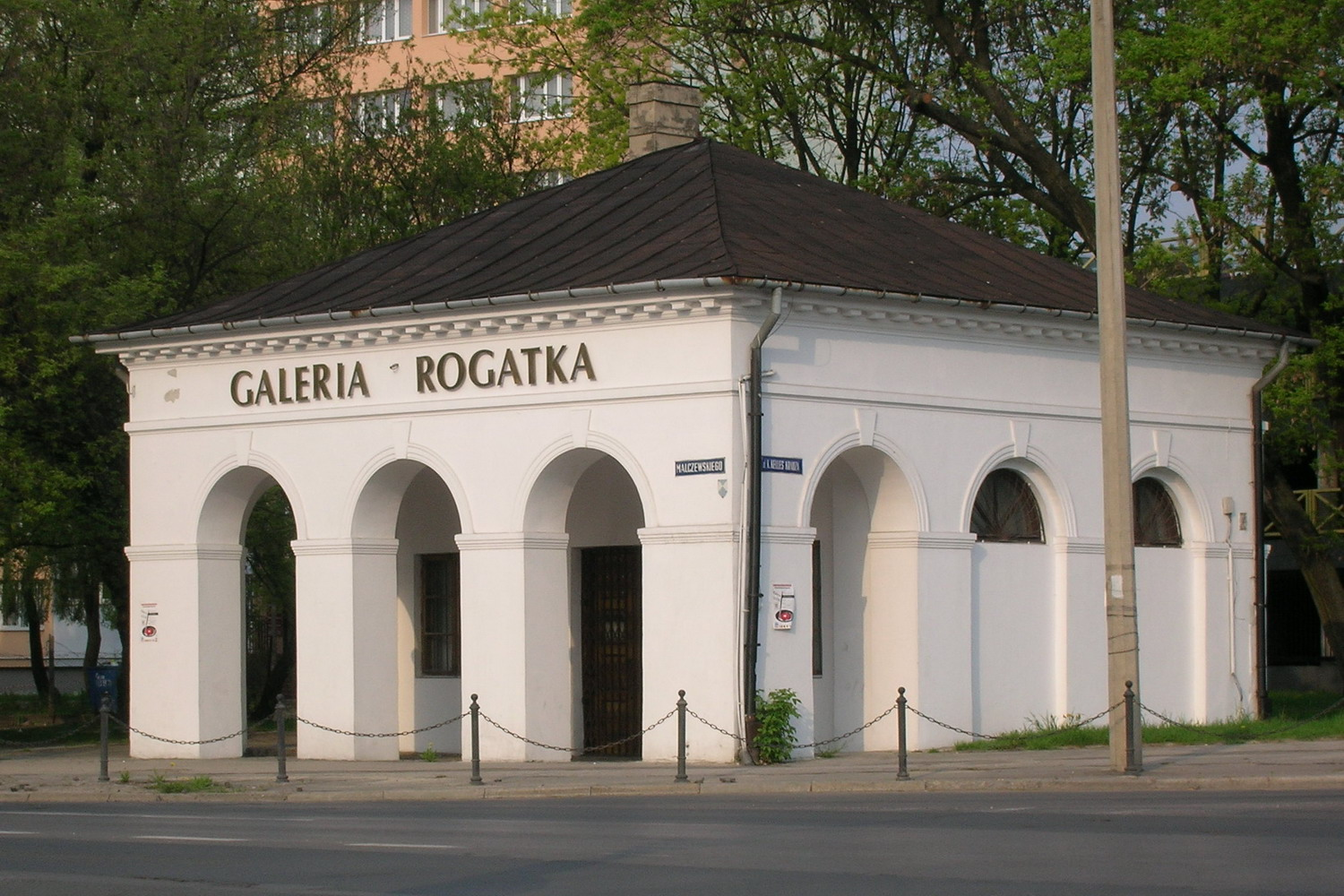
Rogatka Warszawska

##### II połowa
II połowa XIX wieku przyniosła kontynuację realizacji założeń planu regulacyjnego z 1822 roku. Miasto rozwijało się w kierunku wschodnim i północnym, ale przede wszystkim w kierunku południowym (w związku z budową poza południową granicą miasta budynku dworca kolei iwanogrodzko-dąbrowskiej). W tym okresie powstawały budynki reprezentujące głównie style historyzujące i eklektyzm.

Najważniejsze przykłady takiej zabudowy znajdują się w najbardziej reprezentacyjnej części Śródmieścia, przede wszystkim na:

placu Konstytucji 3 Maja, ulicy Stanisława Moniuszki, ulicy Józefa Piłsudskiego, ulicy Henryka Sienkiewicza i ulicy Romualda Traugutta.

Wybrane obiekty pochodzące z tego okresu to m.in.:
- budynek radomskiego oddziału Towarzystwa Kredytowego Ziemskiego – neorenesansowy gmach wzniesiony w 1852 według projektu Henryka Marconiego i Ludwika Radziszewskiego jako siedziba dyrekcji szczegółowej Towarzystwa Kredytowego Ziemskiego[57].
- gmach dworca kolejowego wybudowany w 1885 według projektu Adolfa Schimmelpfenniga,
- pałac Karschów i Wickenhagenów – monumentalna, eklektyczna kamienica o charakterze pałacowym wzniesiona w latach 1881–1882 dla radomskich fabrykantów, Teodora Karscha i Franciszka Wickenhagena[50]. Wzorowana na pałacu Kronenberga w Warszawie[58].
- Park im. Tadeusza Kościuszki: ogród w stylu angielskim, zaplanowany w latach 1825–1827 w związku z budową gmachu komisji województwa sandomierskiego przy trakcie Lubelskim. Główną osią parku jest aleja łącząca gmach komisji z wybudowanym w latach 1894–1911 budynkiem obecnej katedry. Dużą część drzewostanu stanowią pomniki przyrody[59].
- neogotycki budynek Kasy Pożyczkowej Przemysłowców Radomskich wzniesiony w 1897 roku.
- gmach katedry, wzniesiony w latach 1894–1911 w stylu neogotyckim według projektu wybitnego architekta Józefa Piusa Dziekońskiego[60].
- miejska hala targowa wzniesiona w 1898 roku według projektu architekta miejskiego Augusta Załuskiego. Była to jedna z pierwszych hal targowych w Polsce, a w chwili otwarcia najnowocześniejsza[61]
- budynek Resursy Obywatelskiej – neorenesansowy, parterowy budynek z piętrowym ryzalitem nakrytym tympanonem dekorowanym reliefem oraz rzeźbami przedstawiającymi trzy muzy: Klio, Melpomenę i Eutrepe. Wybudowany w 1852 według projektu Ludwika Radziszewskiego. W latach 1918–1939 siedziba Teatru Rozmaitości. Po II wojnie światowej przebudowana na kino. Obecnie siedziba Centrum Kultury i Sztuki Resursa[59].

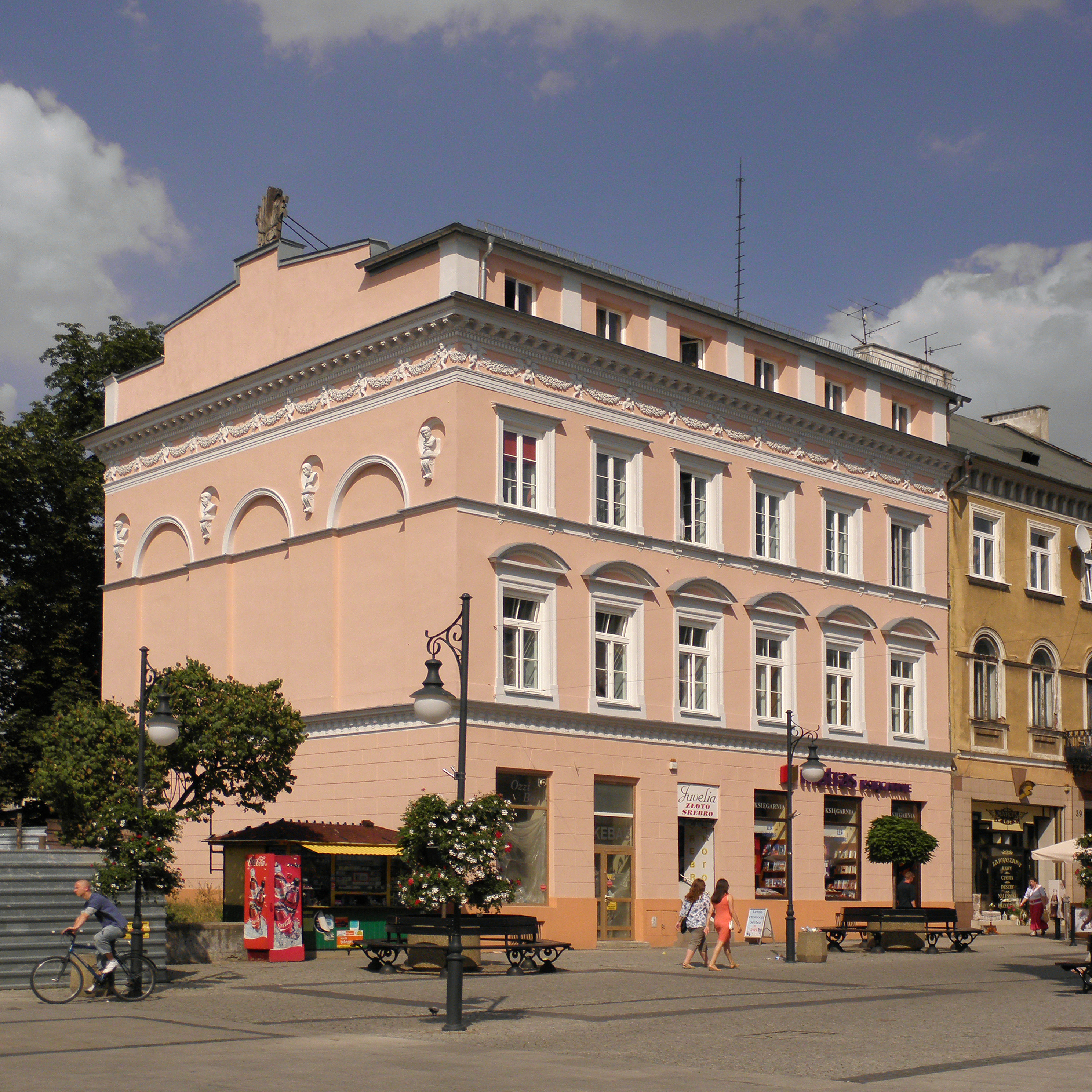
Dom Podworskich
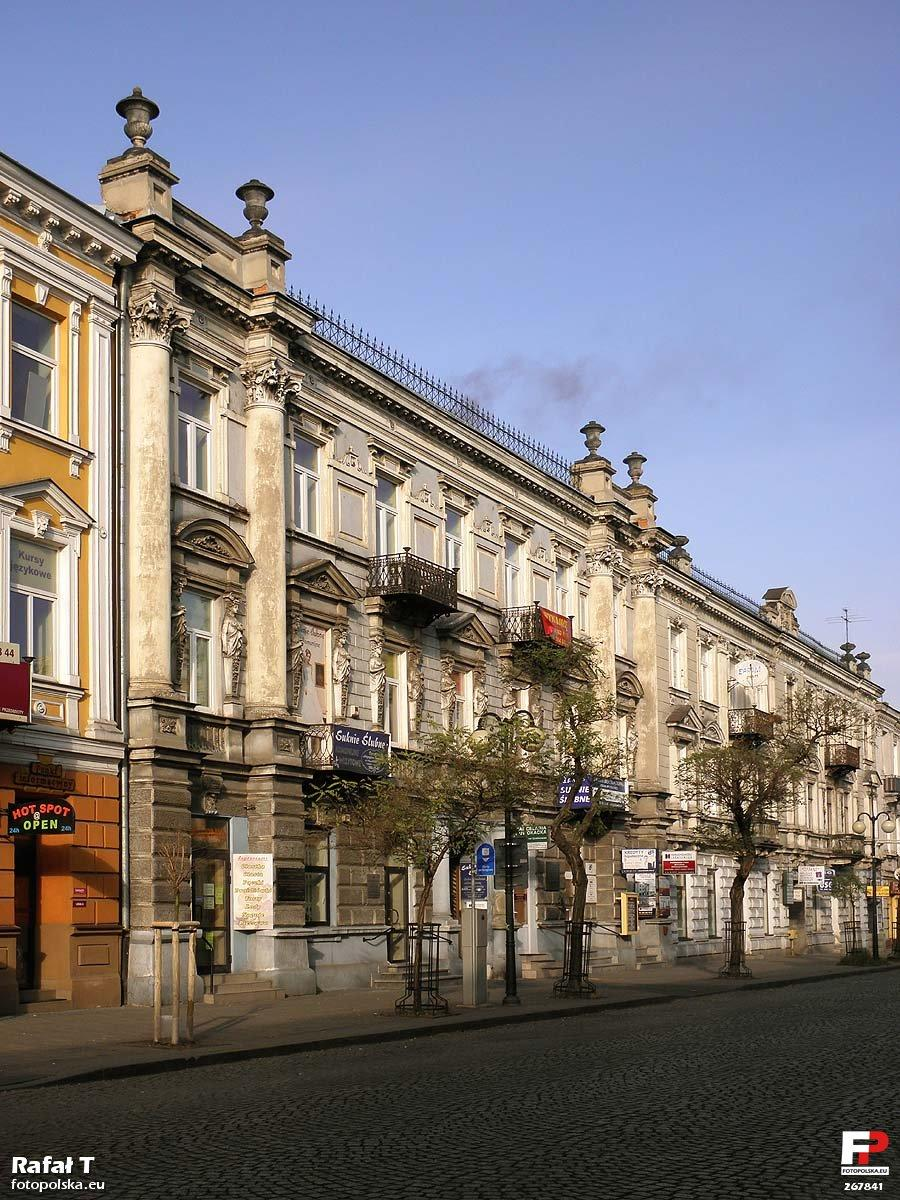
Eklektyczna zabudowa ulicy Piłsudskiego
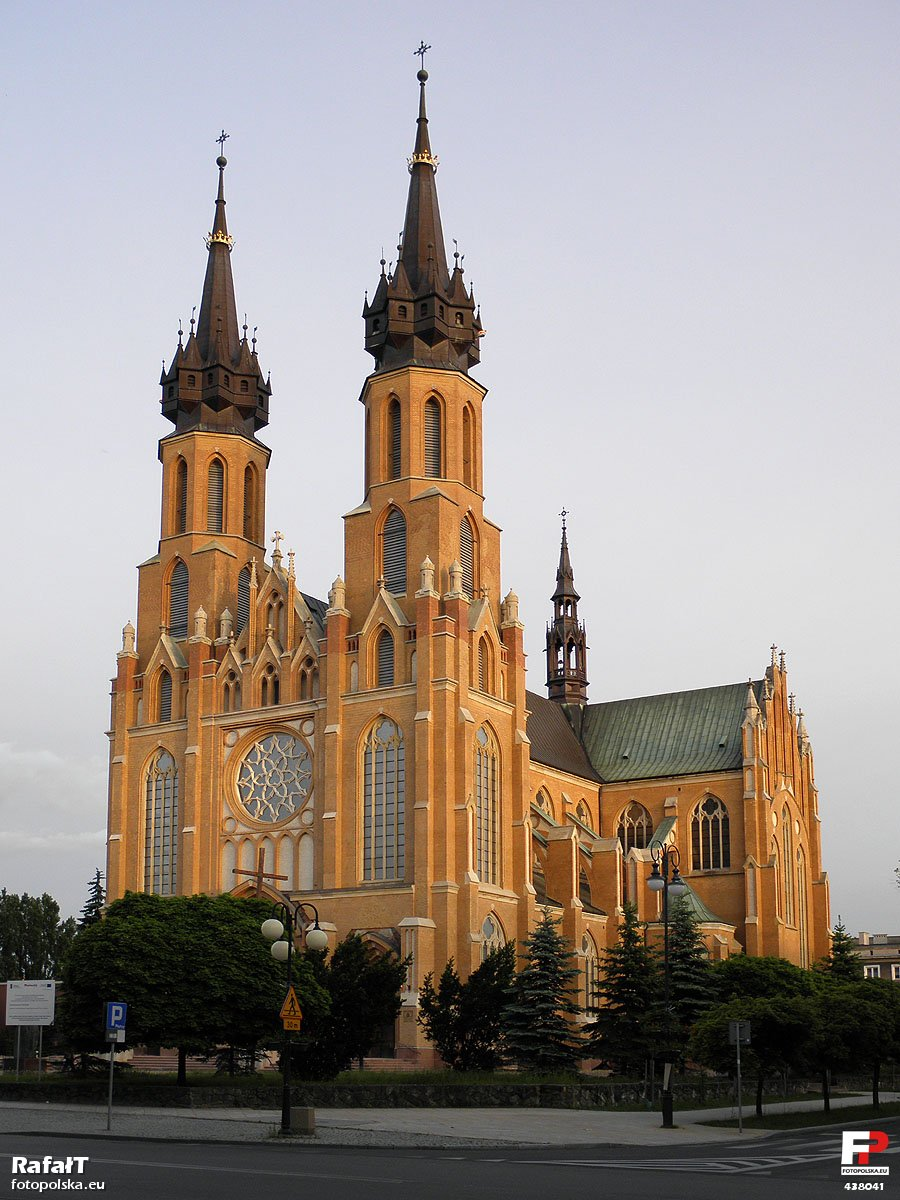
Neogotycka Bazylika katedralna
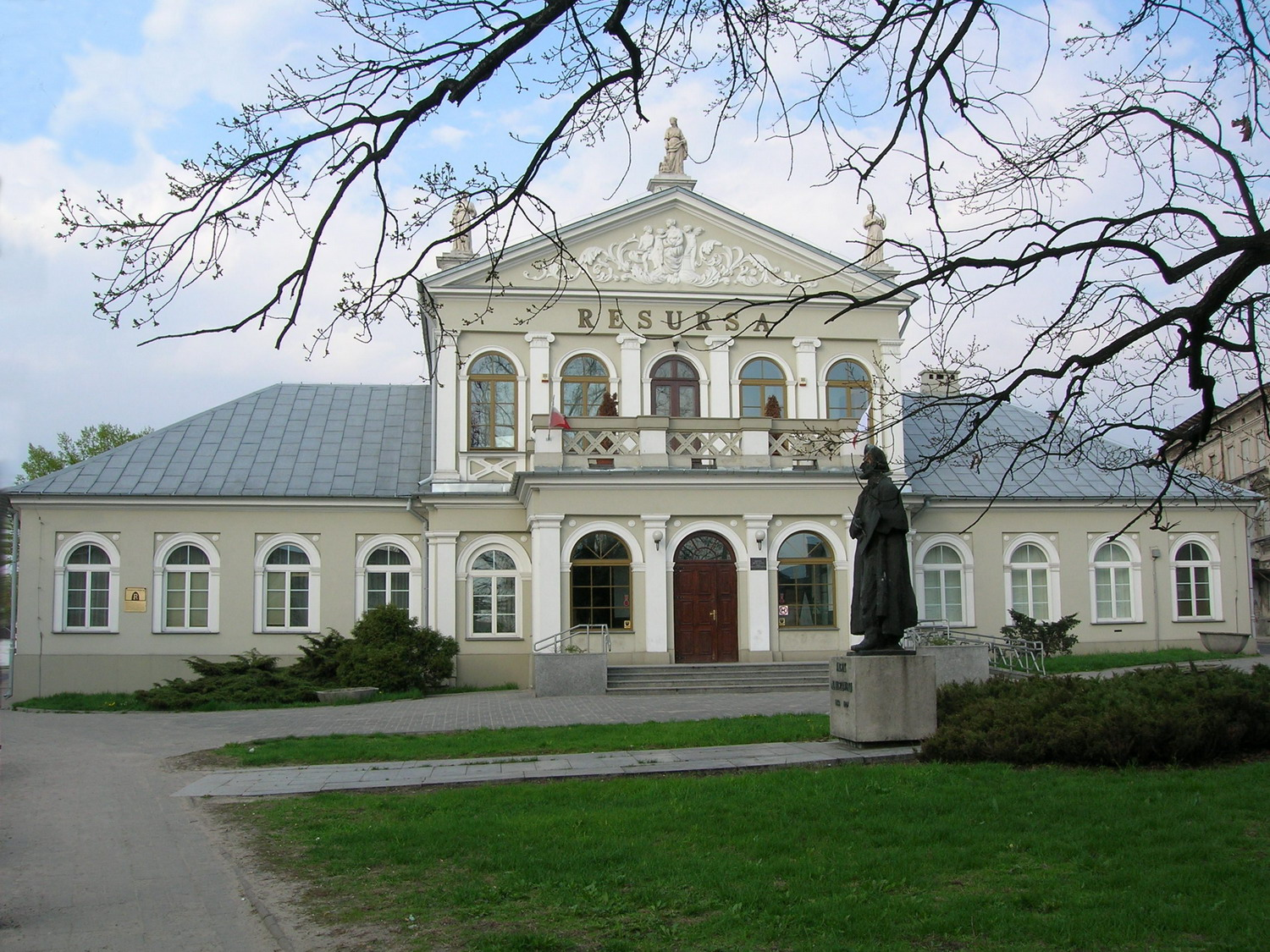
Resursa Obywatelska

#### XX wiek
- dawna elektrownia – pierwsza elektrownia w tzw. „Kongresówce”, wzniesiona w 1901. Obecnie siedziba Mazowieckiego Centrum Sztuki Współczesnej „Elektrownia”[62].
- zabudowa osiedla Planty z okresu międzywojennego: powstały w latach 1923–1928 zespół budynków mieszkalnych zaprojektowanych przez wybitnego architekta, Stefana Szyllera w stylu renesansu polskiego, uchodzącego w międzywojniu za polski styl narodowy[63].
- architektura modernistyczna Śródmieścia (np. gmach Powiatowego Związku Samorządowego)
- Willa przy ul. Struga 81 z 1925 roku
- Willa Iwanowskich z 1930 roku
- zabudowa postindustrialna – powstałe w okresie międzywojennych zespoły budynków fabrycznych m.in. Fabryki Broni, Polskiego Monopolu Tytoniowego, Polskiej Spółki Obuwia „Bata” i in.[64]

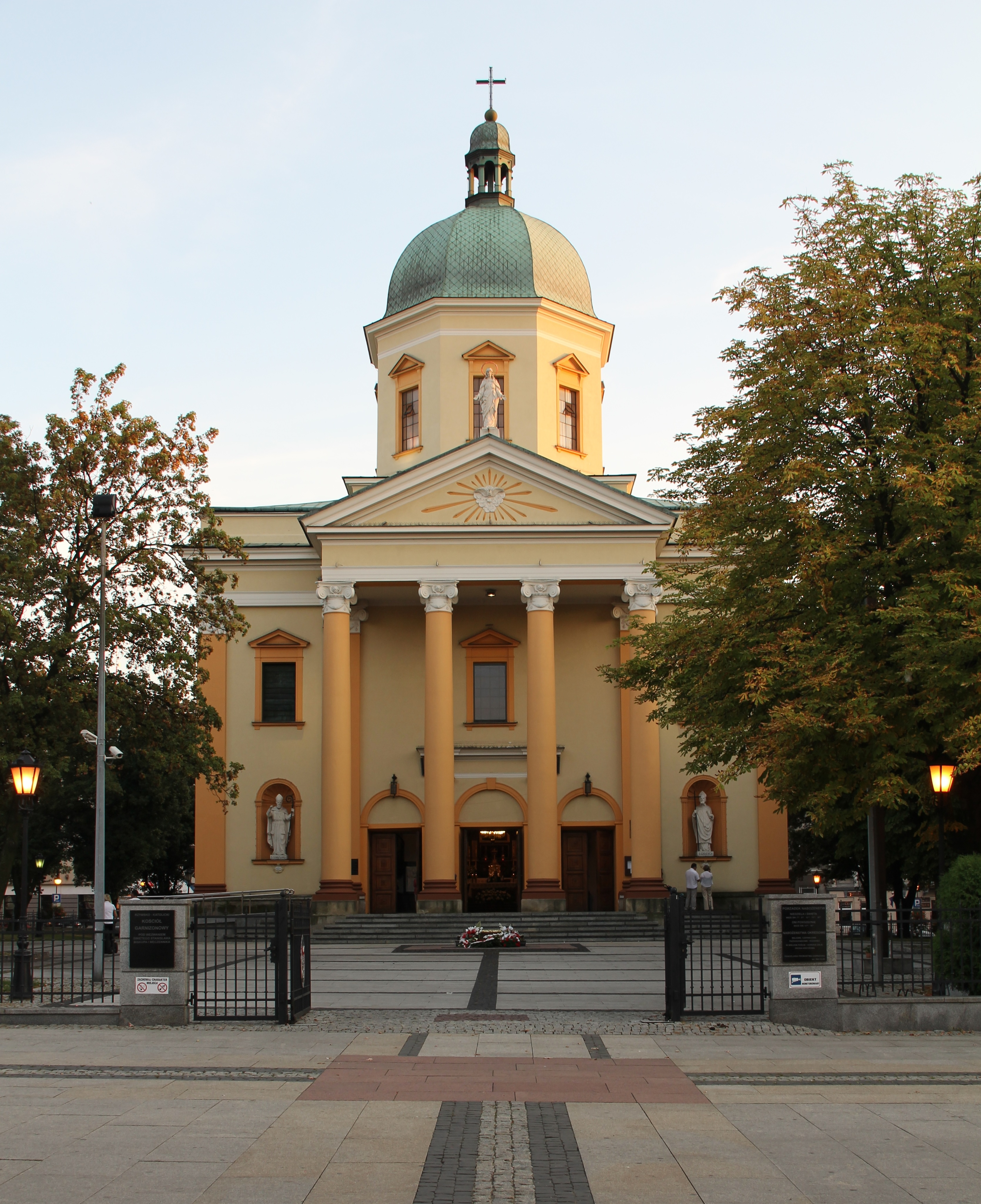
Kościół garnizonowy św. Stanisława Biskupa
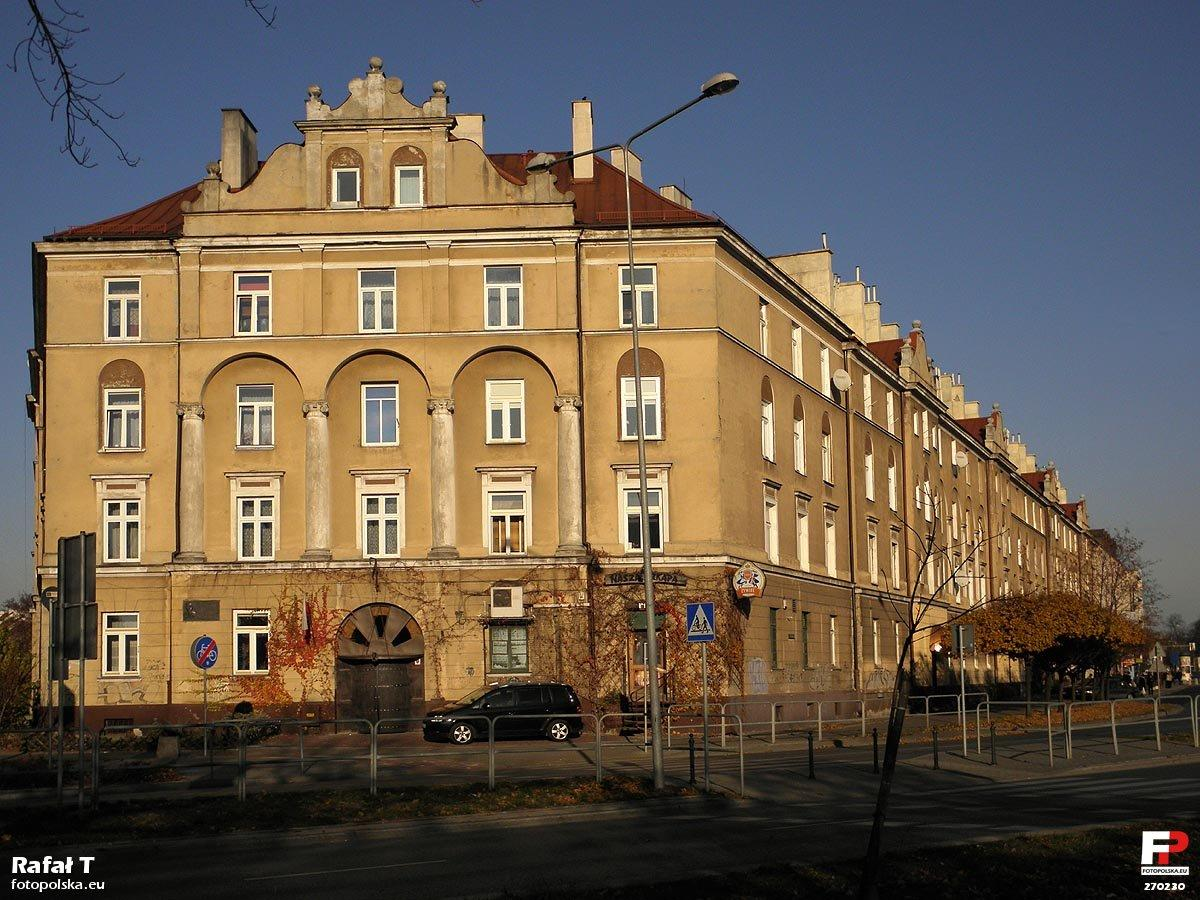
Jeden z budynków osiedla Planty
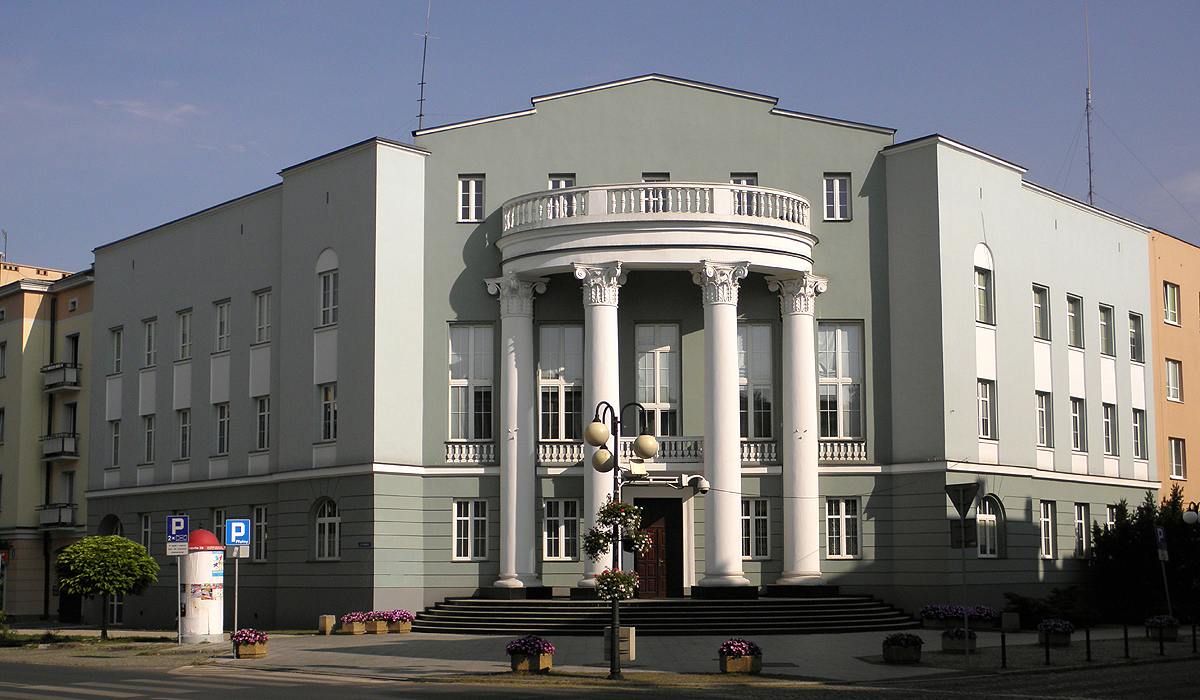
Gmach Powiatowego Związku Samorządowego
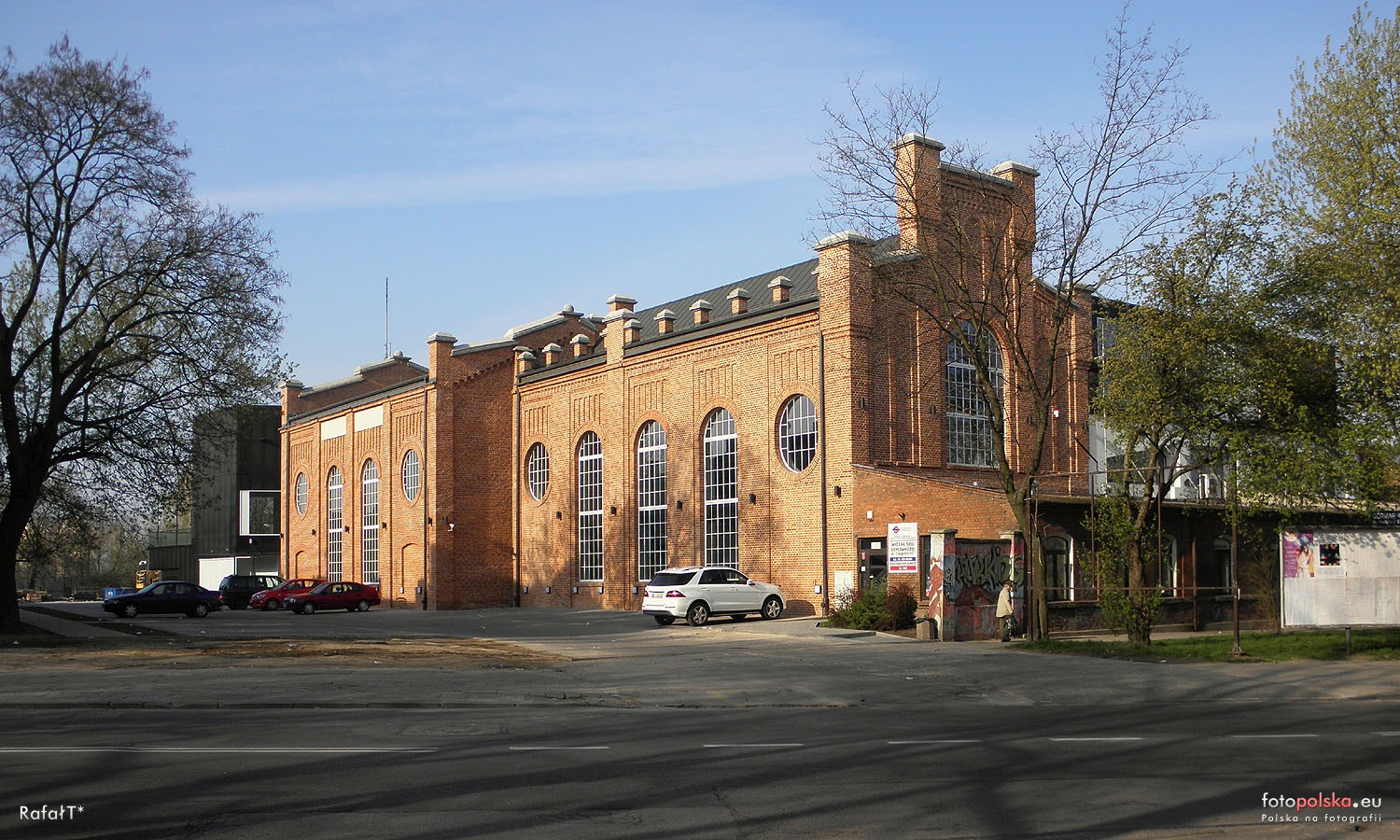
Budynek dawnej elektrowni

### Place

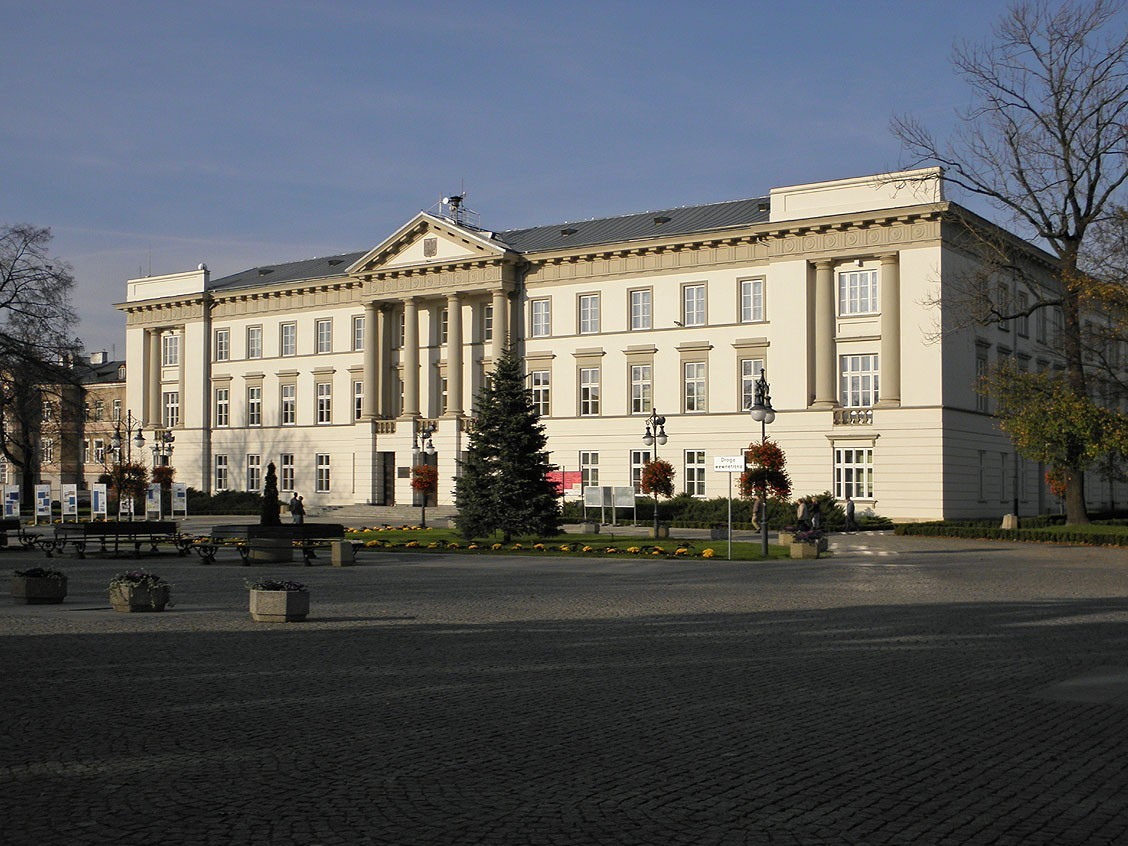
Plac Antonio Corazziego
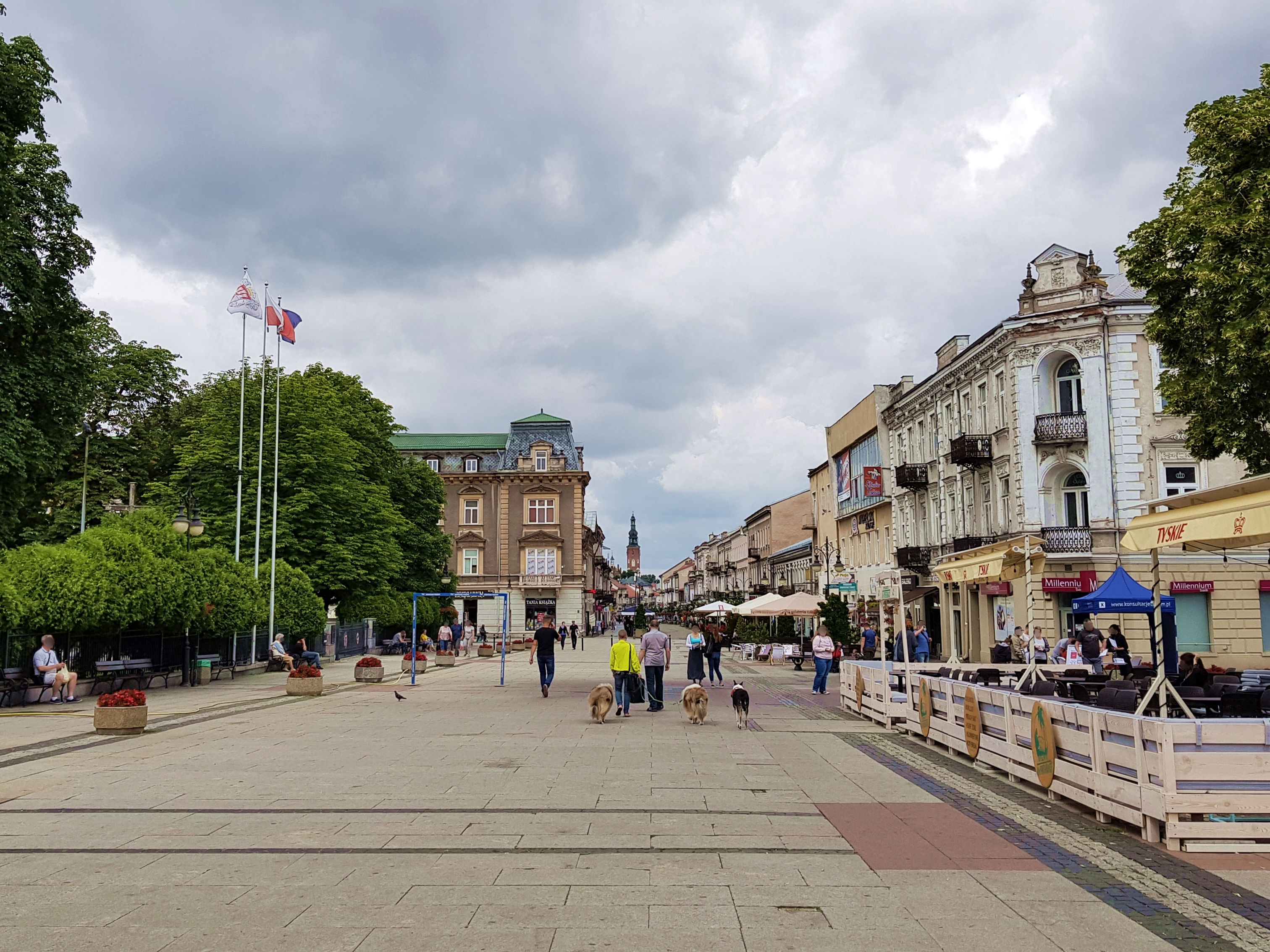
Plac Konstytucji 3 Maja
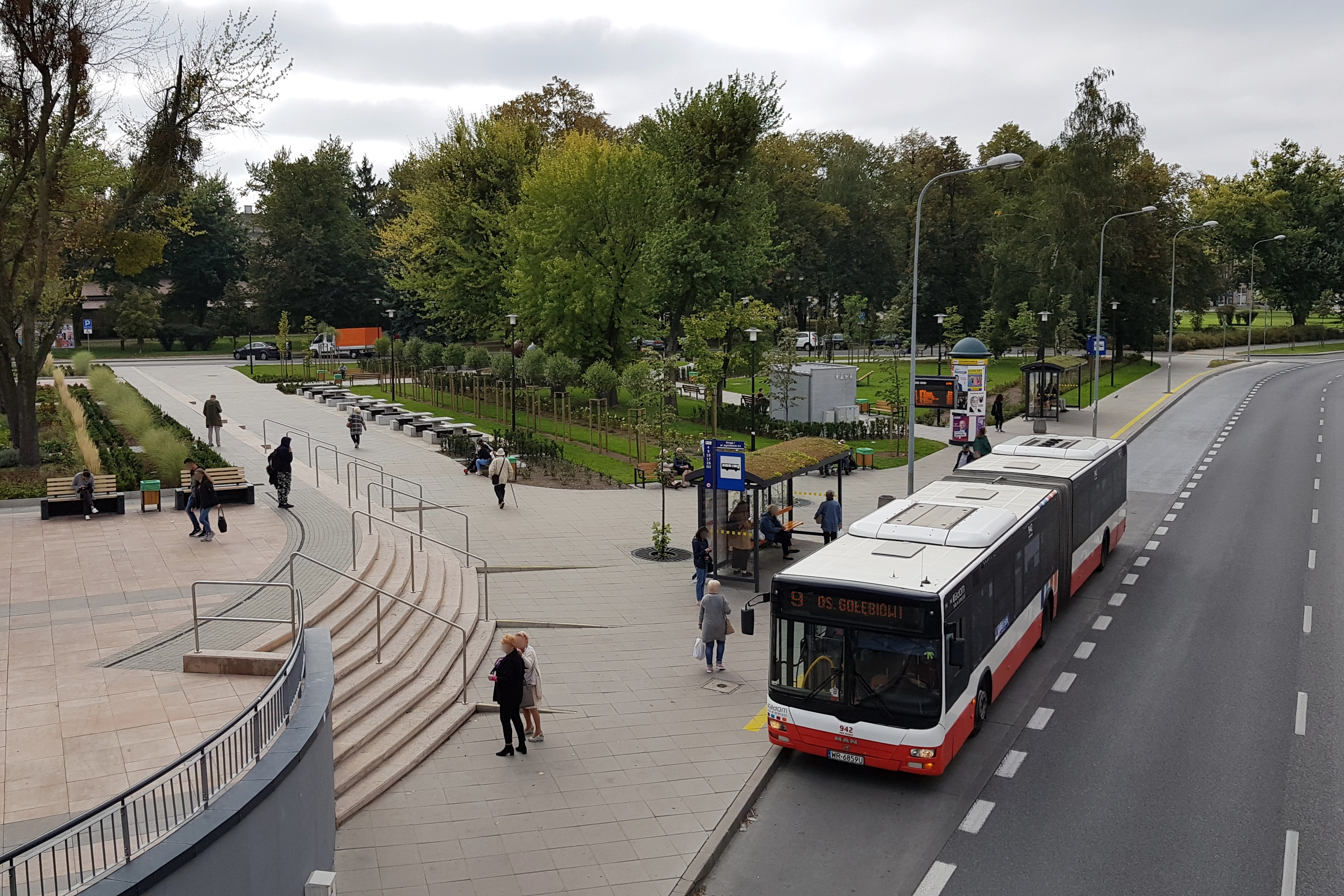
Plac Jagielloński

- Plac Antonio Corazziego położony przy ulicy Żeromskiego, przed pałacem Sandomierskim.
- Plac Dworcowy położony przy Dworcu PKP (skrzyżowanie ulic Traugutta, Poniatowskiego i Beliny-Prażmowskiego).
- Plac Jagielloński położony po obu stronach ul. Kelles-Krauza. Po jego południowej stronie istnieje park, który od północnej części oddziela ul. Kelles-Krauza. Przy placu znajduje się Teatr Powszechny im. Jana Kochanowskiego w Radomiu.
- Plac Kazimierza Wielkiego położony u zbiegu ulic Wałowej, Żeromskiego, Reja i Malczewskiego. Przy tym placu usytuowany jest zabytkowy kościół pw. Świętej Trójcy.
- Plac Konstytucji 3 Maja jest położony u zbiegu ulic Żeromskiego, Piłsudskiego i Focha. Centralnym miejscem placu jest kościół garnizonowy pw. św. Stanisława.
- Plac ks. Romana Kotlarza plac usytuowany u zbiegu ulic Mireckiego, Okulickiego, Reja i Limanowskiego. Obok usytuowany jest park Stary Ogród oraz przepływa rzeka Mleczna.
- Plac Małgorzatki położony między ulicą Traugutta i Narutowicza. Planowane jest przeprowadzenie przez ten plac połączenia ulicy Kościuszki i ulicy Piłsudskiego, co polepszyłoby komunikację w tym rejonie.
- Plac Matki Bożej Fatimskiej plac – rondo położony na skrzyżowaniu ulicy Słowackiego, alei Grzecznarowskiego oraz alei Wojska Polskiego.
- Rynek: główny plac Miasta Kazimierzowskiego. Wpadają do niego ulice: Rwańska, Szewska, Wolność, Szpitalna, Żytnia oraz Grodzka. Przy placu położone jest m.in. Muzeum im. Jacka Malczewskiego (w gmachu popijarskim), Dom Gąski i Esterki oraz ratusz. W centralnym miejscu placu usytuowany jest Pomnik Czynu Legionów.
- Plac Stare Miasto usytuowany w pobliżu najstarszego miejsca Radomia – grodziska Piotrówka. Położony jest na nim także najstarszy kościół Radomia, bo pochodzący z XIII w. kościół św. Wacława. Od placu odchodzi ulica Staromiejska, św. Wacława, Przechodnia oraz Asnyka.
- Plac Kazimierza Ołdakowskiego położony jest u zbiegu ulic Grzecznarowskiego i Dowkontta. W centrum placu ustawiony jest pomnik łucznika.
- Plac Zgody położony na skrzyżowaniu ulic Wieniawskiego i Szymanowskiego znajdujących się w peryferyjnie położonej dzielnicy miasta – Pruszakowie.
- Plac 72 Pułku Piechoty: plac usytuowany w kwartale między ulicami Malczewskiego, Wernera, Koszarową i Warzywną. Zlokalizowane jest tam mauzoleum płk. Dionizego Czachowskiego.

### Pomniki i miejsca pamięci narodowej

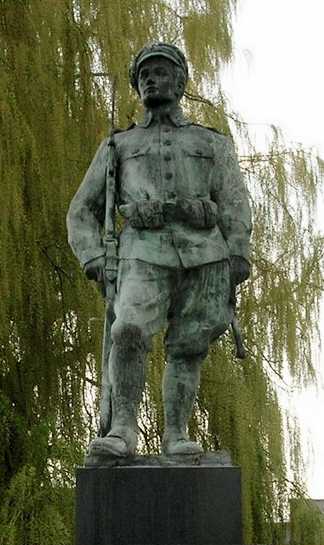
Pomnik Czynu Legionów
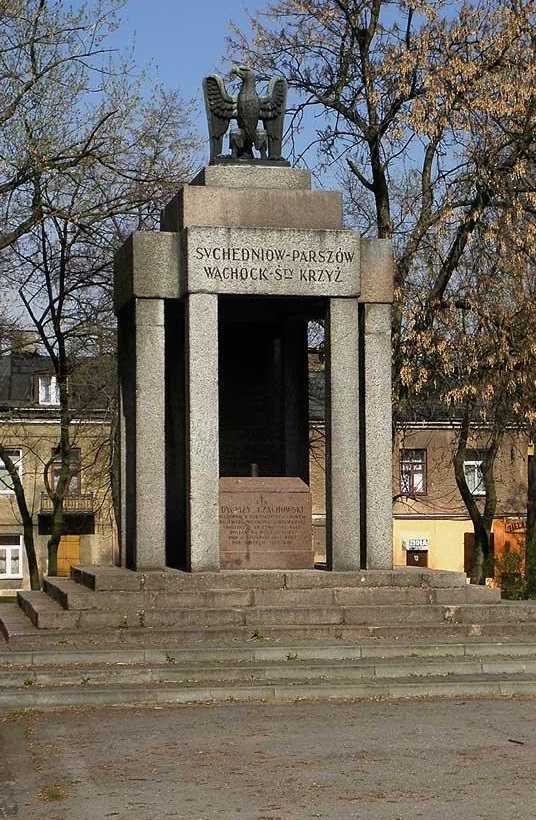
Mauzoleum Dionizego Czachowskiego
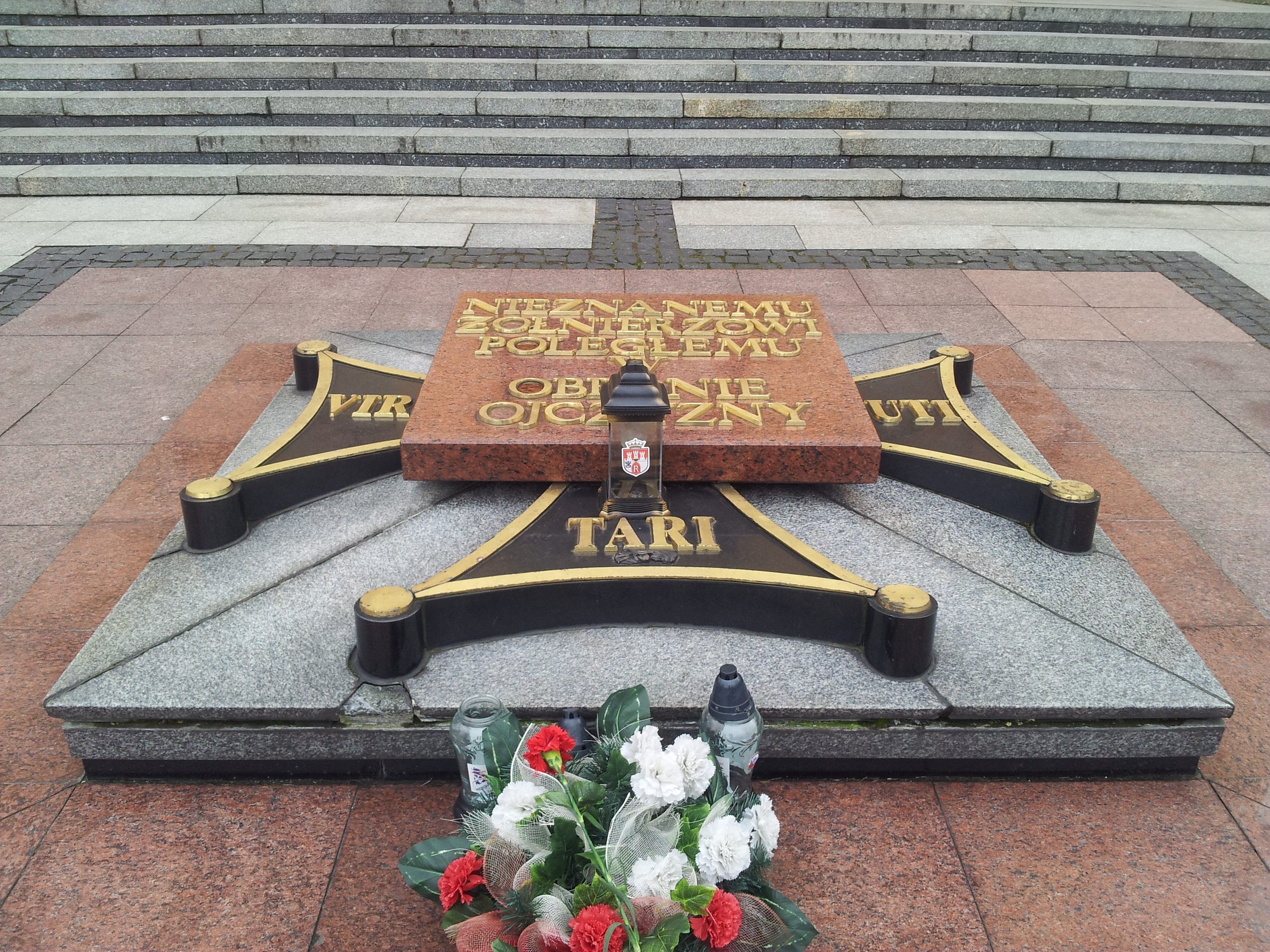
Grób Nieznanego Żołnierza
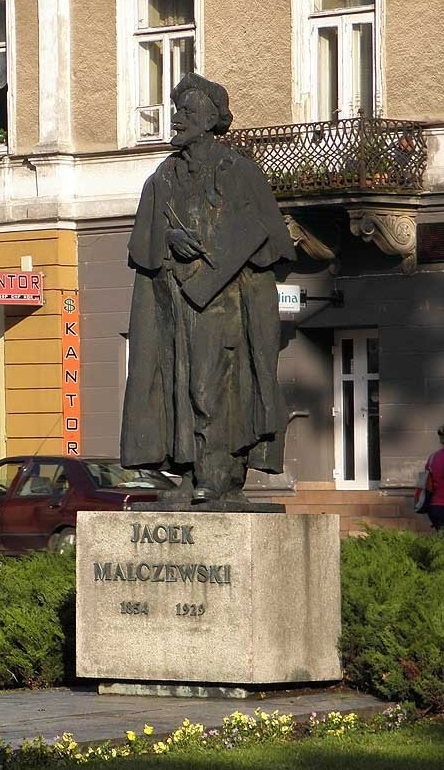
Pomnik Jacka Malczewskiego
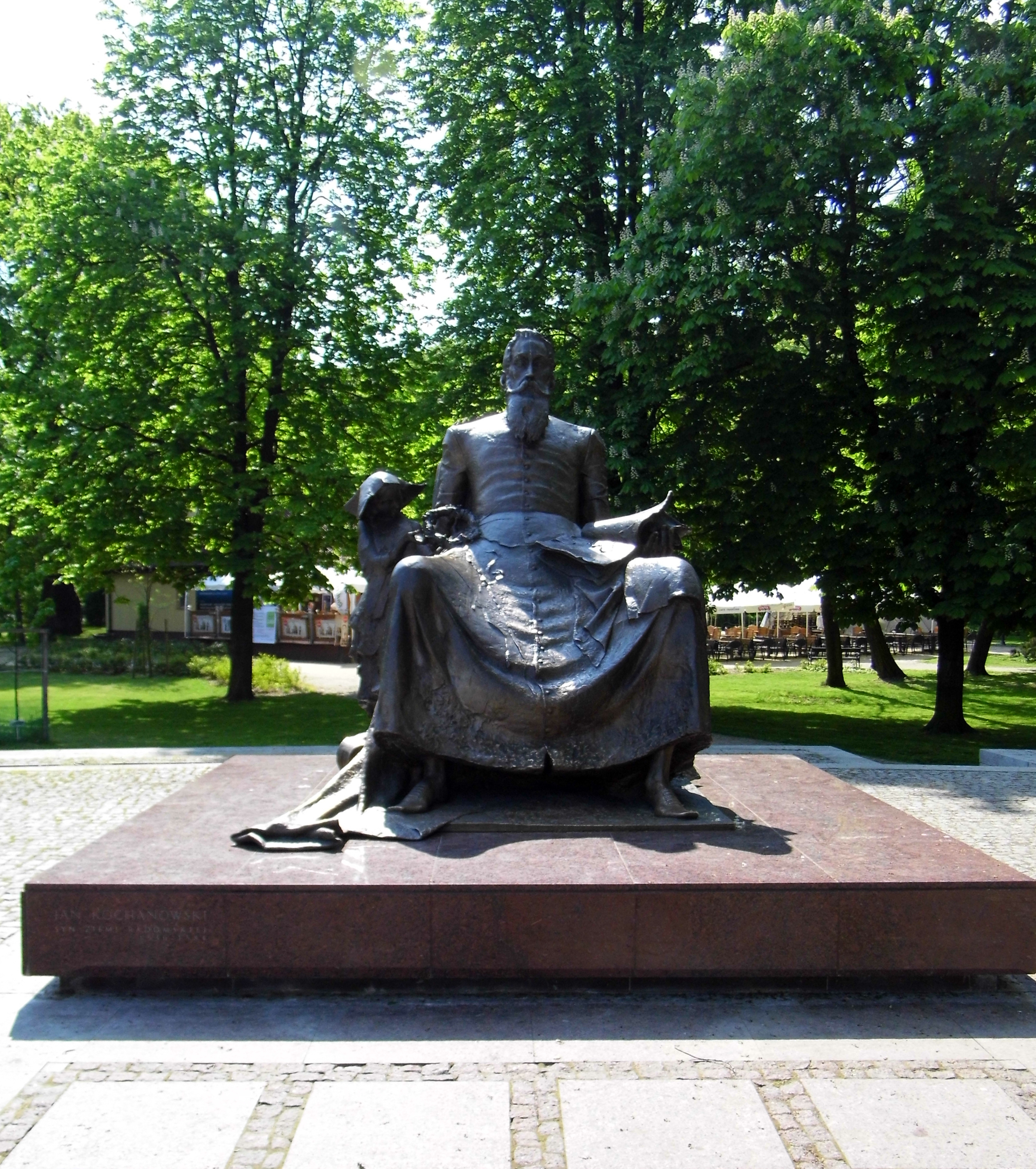
Pomnik Jana Kochanowskiego
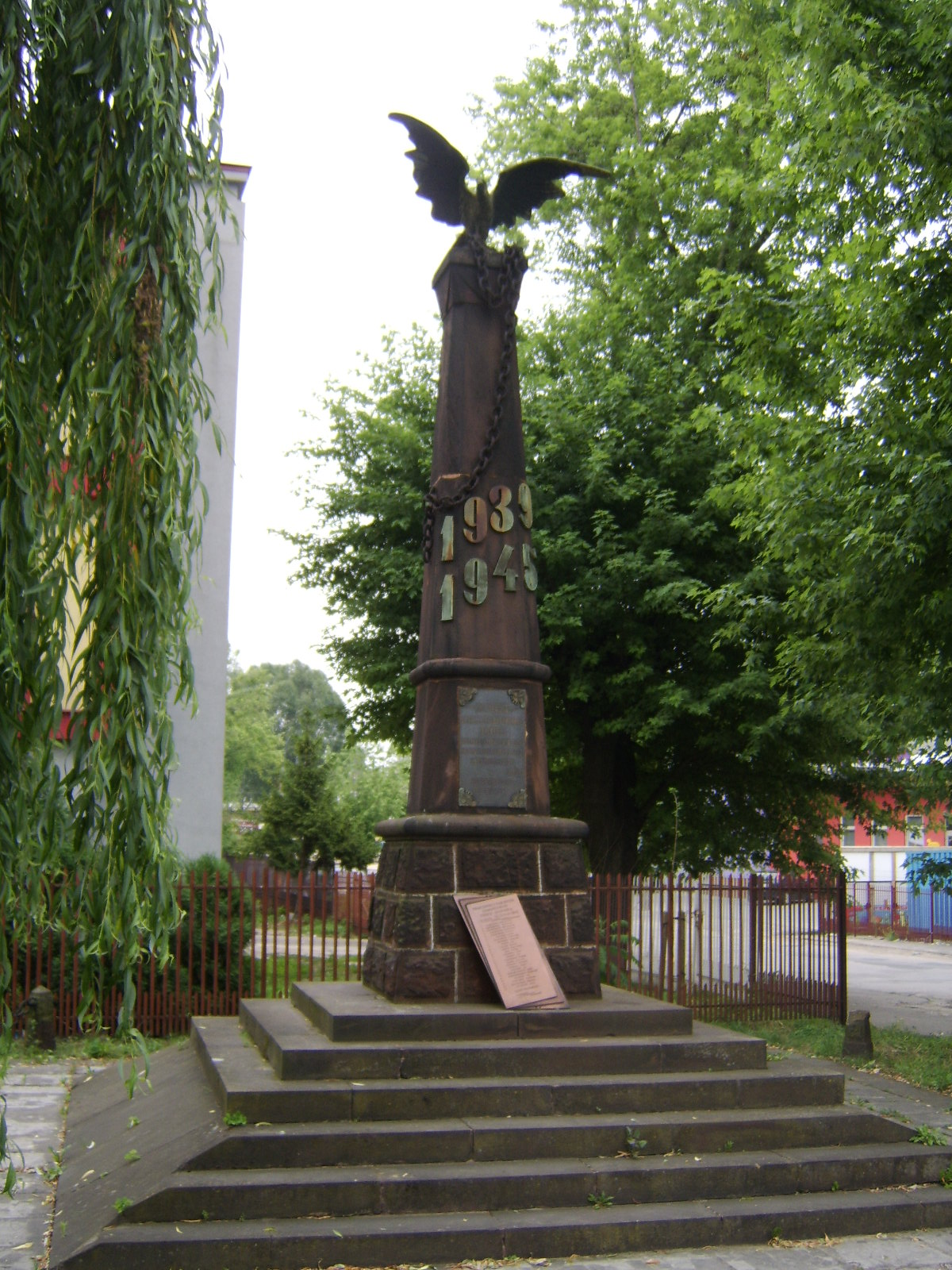
Pomnik Pomordowanych Pracowników Fabryki Broni
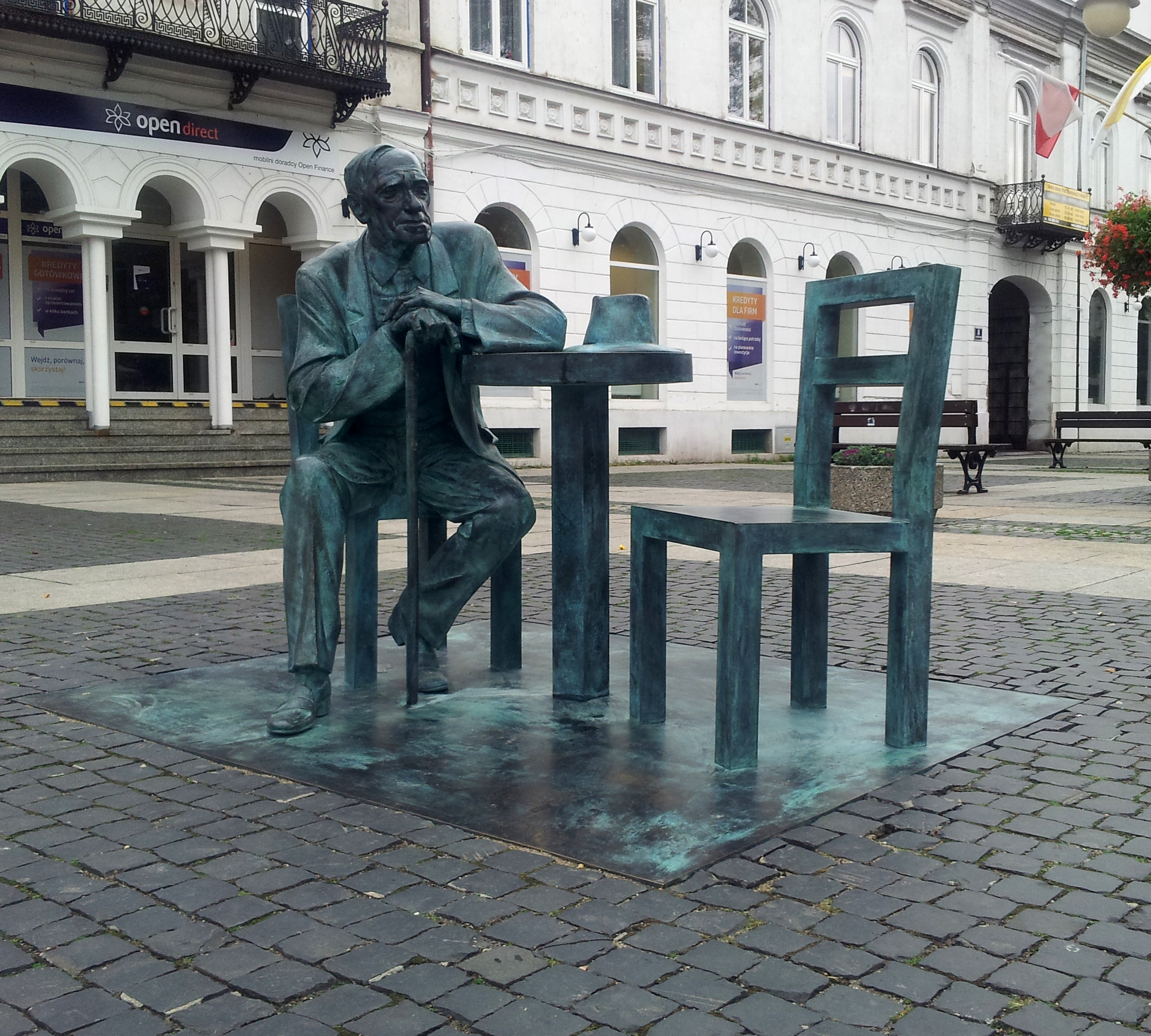
Pomnik Leszka Kołakowskiego
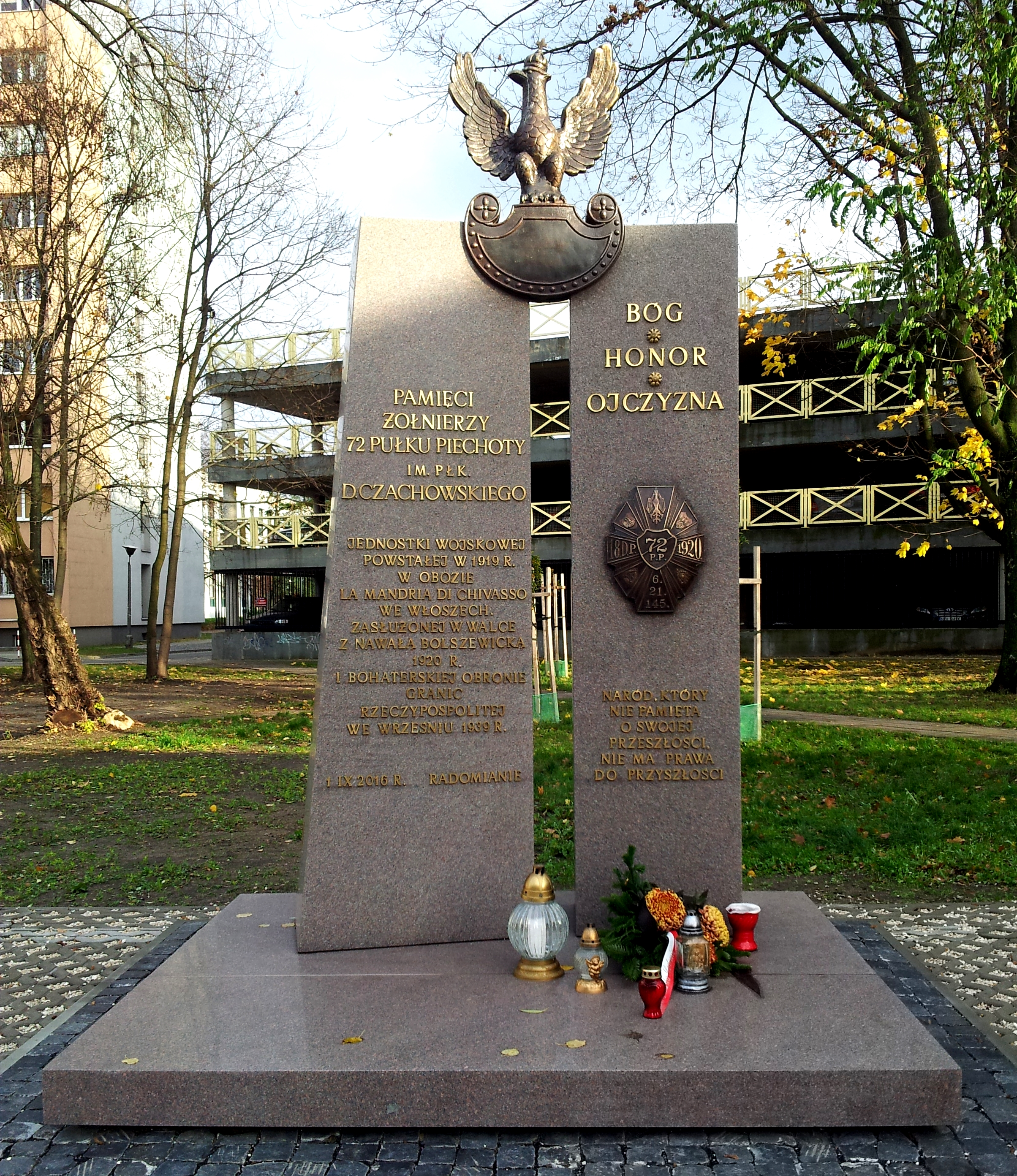
Pomnik 72 Pułku Piechoty
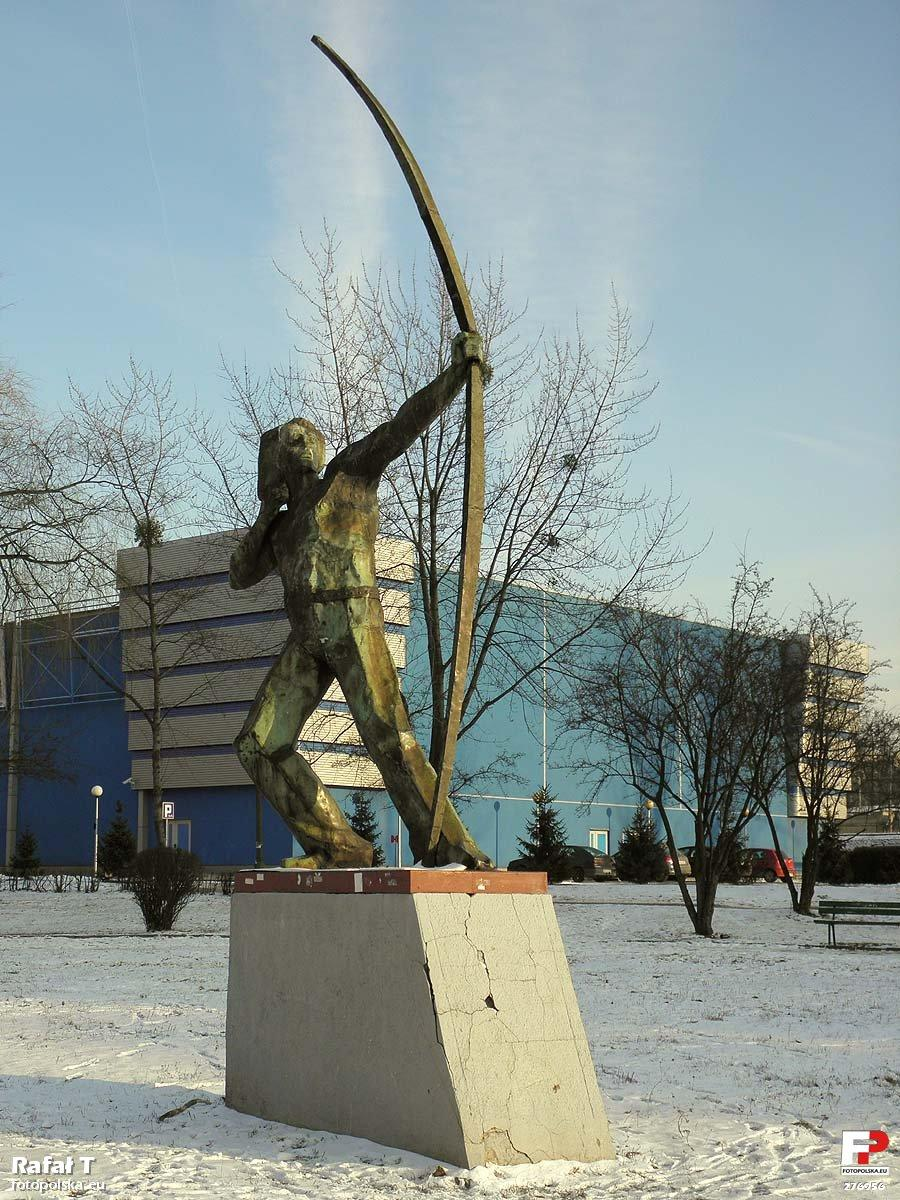
Pomnik Łucznika
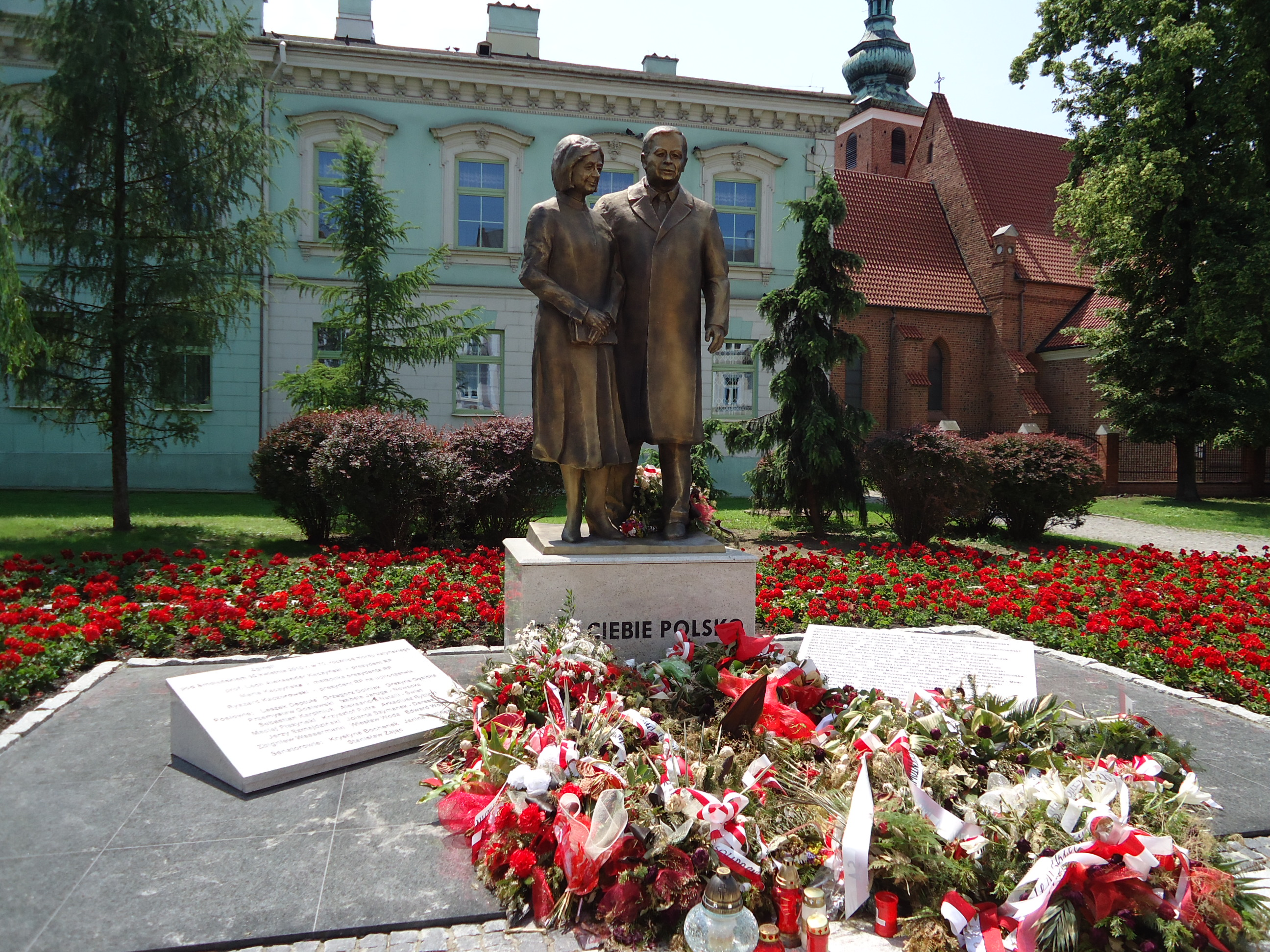
Pomnik Lecha i Marii Kaczyńskich

- Grób Nieznanego Żołnierza
- Pomnik Czynu Legionów
- Mauzoleum Dionizego Czachowskiego
- Pomnik Katyński
- Pomnik Ofiar Getta
- Pomnik Pomordowanych Pracowników Fabryki Broni
- Pomnik Jacka Malczewskiego
- Pomnik Jana Kochanowskiego
- Pomnik Leszka Kołakowskiego
- Pomnik 72 Pułku Piechoty
- Pomnik Lecha i Marii Kaczyńskich
- Pomnik Fryderyka Chopina
- Pomnik Łucznika
- Pomnik Jana Kilińskiego
- Pomnik Prymasa Kardynała Stefana Wyszyńskiego
- Pomnik Jana Pawła II
- Pomnik Matki Polki
- Pomnik WINu
- Pomnik „Nigdy więcej wojny”
- Pomnik Zasłużonych Lotników Ziemi Radomskiej
- Pomnik Żołnierzy Poległych we Wrześniu 1939
- Pomnik Strażaków
- Pomnik Maryi Matki Życia
- Pomnik Matki Bożej Fatimskiej
- Pomnik Jezusa Miłosiernego
- Pomnik św. Kazimierza
- Pomnik św. Maksymiliana Kolbe
- Symbole Radomia (rzeźby)

Oprócz tego w Radomiu znajduje się wiele kamieni pamiątkowych, tablic pamiątkowych i nagrobków pomnikowych.

### Zieleń miejska
W Radomiu znajduje się dziewięć parków spacerowo-wypoczynkowych z czego trzy wpisane są do rejestru zabytków – Stary Ogród, Leśniczówka i Park im. Tadeusza Kościuszki. Pozostałe parki zlokalizowane są w dzielnicach Obozisko, Borki, Planty, Glinice, Południe oraz Gołębiów (Centrum Integracji Społeczności Lokalnej i Wypoczynku). Łączna powierzchnia wszystkich parków miejskich to 52,7 ha. Dodatkowo w mieście znajdują się także tereny o charakterze parkowym na Wośnikach, Wacynie, Żakowicach i Zamłyniu o łącznej powierzchni 18,55 ha.

Zabytkowe Parki Radomia
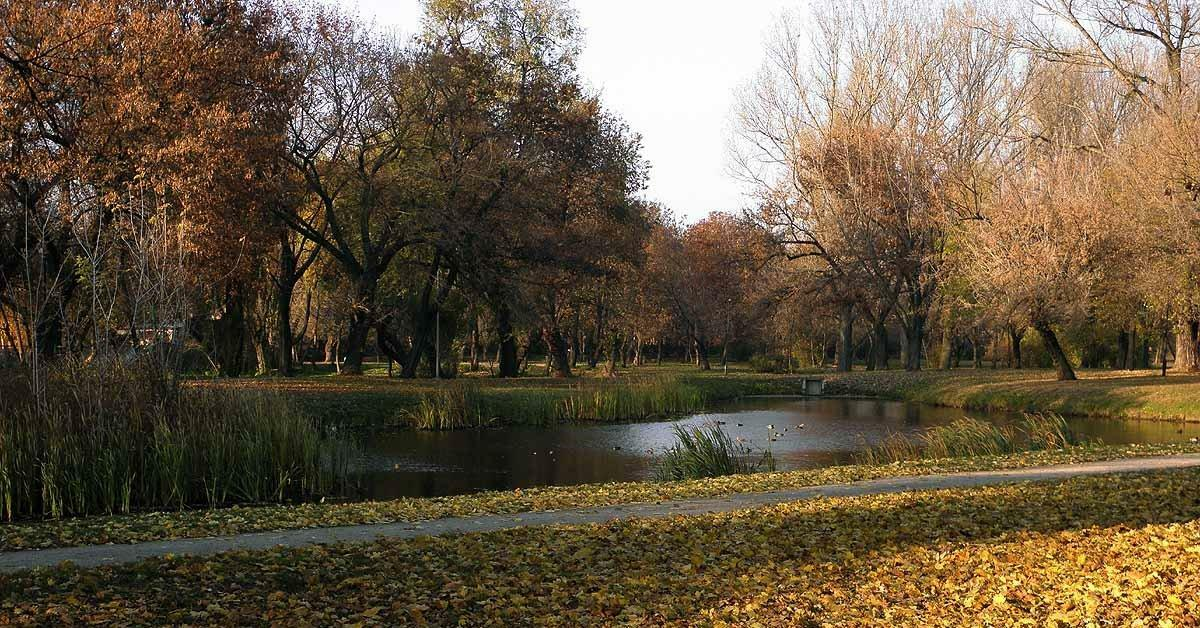
Staw w Starym Ogrodzie
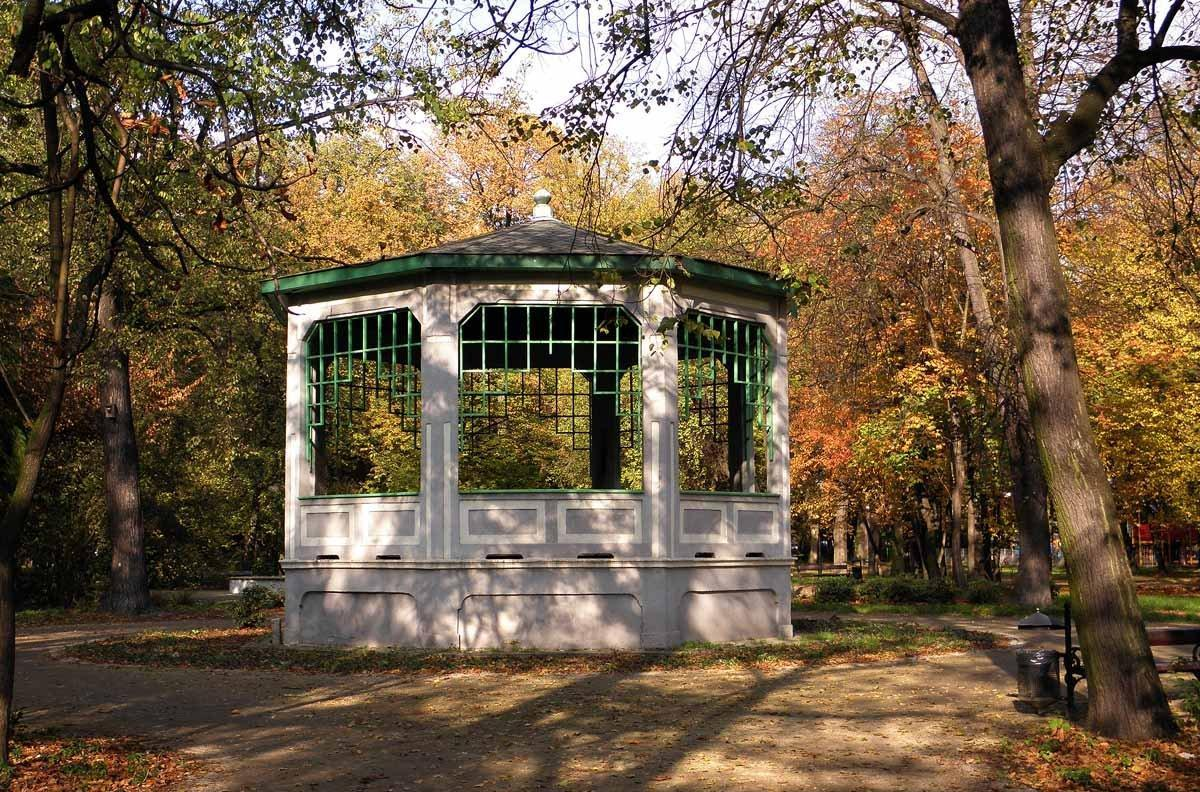
Altana w parku im. Tadeusza Kościuszki
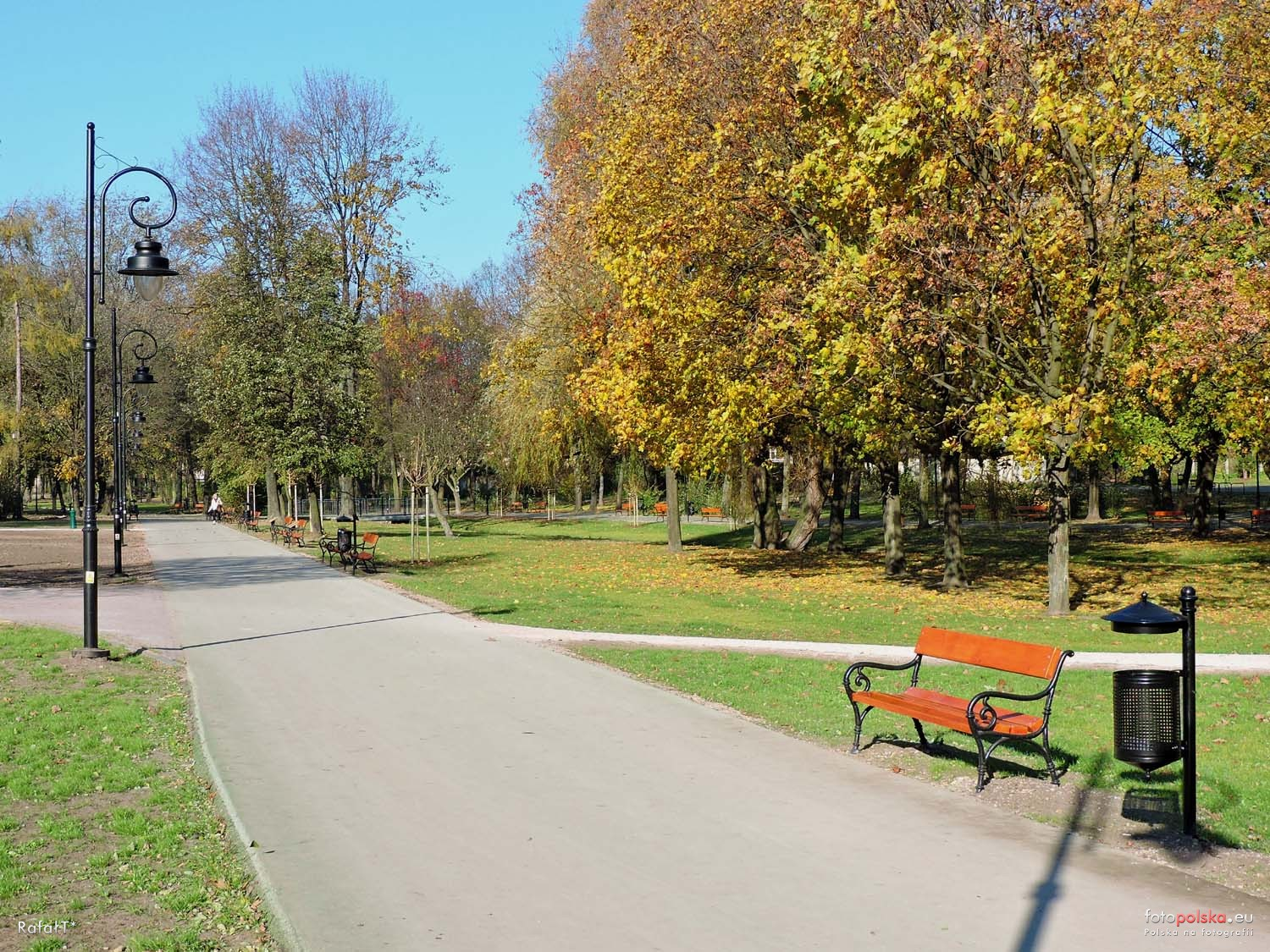
Aleja w parku Leśniczówka

Na terenie Radomia zlokalizowany jest zalew Borki – zbiornik wodny o powierzchni 9 ha, miejsce wypoczynku i sportu dla mieszkańców.

Zalew na osiedlu Borki
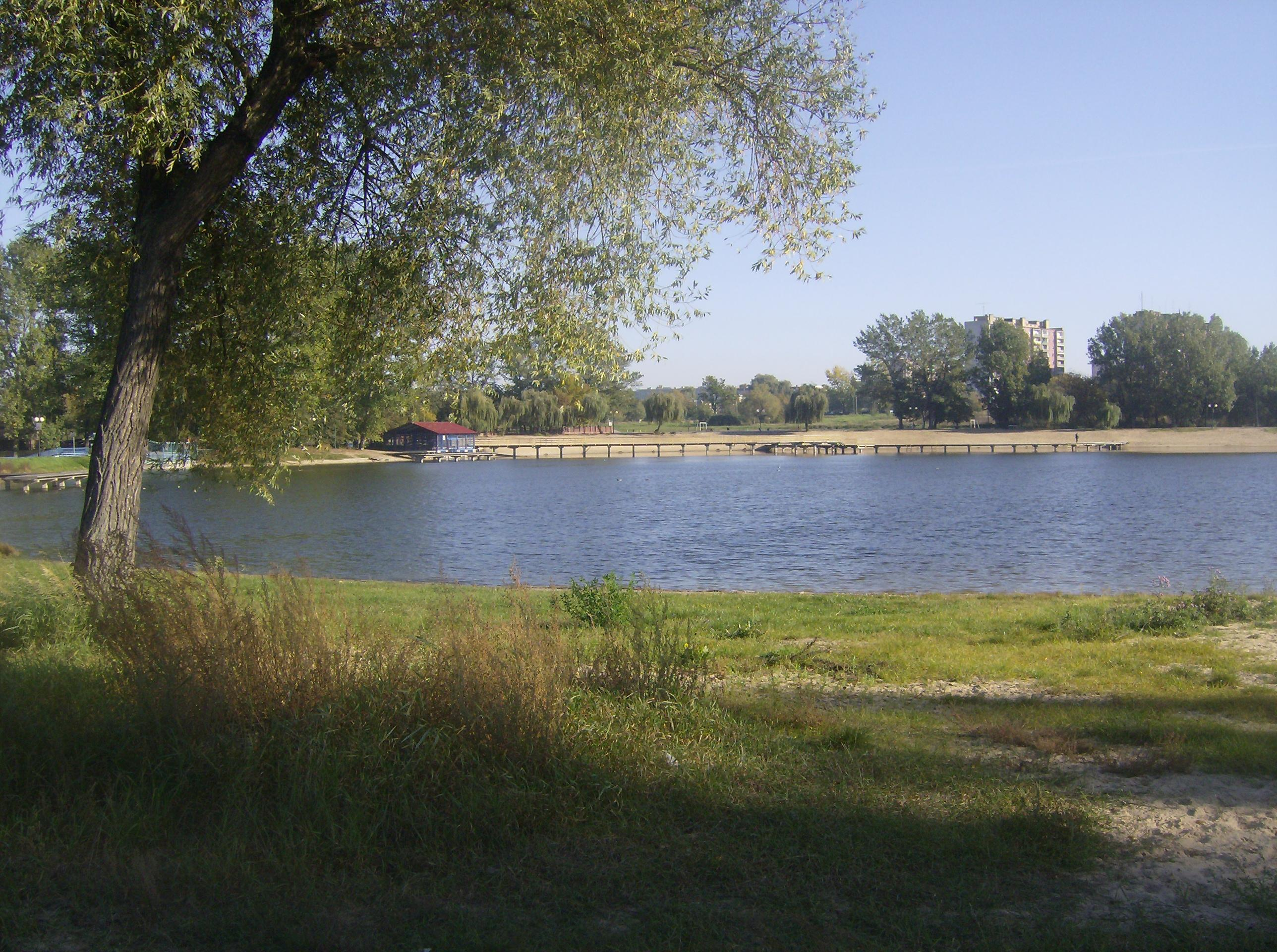
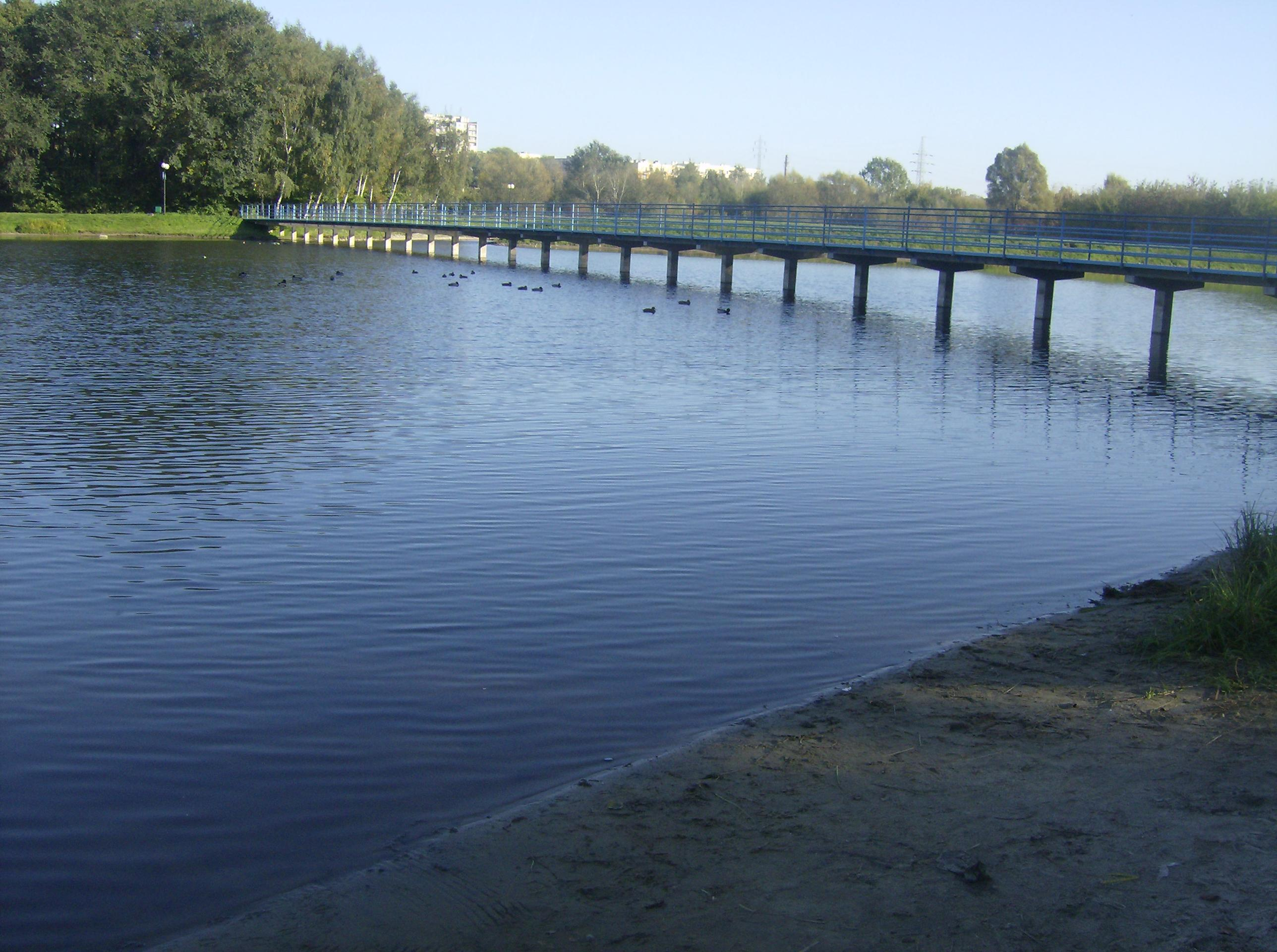
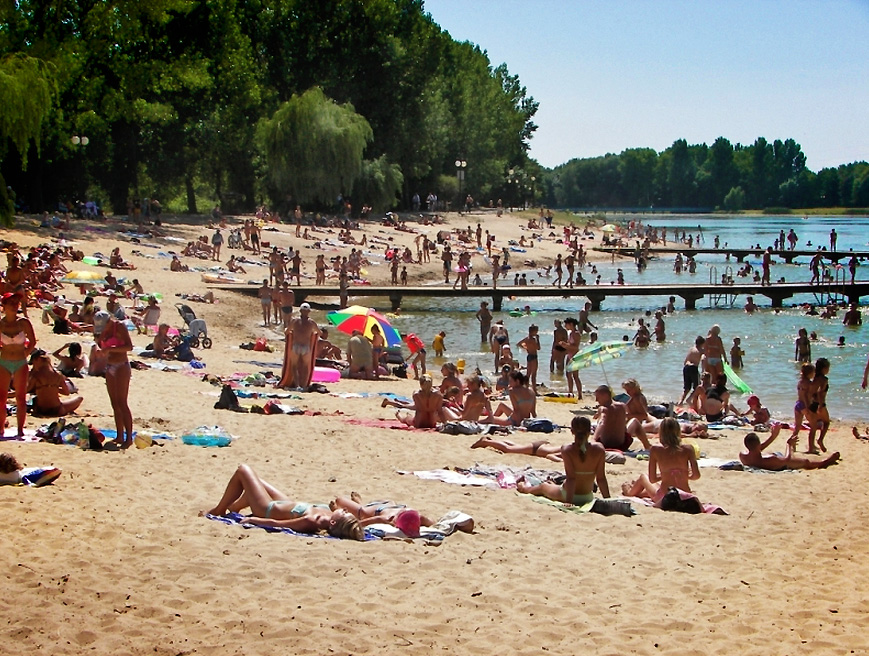

### Cmentarze

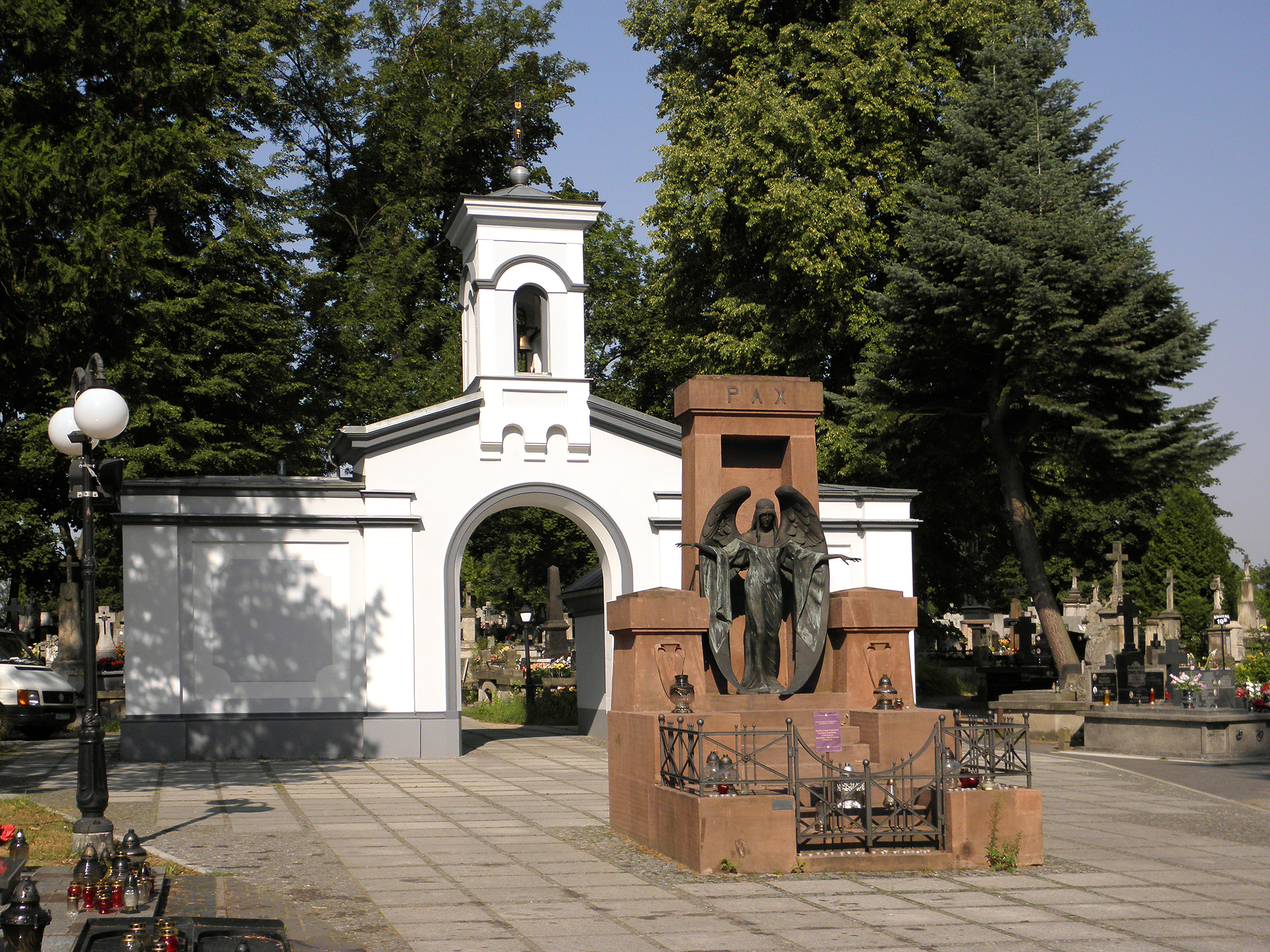
Zabytkowy cmentarz rzymskokatolicki przy ul. Limanowskiego

- Cmentarz komunalny: założony w 1974 roku, największy cmentarz w Radomiu; znajduje się w dzielnicy Firlej
- Cmentarz rzymskokatolicki: założony w 1812 roku, najstarszy cmentarz w Radomiu, wpisany do rejestru zabytków; znajduje się przy jednej z głównych ulic miasta, Limanowskiego. Należy on do parafii pw. św Wacława.
- Cmentarz żydowski: założony w 1837 roku, wpisany do rejestru zabytków; został zniszczony w czasie II wojny światowej; ostatni pochówek odbył się w 1951 roku
- Cmentarz ewangelicki: założony w 1833 roku, wpisany do rejestru zabytków; należy do parafii luterańskiej w Radomiu
- Cmentarz prawosławny: założony w 1839 roku, wpisany do rejestru zabytków; nadal odbywają się tu pochówki zarówno wyznawców Cerkwi prawosławnej, jak i katolików

## Gospodarka

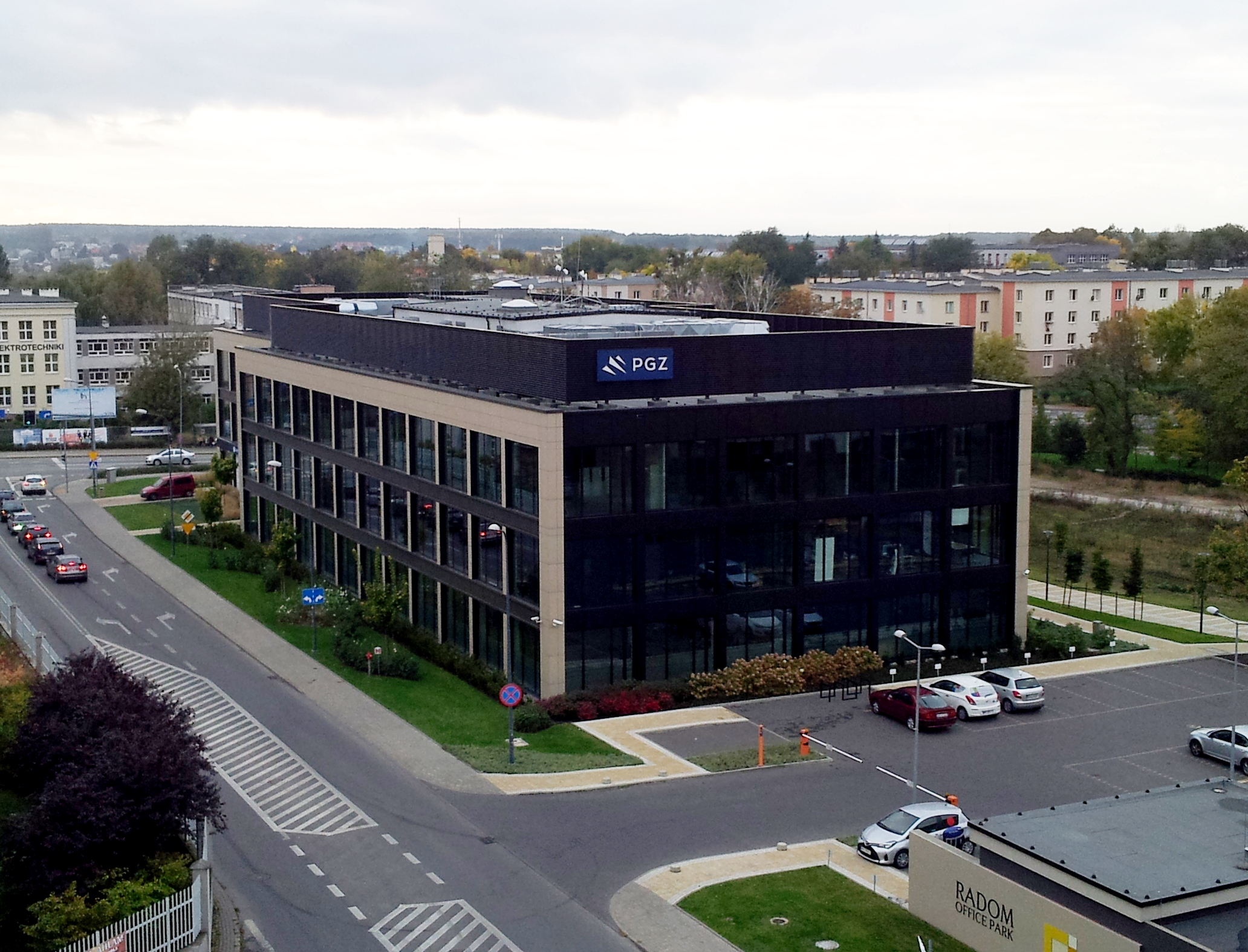
Siedziba Polskiej Grupy Zbrojeniowej SA przy ul. Malczewskiego 24

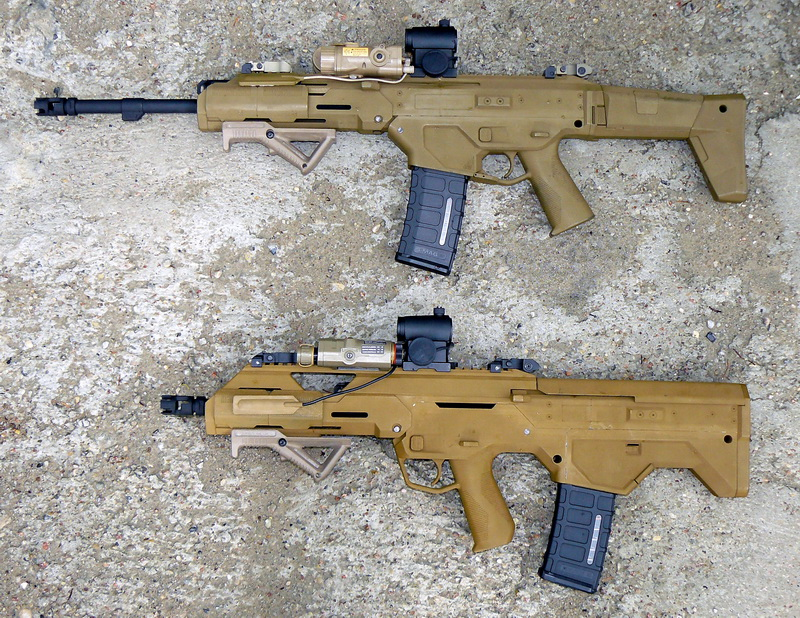
Karabinek MSBS produkowany w Fabryce Broni Łucznik

W końcu listopada 2018 liczba zarejestrowanych bezrobotnych w Radomiu obejmowała 10 982 mieszkańców, co stanowiło stopę bezrobocia na poziomie 11,9% do aktywnych zawodowo. Na koniec czerwca 2022 stopa bezrobocia w Radomiu wyniosła 9,6%.

### Budżet miasta
W 2014 r. wydatki budżetu samorządu Radomia wynosiły 1031,37 mln zł, a dochody budżetu 996,31 mln zł. Zadłużenie (dług publiczny) samorządu według danych na koniec 2014 wynosiło 434 mln zł, co stanowiło 46,8% wysokości wykonywanych dochodów.

### Przemysł
W Radomiu mieszczą się Fabryka Broni „Łucznik”, Polska Grupa Zbrojeniowa S.A., Komandor S.A., Polski Tytoń, Radomska Wytwórnia Telekomunikacyjna, Zakład wyrobów sanitarnych Radimp, Imperial Tobacco Polska Manufacturing S.A., Jadar, Zbyszko Company Sp. z o.o., Techmatik S.A., Global Cosmed Group S.A., RadWag, Zakłady Automatyki Kolejowej „Kombud” S.A., Odlewnia Ciśnieniowa Stopów Cynku i Aluminium LENAAL, DEKARD Sp. z o.o., Dürr Poland Sp. z o.o., International Tobacco Machinery Sp. z o.o. oraz wiele inne innych zakładów produkcyjnych. Poza tym Radom jest również siedzibą wielu przedsiębiorstw usługowych, takich jak np. Trend Glass.

### Handel

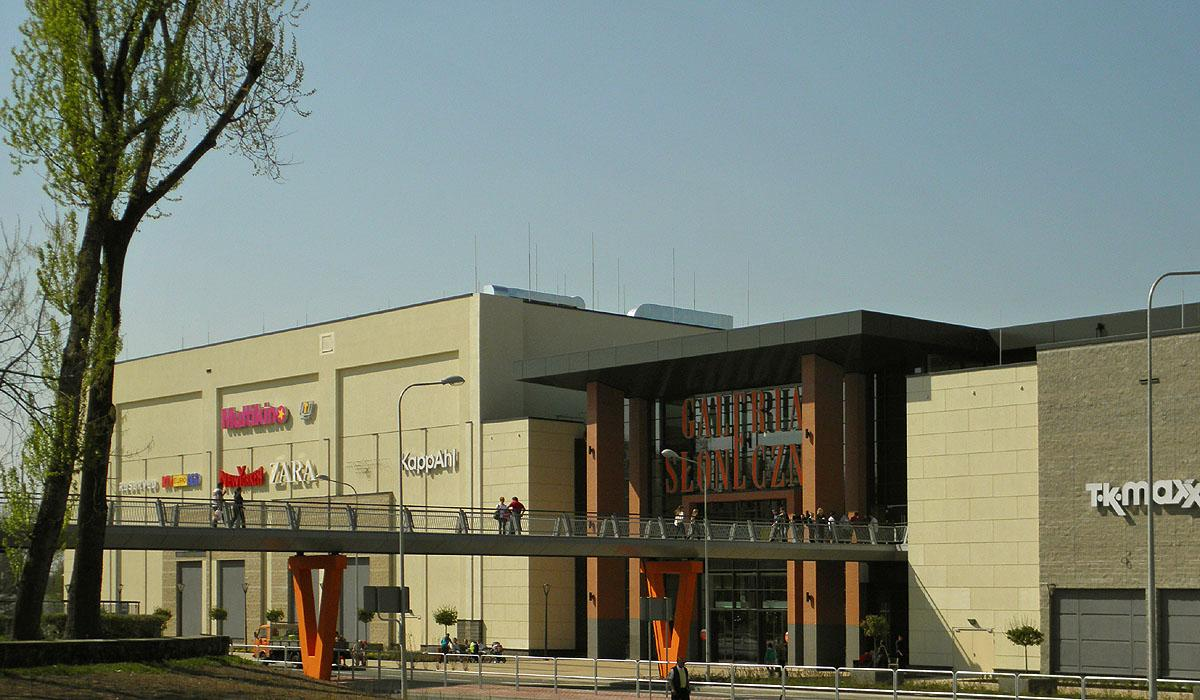
Galeria Słoneczna, największa galeria handlowa w mieście

W mieście jest kilka centrów i galerii handlowych
- Galeria Słoneczna
- OMNI Centrum
- Pawilony Rosa,
- Multivo
- Centrum Handlowe M1
- Centrum Handlowe M Park
- Centrum Handlowe E. Leclerc
- Street Mall „Vis a Vis”
- Centrum Handlowe Korej
- S1 Center
- Galeria Nad Potokiem
- Retail Park RockPark
- Retail Park MisterUP
- Kaufland
- Street Mall Hop Stop
- Galeria Sawoy
- RHM

Ponadto Radom posiada 8 miejsc targowych.

### Infrastruktura techniczna
- Wodociągi

Ciepłownia „Północ”

Według publikacji z 2008 r. w Radomiu do sieci wodociągowej podłączonych jest 98,46% ogółu mieszkań, a do sieci kanalizacji sanitarnej podłączonych jest 93,59% mieszkań.
- Ciepłownictwo

Według danych z 2005 r. sieć ciepłownicza obejmuje swoim zasięgiem ponad 27 km² a to jest 24% powierzchni miasta. Jednakże system ten pokrywa wszystkie najgęściej zaludnione obszary miasta. W Radomiu istnieją 2 źródła ciepła: Ciepłownia „Południe” (o mocy 203,5 MW) oraz Ciepłownia „Północ” (116,3 MW).
- Gospodarka odpadami

Jeśli chodzi o odbiór odpadów komunalnych, Radom obsługiwany jest przez składowisko o łącznej powierzchni 20 ha, 93% składowanych odpadów stanowią odpady komunalne, pozostałe 7% odpady przemysłowe. Dodatkowo w sąsiedztwie wysypiska zlokalizowana jest kompostownia odpadów „zielonych” o powierzchni 3 ha.
- Energia elektryczna

Radom czerpie energię elektryczną z elektrowni Kozienice, skąd prąd przesyłany jest do 2 stacji rozdzielczych w Kozienicach i Rożkach.

### Transport

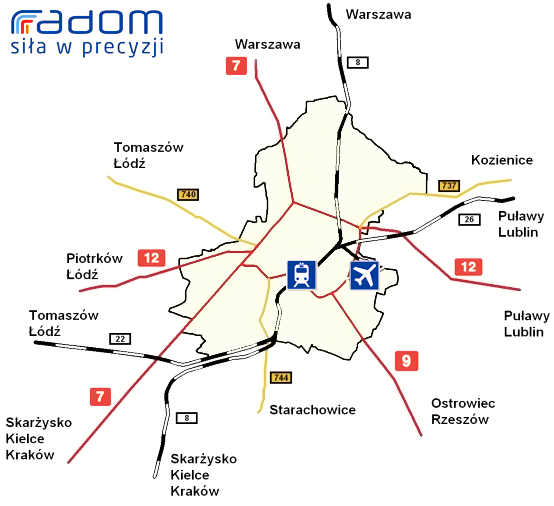
Transport drogowy, kolejowy i lotniczy w Radomiu

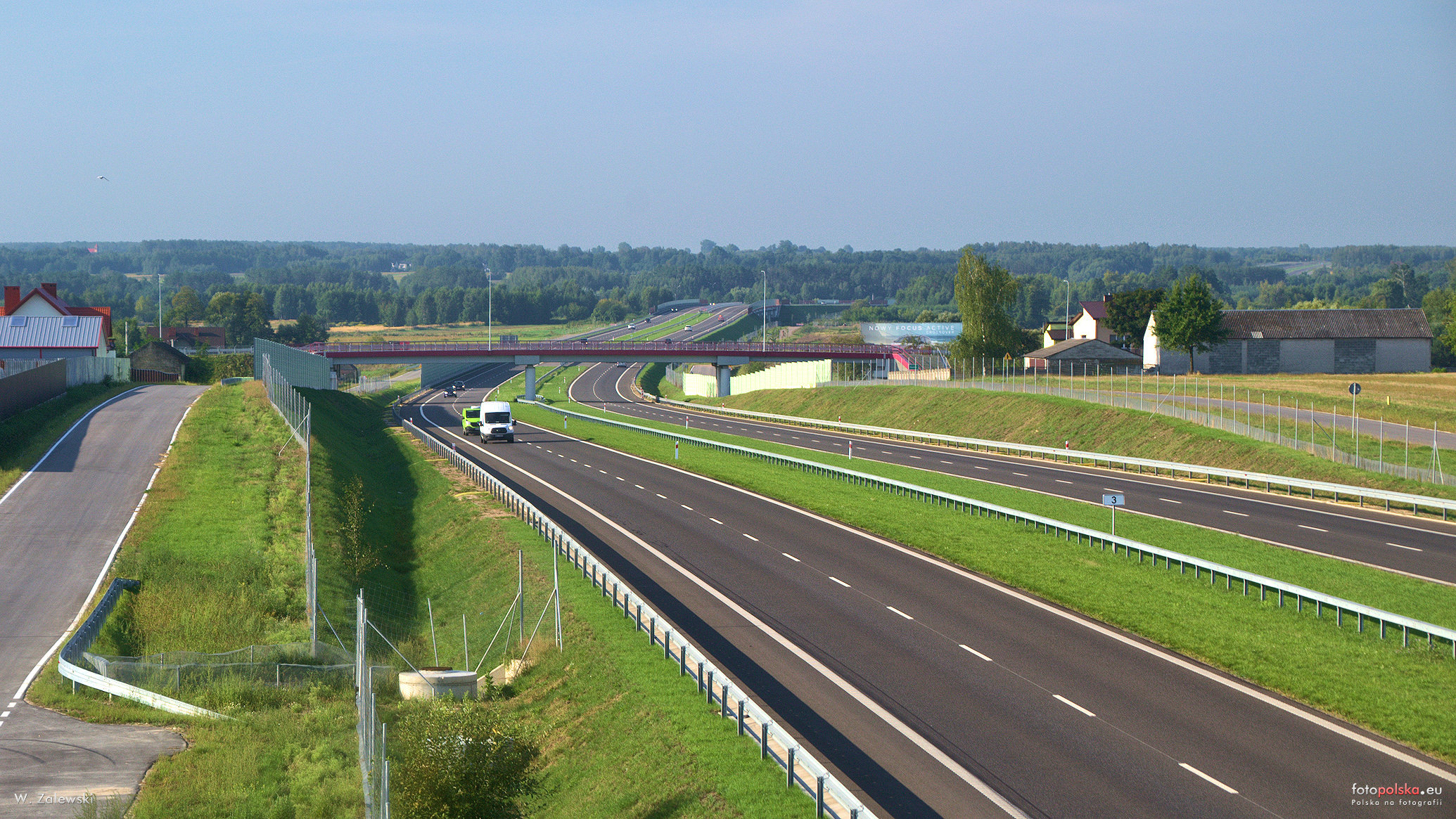
Zachodnia ekspresowa obwodnica Radomia w ciągu drogi ekspresowej S7

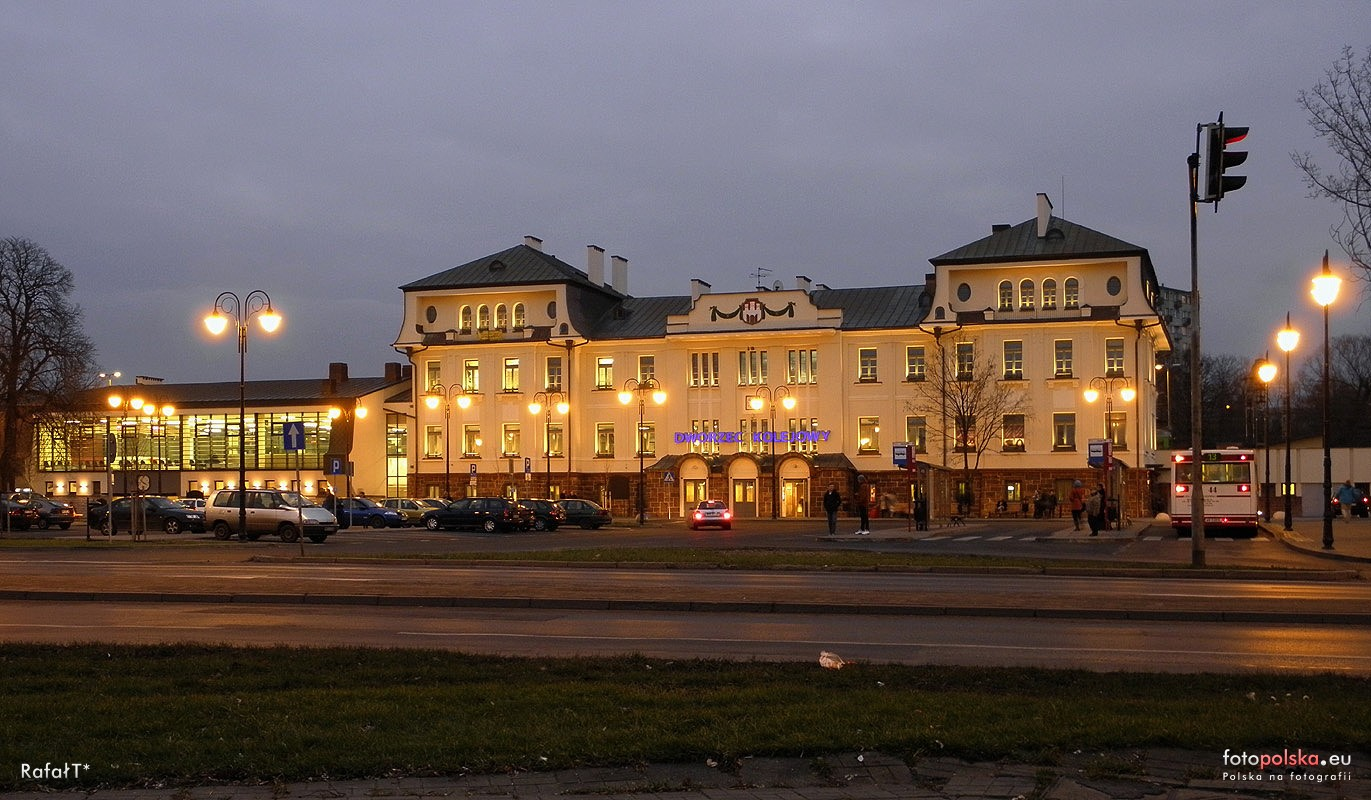
Dworzec PKP Radom Główny

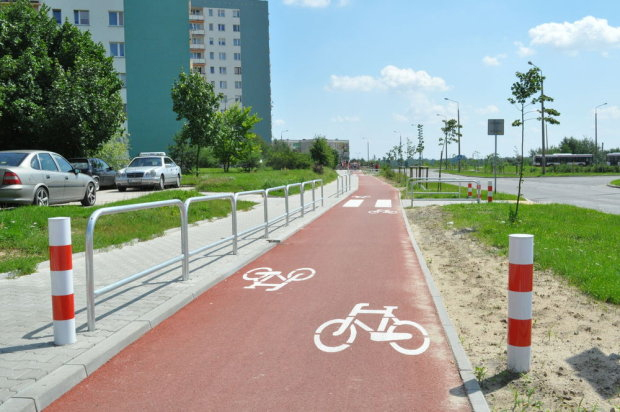
Ścieżka rowerowa na osiedlu Południe

Terminal Portu Lotniczego Warszawa – Radom

#### Transport drogowy
Radom leży na skrzyżowaniu szlaków komunikacyjnych drogowych i kolejowych łączących wschód z zachodem i północ z południem. Przez Radom biegną trzy drogi międzynarodowe i krajowe:
- S7 Gdańsk – Warszawa – Radom – Kielce – Kraków – Chyżne, jako Zachodnia Obwodnica Radomia, oddana do użytku 19 października 2018 roku[77].
- 9 Radom – Ostrowiec Świętokrzyski – Kolbuszowa – Rzeszów
- 12 S12 Piotrków Trybunalski – Radom – Lublin – Dorohusk

Z Radomia do innych miejscowości prowadzą cztery drogi wojewódzkie:
- droga wojewódzka nr 735 Radom – Szydłowiec
- droga wojewódzka nr 737 Radom – Kozienice (DK79)
- droga wojewódzka nr 740 Radom – Potworów (DK48)
- droga wojewódzka nr 744 Radom – Starachowice

Pod koniec lutego 2015 roku oddano do o użytku wewnętrzną południową obwodnicę Radomia, będącą łącznikiem między biegnącą śladem drogi ekspresowej nr 7 ekspresową zachodnią obwodnicą Radomia i drogą krajową nr 12, będącą obecnie jedną z dwóch głównych dróg dojazdowych do radomskiego lotniska. Łączny koszt inwestycji wyniósł ponad 200 mln zł.

#### Komunikacja miejska
Obecnie w ramach regularnej komunikacji miejskiej po Radomiu i kilku okolicznych gminach kursuje 27linii dziennych i 3 linie nocne o oznaczeniu (1, 2, 3, 4, 5, 6, 7, 8, 9, 10, 11, 12, 13, 14, 15, 16, 17, 18, 19, 20, 21, 22, 23, 24, 25, 26, 27, N1, N2, N3). Codziennie w ramach komunikacji miejskiej na ulice wyjeżdża około 130 autobusów. Średnia częstotliwość wszystkich linii w szczycie wynosi 20 minut. Organizatorem i regulatorem komunikacji miejskiej jest jednostka budżetowa gminy – Miejski Zarząd Dróg i Komunikacji. Komunikacja podmiejska obecnie jest obsługiwana przez wielu przewoźników prywatnych, a także spółki wykonujące przewozy w ramach sieci MZDiK.

#### Transport kolejowy
Radom leży na skrzyżowaniu linii kolejowych prowadzących do Warszawy, Krakowa, Łodzi i Lublina. W mieście znajduje się jedna stacja osobowa (Radom Główny), dwie stacje towarowe (Radom Krychnowice, Radom Wschodni) oraz cztery przystanki osobowe (Radom Stara Wola, Radom Północny, Radom Gołębiów, Radom Potkanów). W planach jest budowa dwóch kolejnych stacji osobowych – przeznaczonej do obsługi portu lotniczego Warszawa-Radom stacji Radom Wschodni (linie kolejowe nr 8 i 22) oraz Radom Południowy (linie kolejowe nr 8 i 26).
Linie kolejowe przebiegające przez stację Radom:
- linia nr 8 Warszawa Zachodnia – Radom Główny – Kraków Główny
- linia nr 22 Tomaszów Mazowiecki – Radom Główny
- linia nr 26 Łuków – Radom Główny

Radom znalazł się na trasie przebiegu planowanej „szóstej szprychy” z Centralnego Portu Komunikacyjnego w kierunku Podkarpacia. Inwestycja wiązałaby się również z budową nowej linii kolejowej biegnącej z Radomia, przez Iłżę, Kunów do Ostrowca Świętokrzyskiego.

#### Transport rowerowy
Projekt Wieloletniego Programu Inwestycyjnego Miasta Radomia na lata 2007–2013 zakłada budowę ścieżek rowerowych kosztem 2,3 mln zł. Dalszy rozwój ścieżek rowerowych jest także przewidziany w Strategii Rozwoju Miasta Radom na lata 2008–2020. Od 2015 roku w Radomiu działa system rowerów miejskich.

#### Transport lotniczy
W Radomiu znajduje się cywilny port lotniczy Warszawa-Radom, obsługujący międzynarodowe linie lotnicze. Raz na dwa lata na lotnisku w Radomiu odbywają się największe w Polsce międzynarodowe pokazy lotnicze Radom Air Show. Drugie lotnisko, będące siedzibą Aeroklubu Radomskiego znajduje się w podradomskim Piastowie. W 2011 otwarto oficjalnie sanitarne lądowisko przy ul. Aleksandrowicza 5. System komunikacji lotniczej Radomia uzupełnia lądowisko przy Mazowieckim Szpitalu Specjalistycznym.

Transport w Radomiu
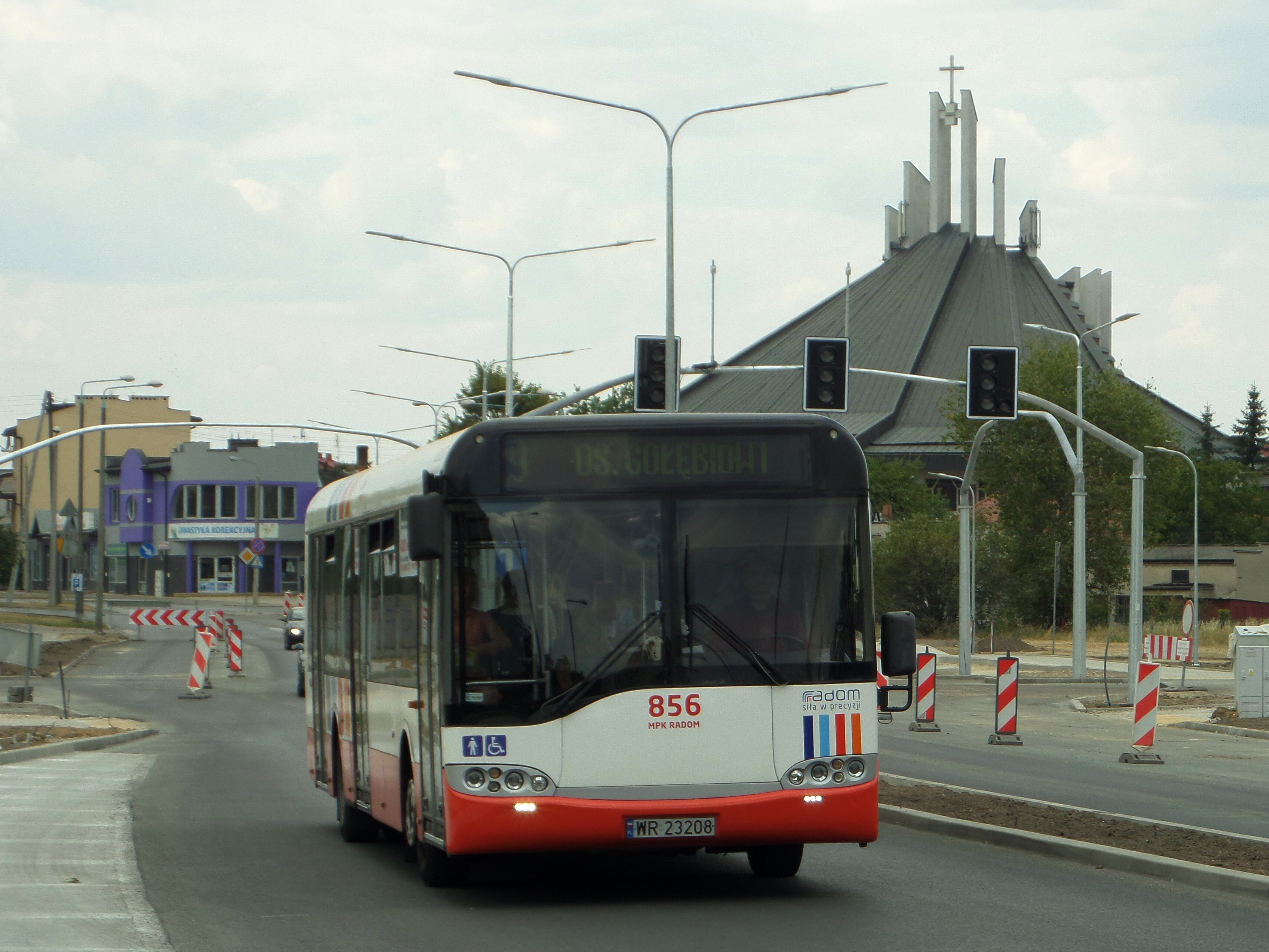
Solaris Urbino 12 należący do MPK Radom
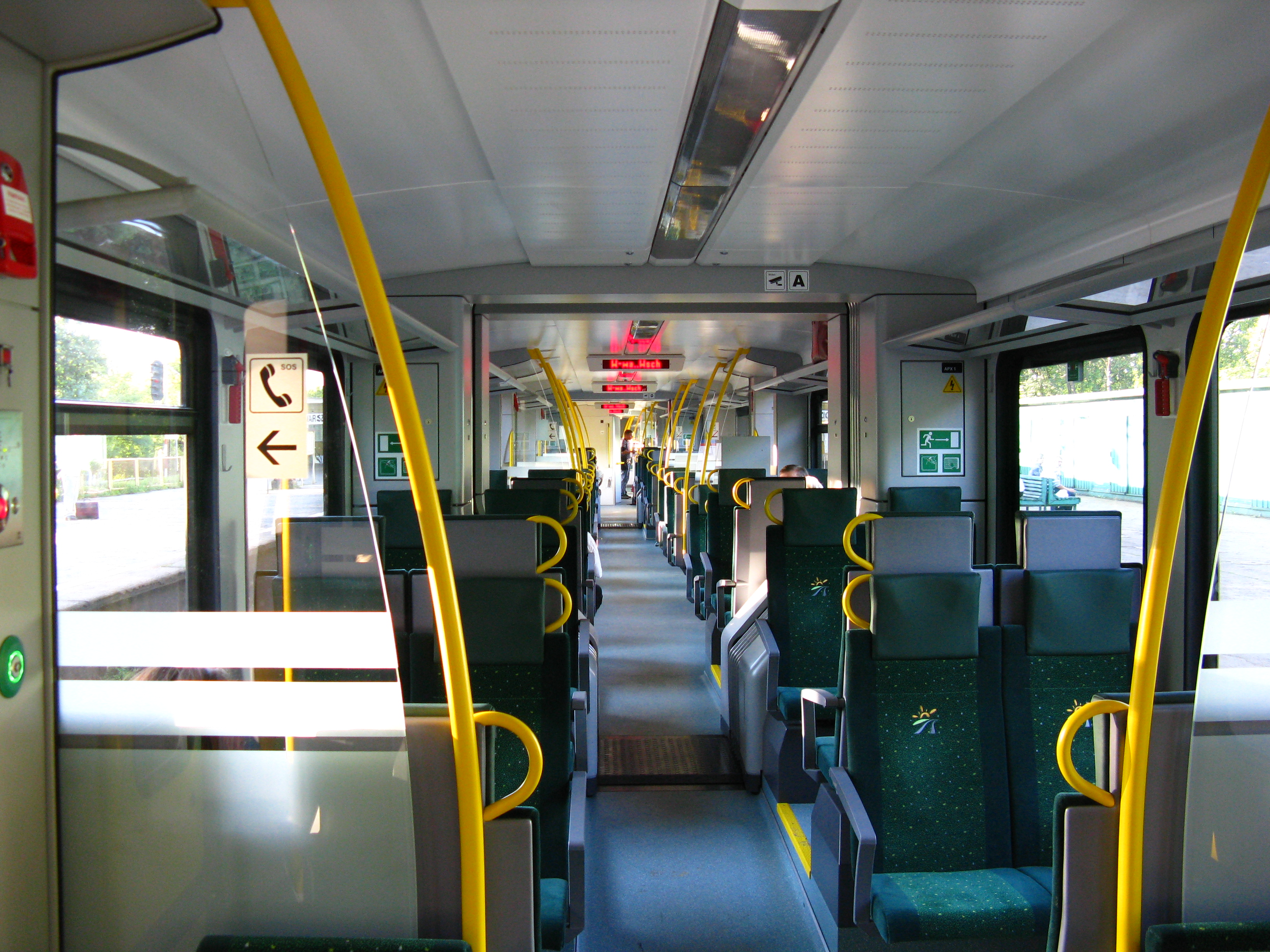
Stadler FLIRT Kolei Mazowieckich na trasie Radom – Warszawa
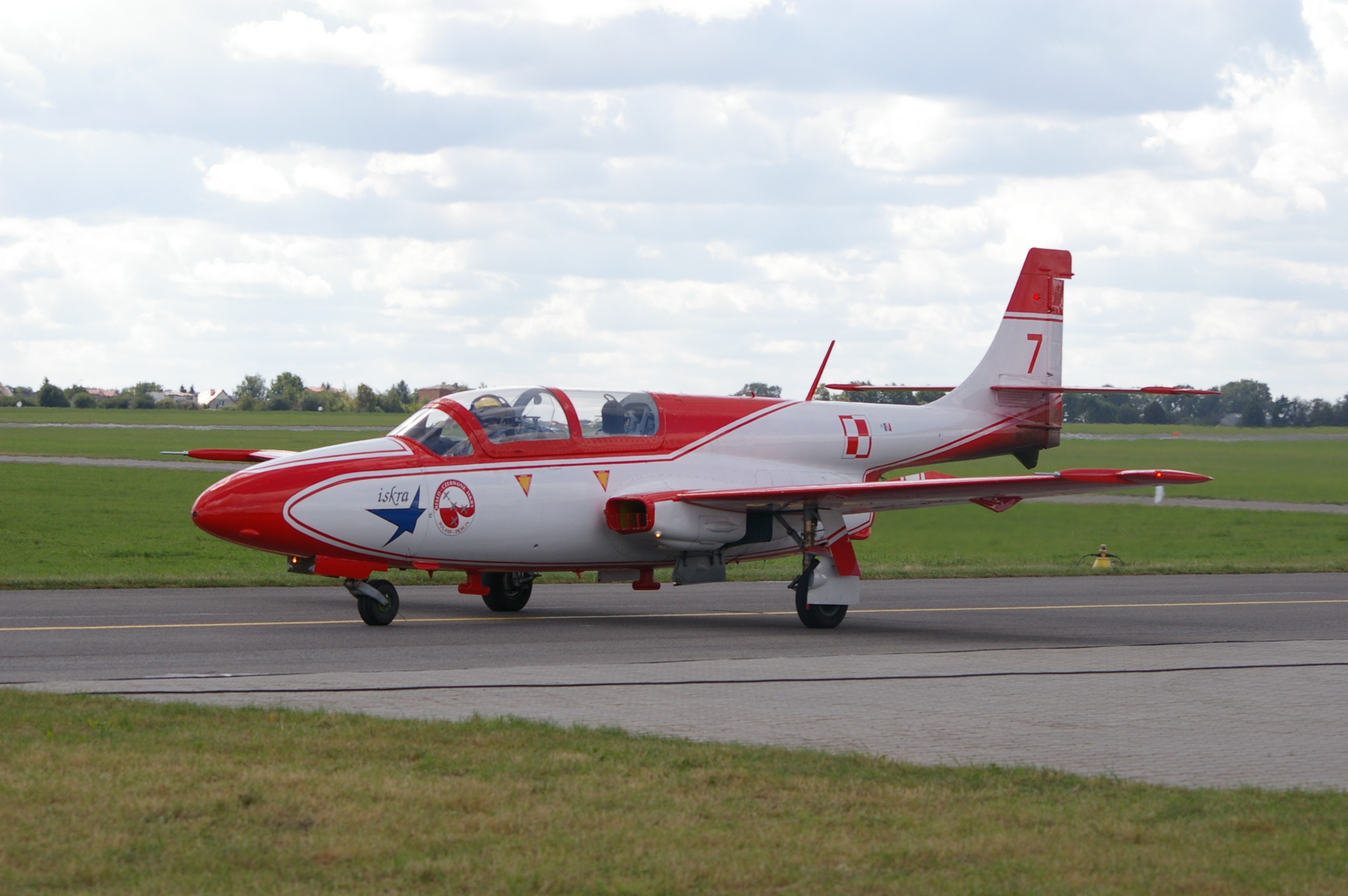
Radomska Iskra na lotnisku w Radomiu
Boeing 737-800 linii Enter Air na płycie lotniska w Radomiu

## Oświata

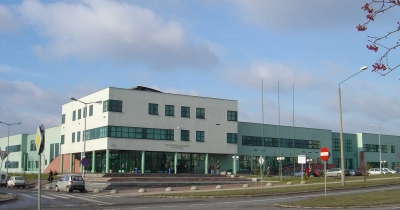
Uniwersytet Radomski – Wydział Ekonomii i Finansów

Radom jest w województwie mazowieckim największym po Warszawie ośrodkiem akademickim. W mieście znajduje się 6 uczelni, na czele z państwowym Uniwersytetem Radomskim.
W mieście działa Radomskie Towarzystwo Naukowe.
Poza tym:
- 9 zespołów szkół ponadpodstawowych
- 11 liceów ogólnokształcących
- 3 szkoły artystyczne
- 33 szkoły podstawowe

## Bezpieczeństwo publiczne

Budynek Mazowieckiej Komendy Wojewódzkiej Policji

W Radomiu znajduje się centrum powiadamiania ratunkowego, które obsługuje zgłoszenia alarmowe kierowane do numerów alarmowych 112, 997, 998 i 999.

### Opieka zdrowotna
- Mazowiecki Szpital Specjalistyczny Sp. z o.o.[86]
- Radomski Szpital Specjalistyczny im. dr. Tytusa Chałbińskiego[87]
- Samodzielny Wojewódzki Publiczny Zespół Zakładów Psychiatrycznej Opieki Zdrowotnej im. dr Barbary Borzym
- Poliklinika MSWiA w Radomiu[88]
- Radomskie Centrum Onkologii (d. Centrum Onkologii Ziemi Radomskiej).

### Służby porządkowe
- Mazowiecka Komenda Wojewódzka Policji w Radomiu
- Crime Stoppers Radom
- Delegatura ABW w Radomiu
- Garnizon Radom

## Media

### Telewizja
- TVP3 Warszawa – oddział w Radomiu
- Telewizja Dami (Vectra kanał 140, Korbank kanał 824)
- Zebrra.tv
- TV Radom – prywatna internetowa telewizja o Radomiu

W Radomiu działają operatorzy światłowodu i telewizji cyfrowej:
- INEA
- Vectra
- Play (dawniej UPC Polska)
- T-Mobile Polska
- Orange Polska
- Korbank
- Jambox
- Telewizja Światłowodowa

### Radio
Lokalne rozgłośnie radiowe:
- Radio Rekord
- Radio Plus Radom
- Radio ESKA Radom
- Radio Radom
- Radio VOX FM Radom
- Radio Dla Ciebie – Rozgłośnia Regionalna Polskiego Radia
- RMF Maxx Kielce/Radom

### Prasa i internet
Gazety radomskie i portale informacyjne ukazujące się regularnie:
- Anonse – Gazeta Bezpłatnych Ogłoszeń
- Gazeta Wyborcza
- Echo Dnia
- Życie Radomskie
- 7 Dni – bezpłatny tygodnik
- Tygodnik Radomski
- Mój Radom – Miejska Gazeta Internetowa
- Panorama Radomska – bezpłatny tygodnik
- OK!magazyn – pierwsze kolorowe czasopismo lifestyle, bezpłatny miesięcznik wydawany od 2008 roku
- Oko na miasto – bezpłatny tygodnik
- CoolturalnyRadom.pl – Radomskie Wiadomości Kulturalne w Internecie
- Cozadzien.pl – Portal Informacyjny Radomia
- dami24.pl
- Radom24.pl – Portal Radomia i regionu

## Obiekty nadawczo-transmisyjne

### Obecnie
- Radom Komin CM Południe (Potkanów) – Radio Rekord, Radio ESKA Radom, MUX4 Naziemnej Telewizji Cyfrowej[89]
- RON Radom (Wacyn) – MUX3 Naziemnej Telewizji Cyfrowej, MUX8 Naziemnej Telewizji Cyfrowej, Polskie Radio – Dwójka, Polskie Radio 24, Radio Dla Ciebie (RDC), Radio Plus Radom[90]
- Radom / ul. Kielecka – Radio Radom[91]
- Radom / ul. Niedziałkowskiego – Radio VOX FM Radom[92]

### Dawniej
- maszt Radom Hotel Asystencki – Polskie Radio Euro – od lutego 2009 nadajnik wyłączony[93].
- Radom Komin CM Północ (b. EC Radom) – z obiektu korzystało Radio Maryja oraz Radio Plus Radom – obiekt wyburzony w 2021 roku[94]. Obie stacje przeniosły się do obiektu spółki Emitel – RON Radom.

Z obiektu RTCN Święty Krzyż możliwy jest odbiór Radia RMF Maxx Kielce/Radom, którego sygnał dociera do miasta Radom.

## Religia

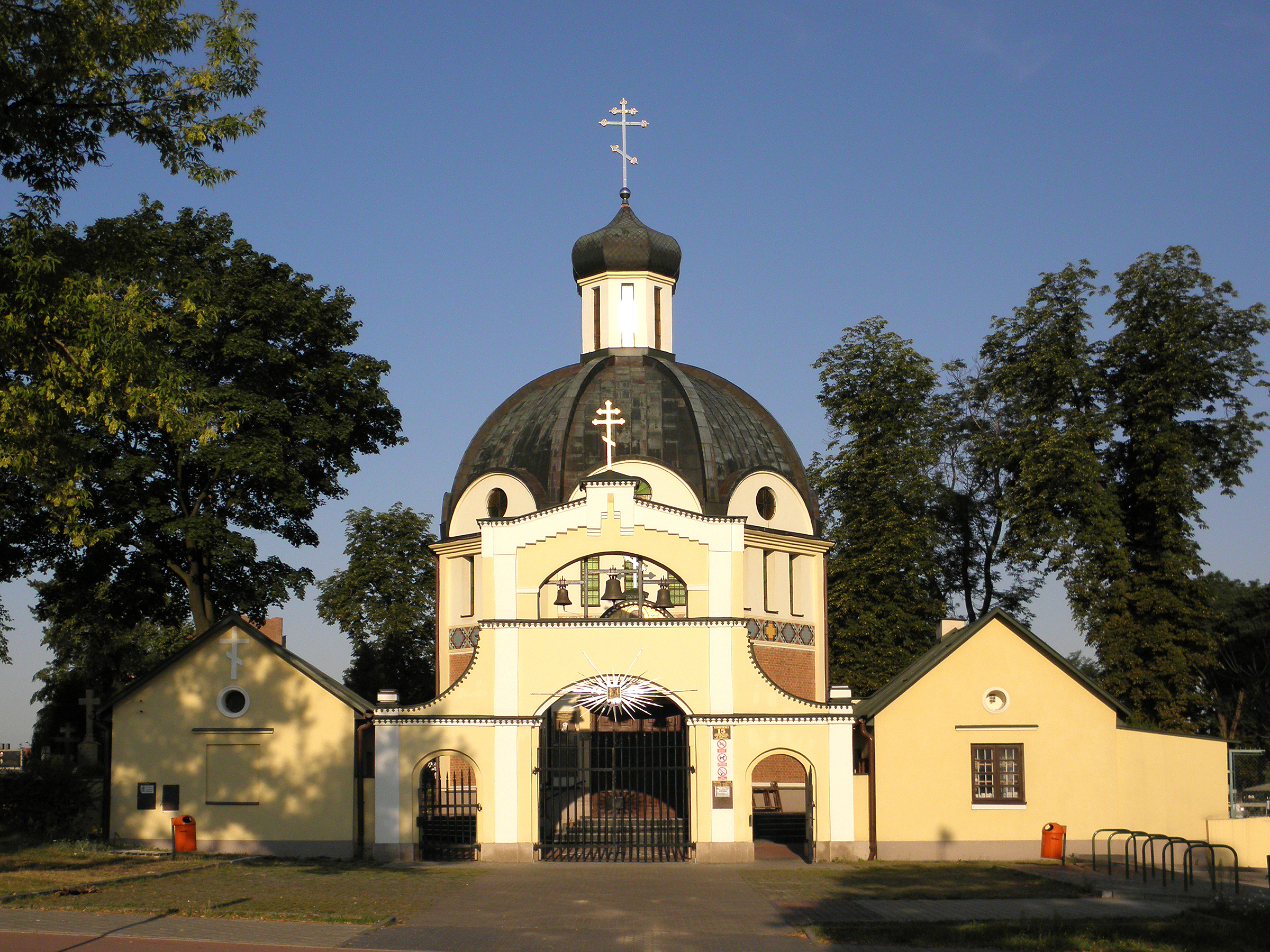
Cerkiew prawosławna św. Mikołaja w Radomiu

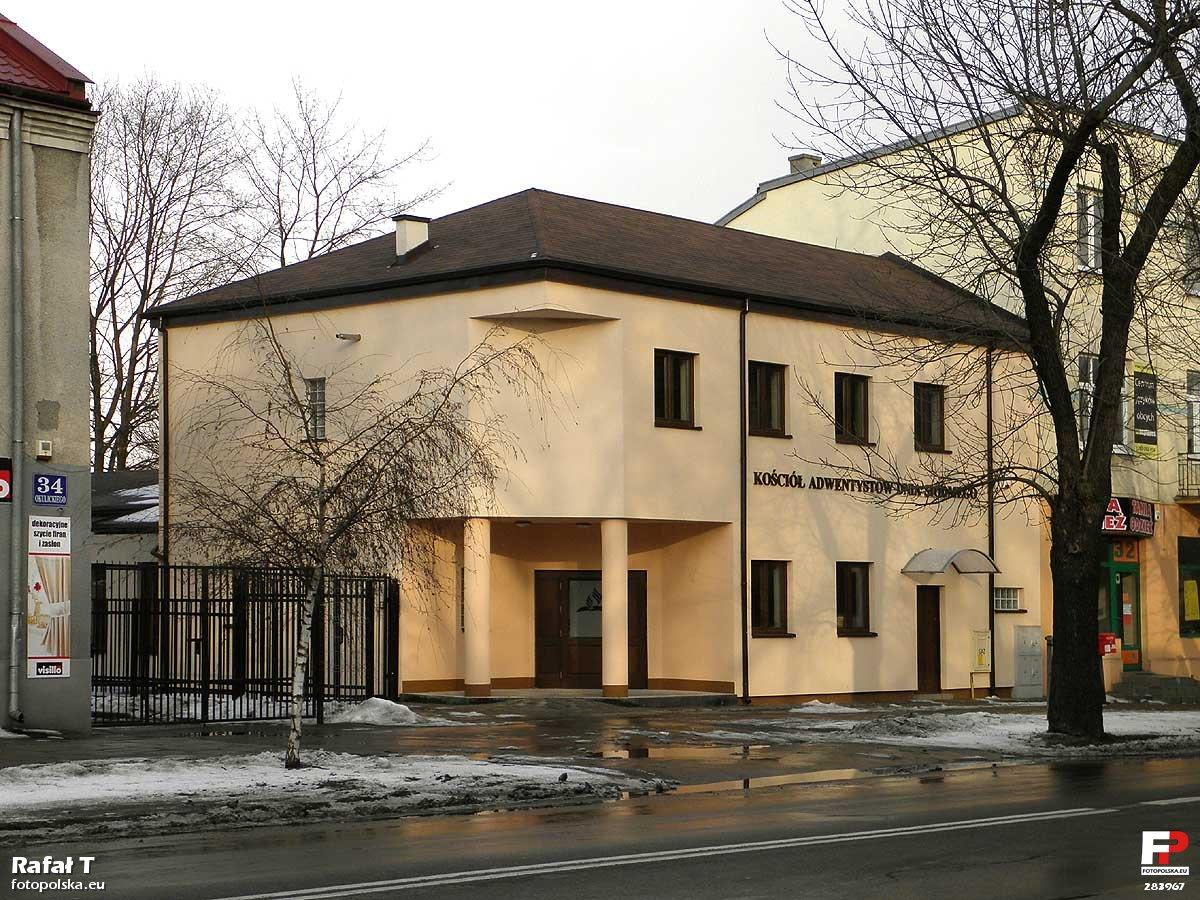
Kościół Adwentystów Dnia Siódmego

Na terenie miasta działalność religijną prowadzą następujące kościoły i wspólnoty wyznaniowe:

### Buddyzm
- Buddyjski Związek Diamentowej Drogi Linii Karma Kagyu – ośrodek w Radomiu[95]

### Katolicyzm
- Kościół rzymskokatolicki – siedziba diecezji radomskiej, oraz 35 parafii, podzielonych na 5 dekanatów, to jest: Radom-Centrum, Radom-Wschód, Radom-Zachód, Radom-Północ, Radom-Południe.
- Kościół greckokatolicki (bizantyjsko-ukraiński) – parafia Wniebowstąpienia Pańskiego należąca do archidiecezji przemysko-warszawskiej, nabożeństwa prowadzone są w kaplicy Matki Bożej Częstochowskiej przy kościele rzymskokatolickim św. Kazimierza[96]
- Bractwo Kapłańskie Świętego Piusa X – kaplica św. Pawła od Krzyża[97]

Ponadto w Radomiu mieszkają przedstawiciele Kościołów starokatolickich:
- Kościół Starokatolicki Mariawitów – parafia i kościół w Wierzbicy, nabożeństwa mariawickie odprawiane są według ogłoszeń w kościele ewangelicko-augsburskim w Radomiu[98].
- Kościół Polskokatolicki – parafia w Studziankach Pancernych

### Prawosławie
- Polski Autokefaliczny Kościół Prawosławny – parafia i cerkiew w Radomiu[99]

### Protestantyzm
- Kościół Adwentystów Dnia Siódmego – zbór w Radomiu[100]
- Kościół Boży – Kościół Jezusa Chrystusa w Radomiu[101]
- Kościół Chrystusowy w RP – Społeczność Chrześcijańska w Radomiu[102]
- Kościół Chrystusowy w Polsce – zbór w Radomiu
- Kościół Chrześcijan Baptystów – zbór w Radomiu[103]
- Kościół Chrześcijan Wiary Ewangelicznej – zbór w Radomiu[104]
- Kościół Chrześcijański w Warszawie – placówka misyjna w Radomiu[105]
- Kościół Ewangelicko-Augsburski – parafia i kościół w Radomiu[106]
- Kościół Ewangelicko-Metodystyczny – parafia w Radomiu[107]
- Kościół w Radomiu – protestancki związek wyznaniowy z grupy wolnych Kościołów lokalnych[108]
- Federacja Apostolska „Obóz Boży” – Kościół Pełnej Ewangelii „Uzdrowienie”[109]

### Restoracjonizm
- Świadkowie Jehowy – 5 zborów (Centrum, Południe (w tym grupa ukraińskojęzyczna), Północ (w tym grupa j. migowego), Wschód, Zachód) wraz z Salą Królestwa[110].

## Sport i rekreacja

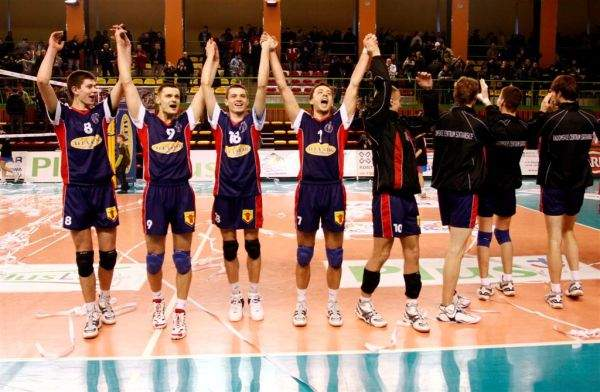
Czarni Radom

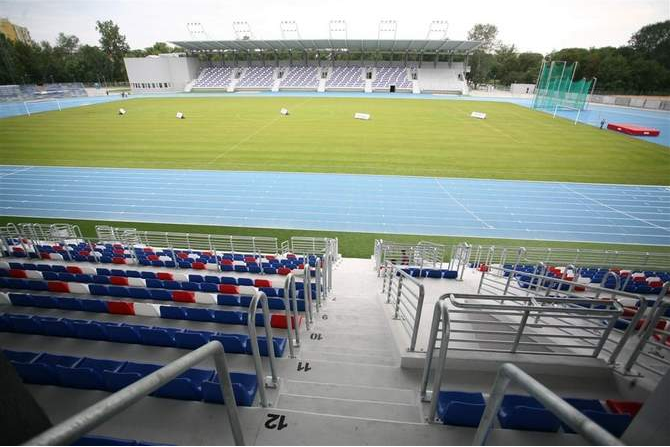
Stadion Miejski w Radomiu

Początkiem historii sportu radomskiego jest rok 1910, kiedy to po uzyskaniu oficjalnego pozwolenia od władz carskich powstało Radomskie Towarzystwo Sportowe. Posiadało ono pięć sekcji: piłki nożnej (pod nazwą „Kordian”), kolarską, tenisową, łyżwiarską i gimnastyczną („Sokół”).
| Klub             | Rok założenia | sekcje                                                                     |
| ---------------- | ------------- | -------------------------------------------------------------------------- |
| Radomiak Radom   | 1910          | piłka nożna, boks                                                          |
| Sokół Radom      | 1910          | łucznictwo, gimnastyka                                                     |
| Broń Radom       | 1926          | piłka nożna, boks, tenis ziemny, tenis stołowy, kolarstwo torowe i szosowe |
| Czarni Radom     | 1921          | siatkówka mężczyzn                                                         |
| Start Radom      | 1957          | judo, piłka nożna, łucznictwo                                              |
| AZS Radom        | 1969          | koszykówka                                                                 |
| Zamłynie Radom   | 1998          | piłka nożna kobiet                                                         |
| HydroTruck Radom | 2004          | koszykówka mężczyzn                                                        |
| Czwórka Radom    | 2007          | piłka nożna kobiet                                                         |

W Radomiu nad Zalewem Borki zostały ustalone 2 letnie kąpieliska. Kąpielisko od strony ul. Krasickiego ma długość 150 m, a kąpielisko od strony ul. Bulwarowej 75 m.
Na terenie miasta znajdują się:
- Aquapark Neptun i 3 pływalnie: Delfin, Orka i Delta
- liczne stadiony rekreacyjne, lekkoatletyczne, boiska i hale sportowe
- 2 ośrodki MOSiR (na Plantach i Borkach), liczne siłownie, kluby fitness i place zabaw
- 3 kluby tenisowe, 2 lodowiska i inne: bowling, karting i kajaki (zalew na Borkach)

### Turystyka
Przez miasto przechodzi zielony szlak pieszy Pionki – Rożki o długości 44,8 km, w Radomiu koniec ma czarny szlak rowerowy z Jedlni-Letnisko. Centrum Informacji Turystycznej mieści się przy ulicy Traugutta 3.
W Radomiu znajdują się hotele czterogwiazdkowe: Aviator, Europejski i Nihil Novi oraz hotele trzygwiazdkowe: Arbiter, Gromada, Gryf, Iskra, Pod Różami, Poniatowski, jak również kilka moteli, pensjonatów i schronisk młodzieżowych.

### Przyroda

Ług Gołębiowski

Według publikacji z 2008 w obszarze miasta istnieją użytki ekologiczne o łącznej powierzchni 6,9 ha. Są to tereny torfowisk i pastwisk na Gołębiowie przy ulicy Północnej, tak zwany Ług Gołębiowski. Największym kompleksem leśnym Radomia jest Las Kapturski. W lesie tym znajduje się rozległy starodrzew, można spotkać także rzadkie i chronione gatunki roślin i zwierząt (storczyk, pełnik europejski, słowik rdzawy, kumak, żmija zygzakowata, tygrzyk paskowany). Las Kapturski był częścią pradawnej Puszczy Radomskiej, w skład której wchodziły też obecne Puszcza Kozienicka i Puszcza Stromecka. W mieście znajduje się obszar chroniony „Dolina Kosówki”, gdzie również występuje wiele rzadkich gatunków (purchawica olbrzymia, storczyk plamisty, derkacz, kuropatwa, świerszczak). Radom posiada także 47 pomników przyrody – około stuletnie dęby i modrzewie, a także jesiony, graby, lipy, olchy i klony.

#### Hydrologia

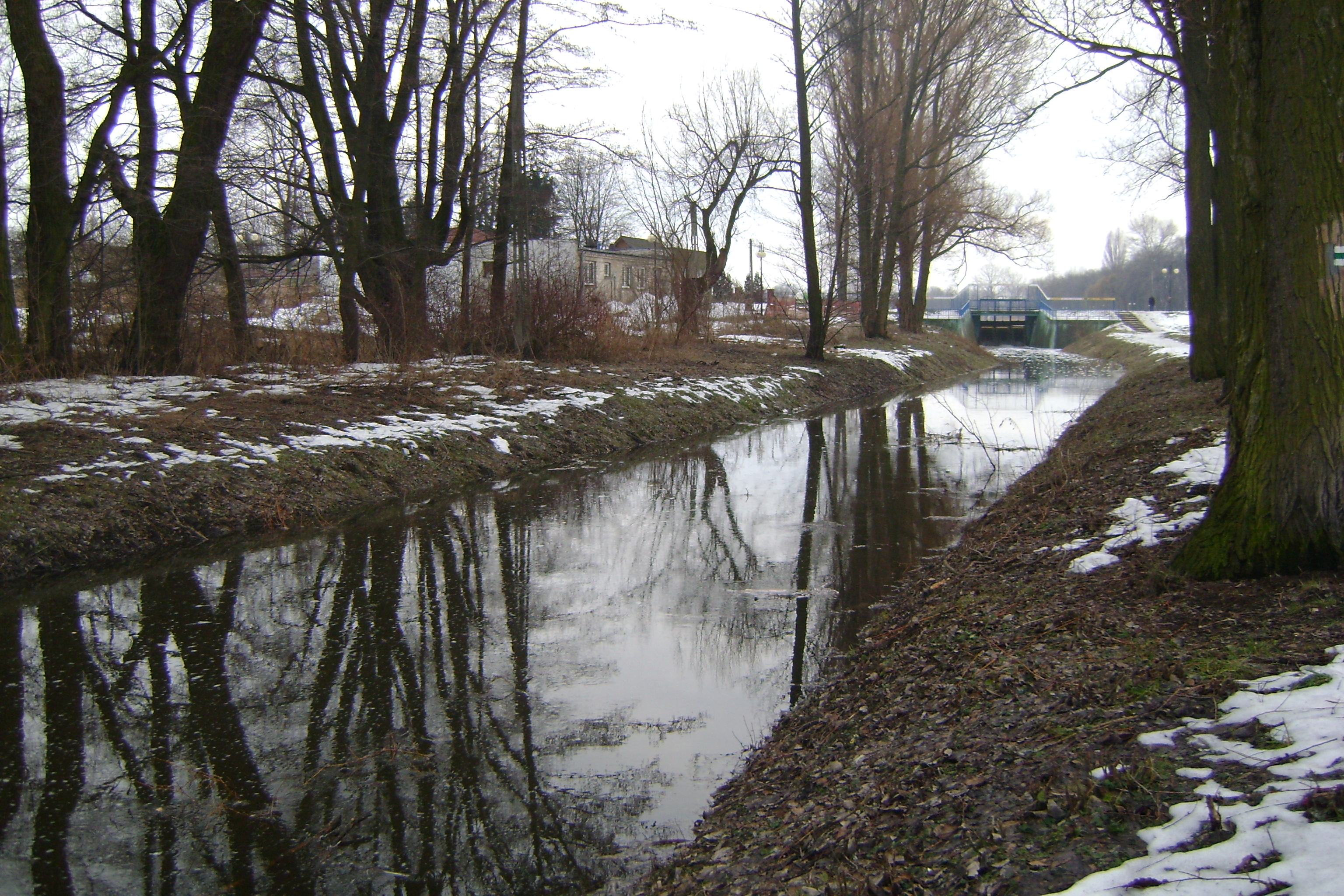
Rzeka Mleczna

Do wód powierzchniowych płynących na terenie miasta zaliczamy:
- Mleczna: największa rzeka na terenie Radomia; dł. 27,8 km, prawy dopływ Radomki
- Pacynka: rzeka o długości 23,8 km; prawy dopływ Mlecznej
- Mnich: strumień o długości 5,2 km, lewy dopływ Pacynki
- Kosówka: strumień, prawy dopływ Mlecznej, objęty obszarem chronionym „Dolina Kosówki”
- Potok Malczewski: ciek źródłowy Mlecznej o długości ok. 5 km
- Potok Południowy: skanalizowany ciek wodny o długości ok. 5 km uchodzący do Mlecznej
- Potok Północny: struga o długości ok. 6 km uchodząca do Mlecznej
- Strumień Godowski: okresowy ciek źródliskowy Mlecznej o długości ok. 10 km
- Strumień Halinowski: struga będąca lewym dopływem Mlecznej

## Kultura

### Muzea

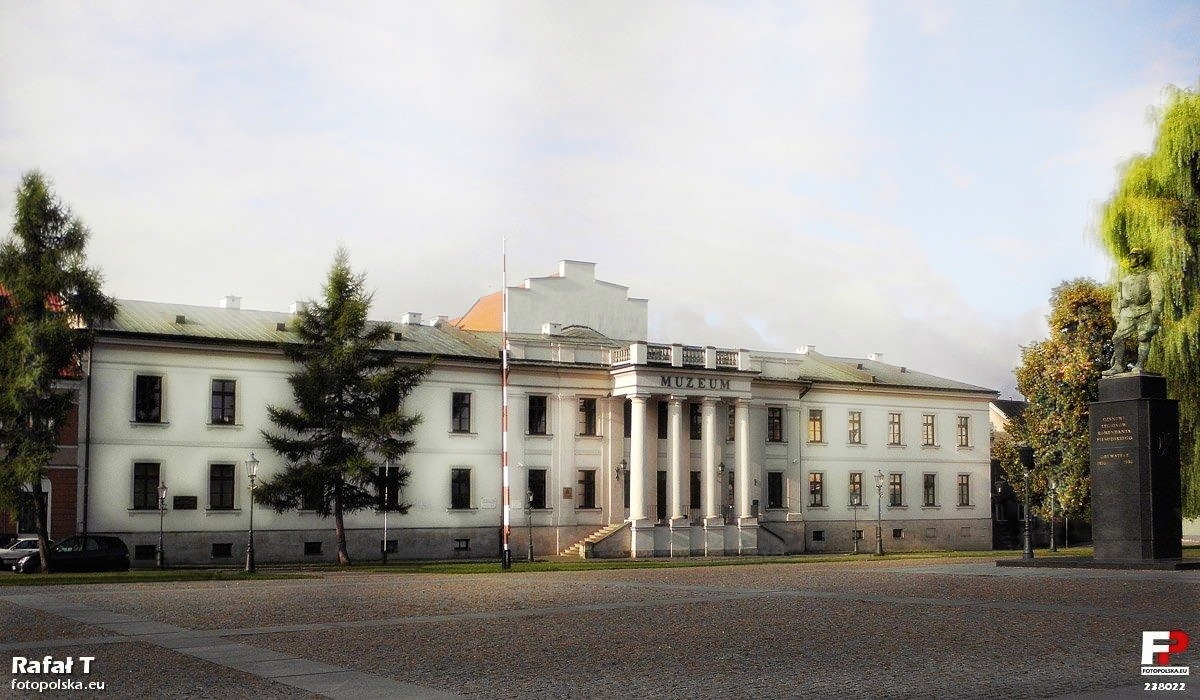
Dawne kolegium Pijarów – siedziba Muzeum im. Jacka Malczewskiego

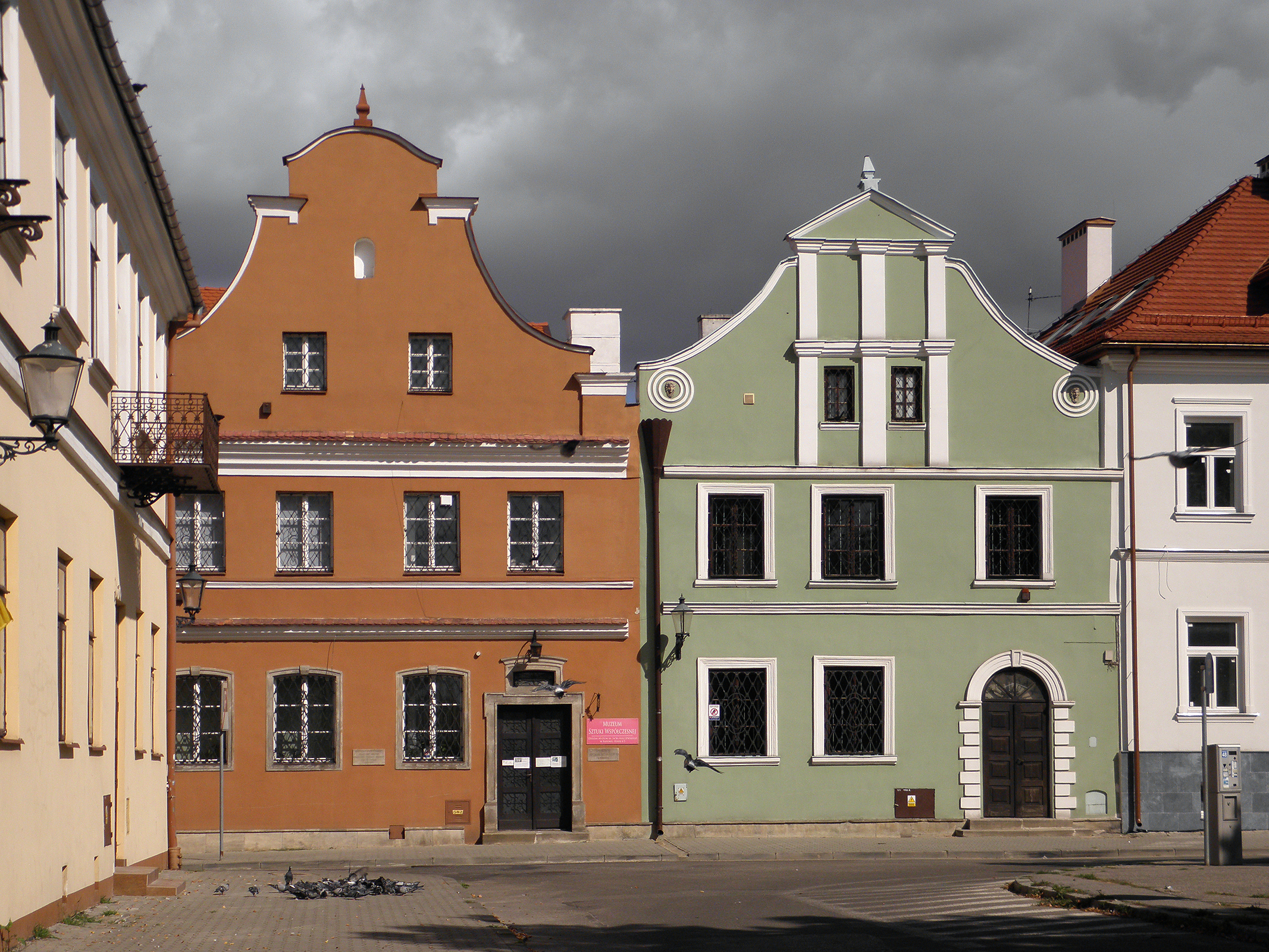
Domy Gąski i Esterki – siedziba Muzeum Historii Radomia

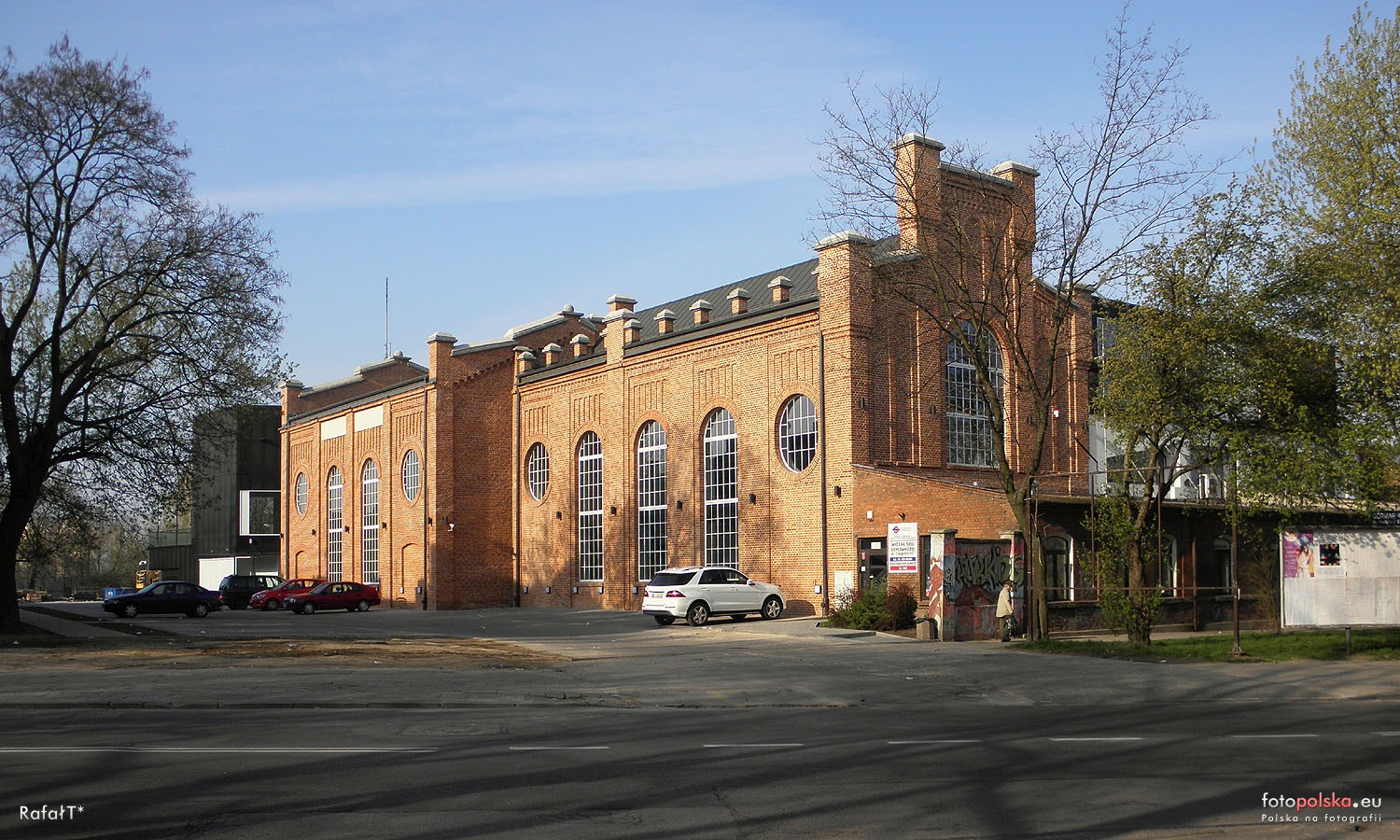
Dawna elektrownia miejska – siedziba Mazowieckiego Centrum Sztuki Współczesnej „Elektrownia”

| - Muzeum im. Jacka Malczewskiego - Muzeum Historii Radomia - Mazowieckie Centrum Sztuki Współczesnej „Elektrownia” - Muzeum Wsi Radomskiej - Muzeum Katedralne - Muzeum Polskich Rowerów - Galeria Dziedzictwa Kulturowego Miasta Radomia - Muzeum Harcerstwa Ziemi Radomskiej |

Muzeum im. Jacka Malczewskiego
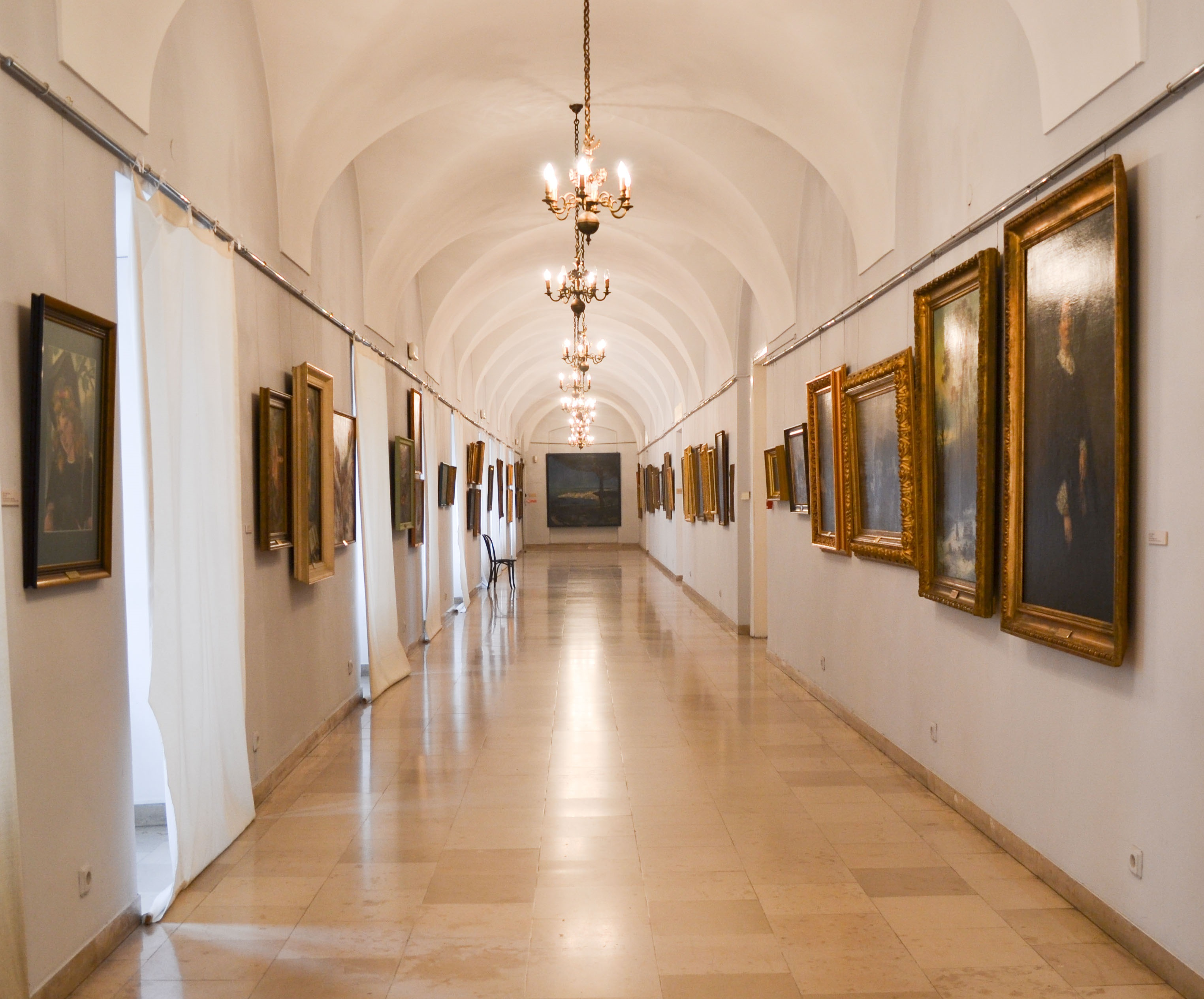
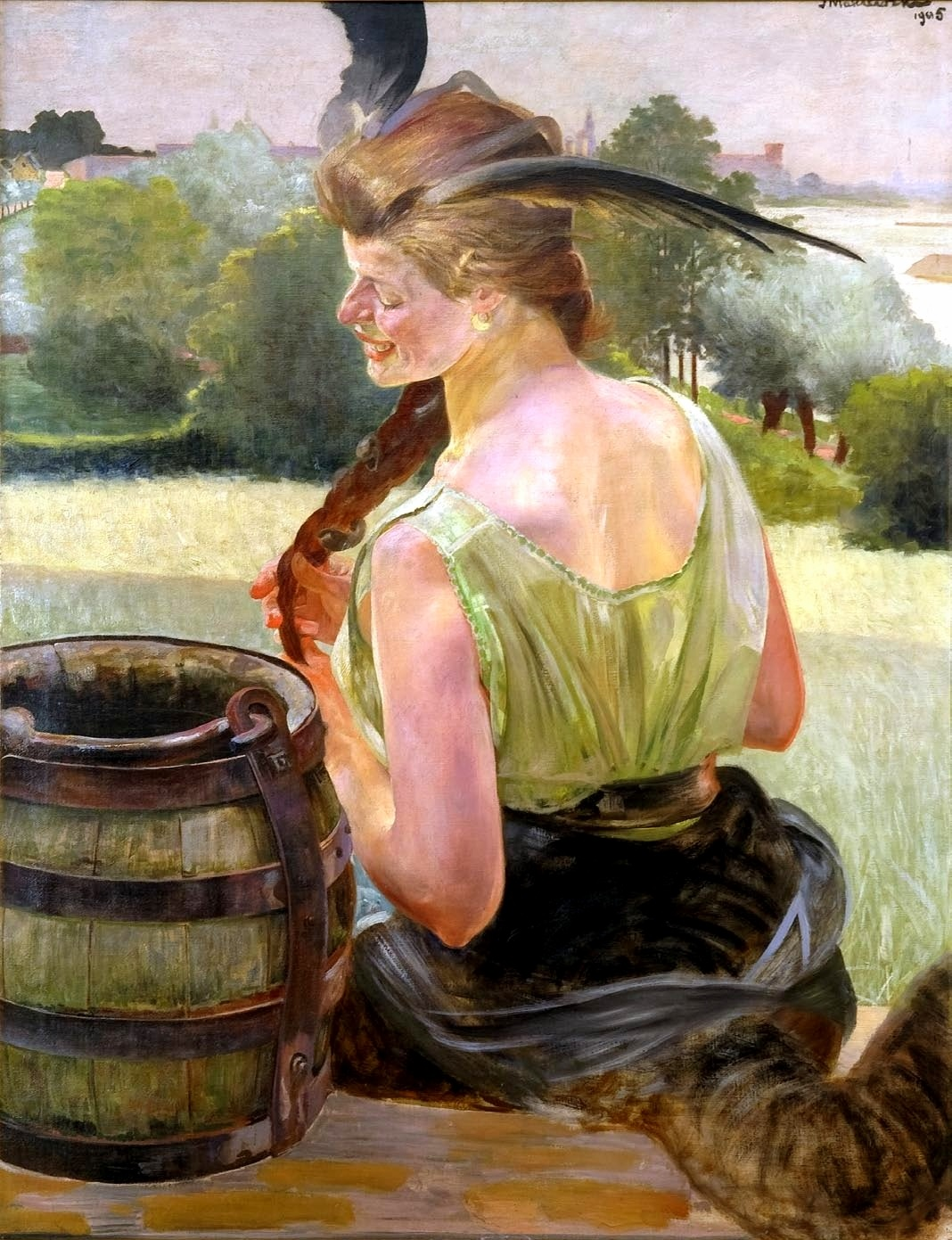

MCSW „Elektrownia”
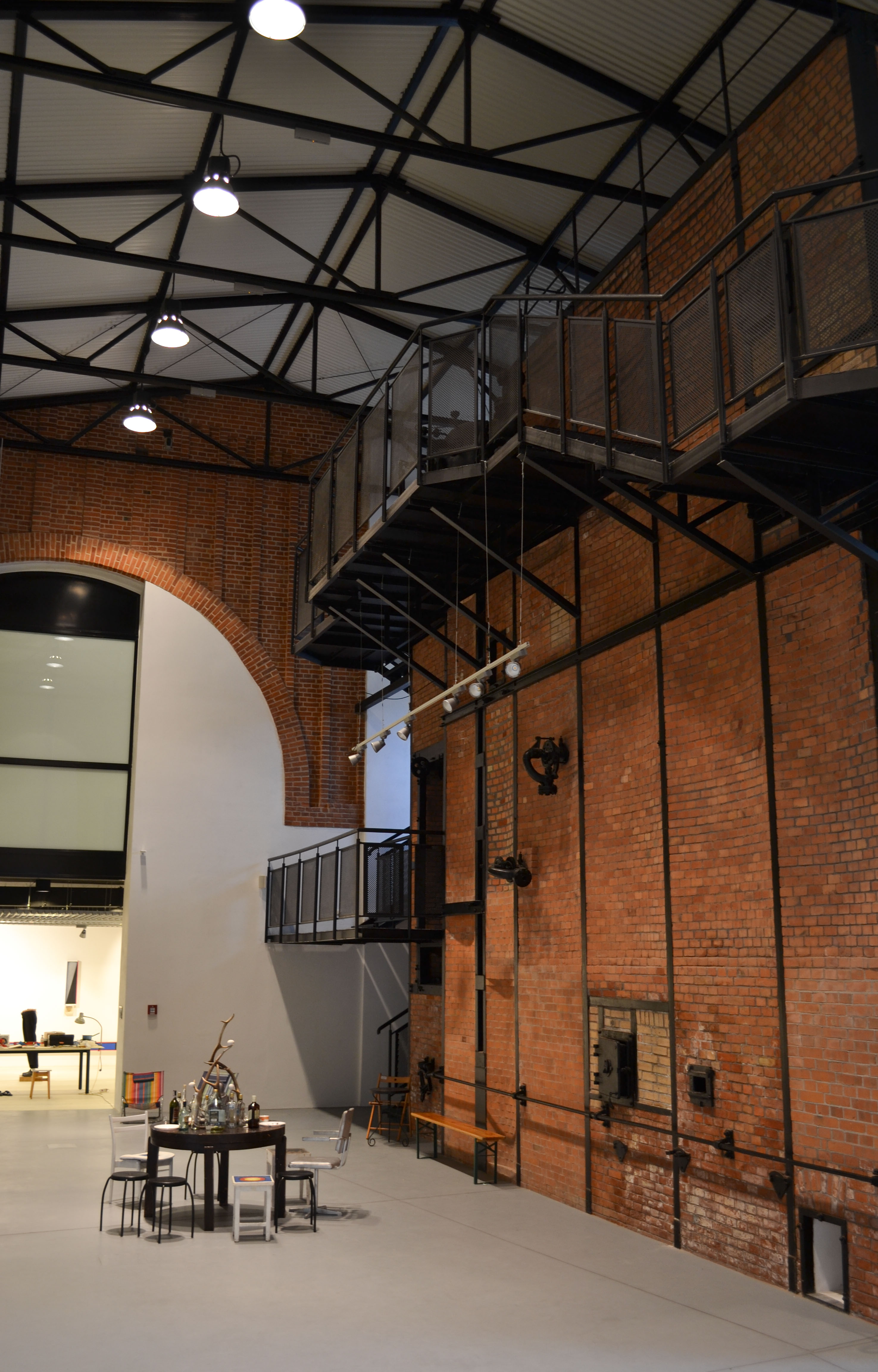
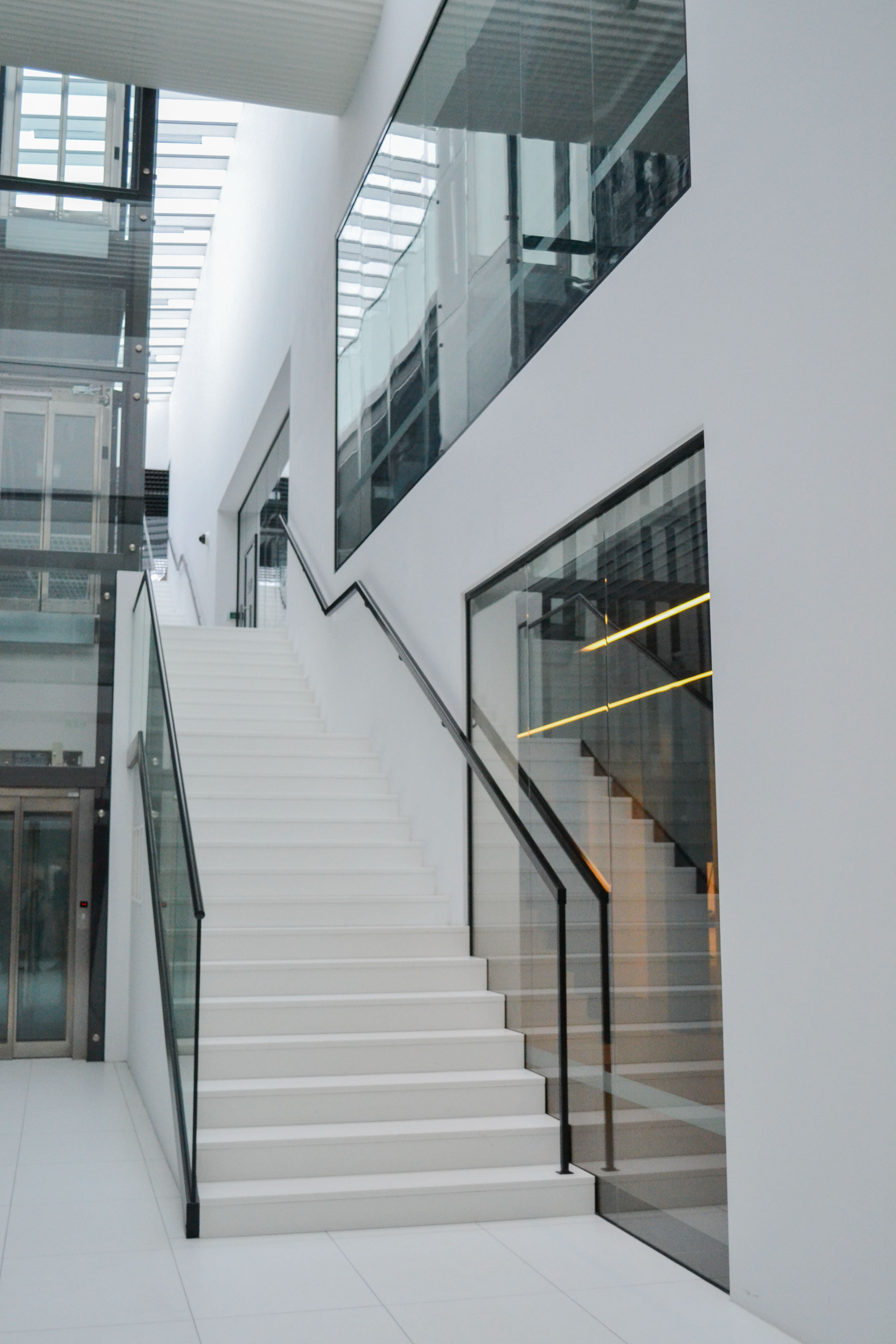

Muzeum Wsi Radomskiej
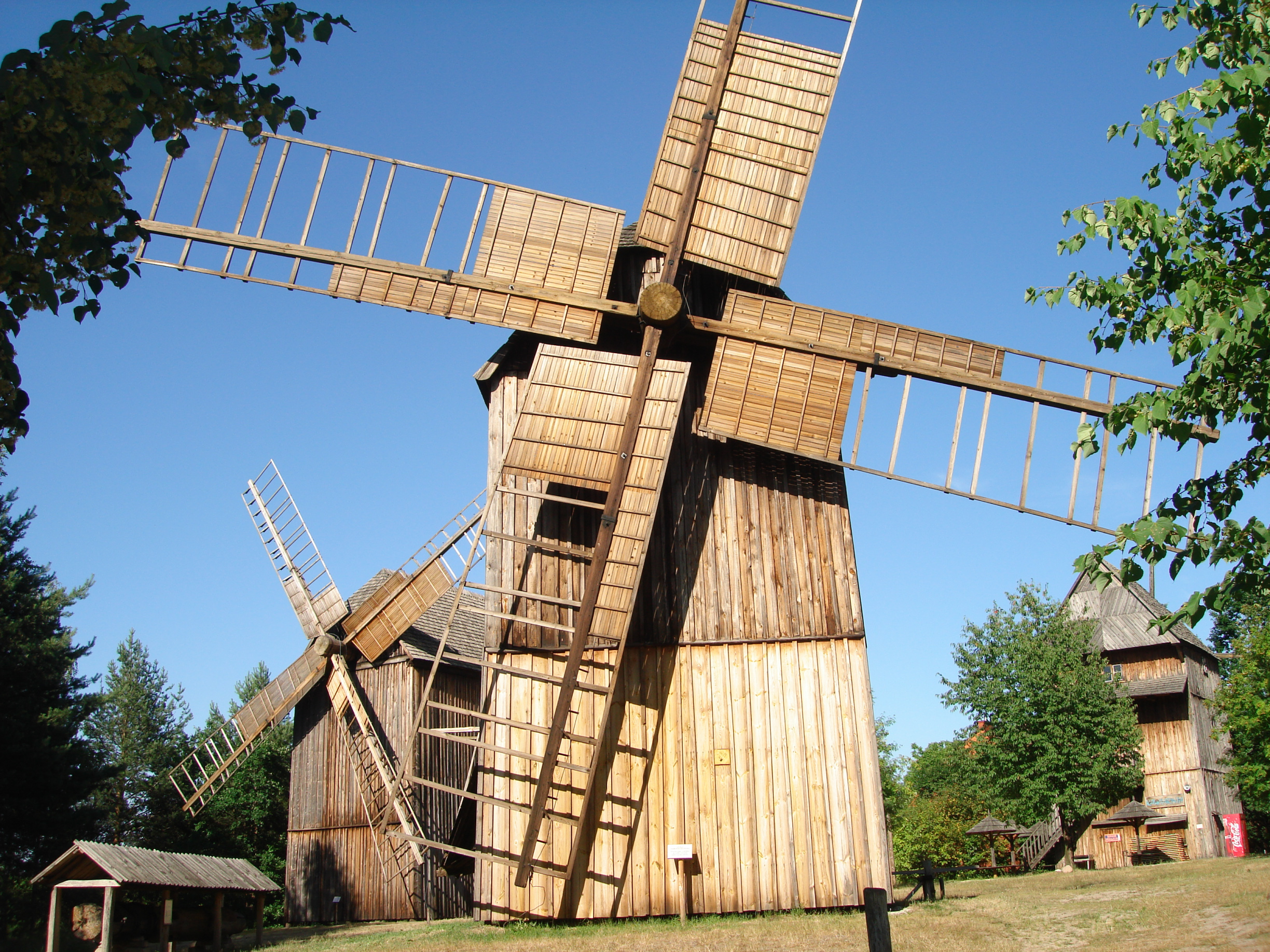
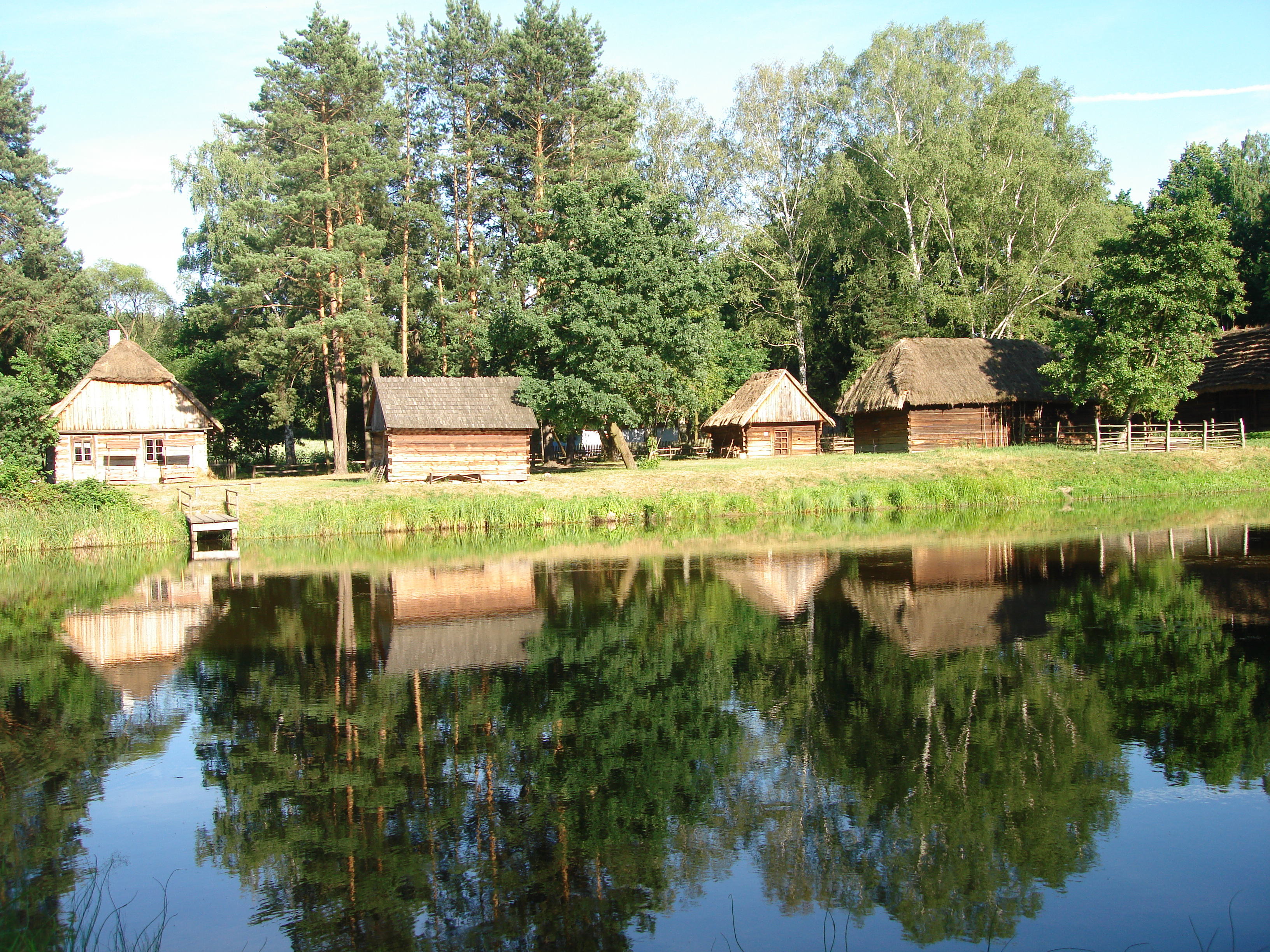
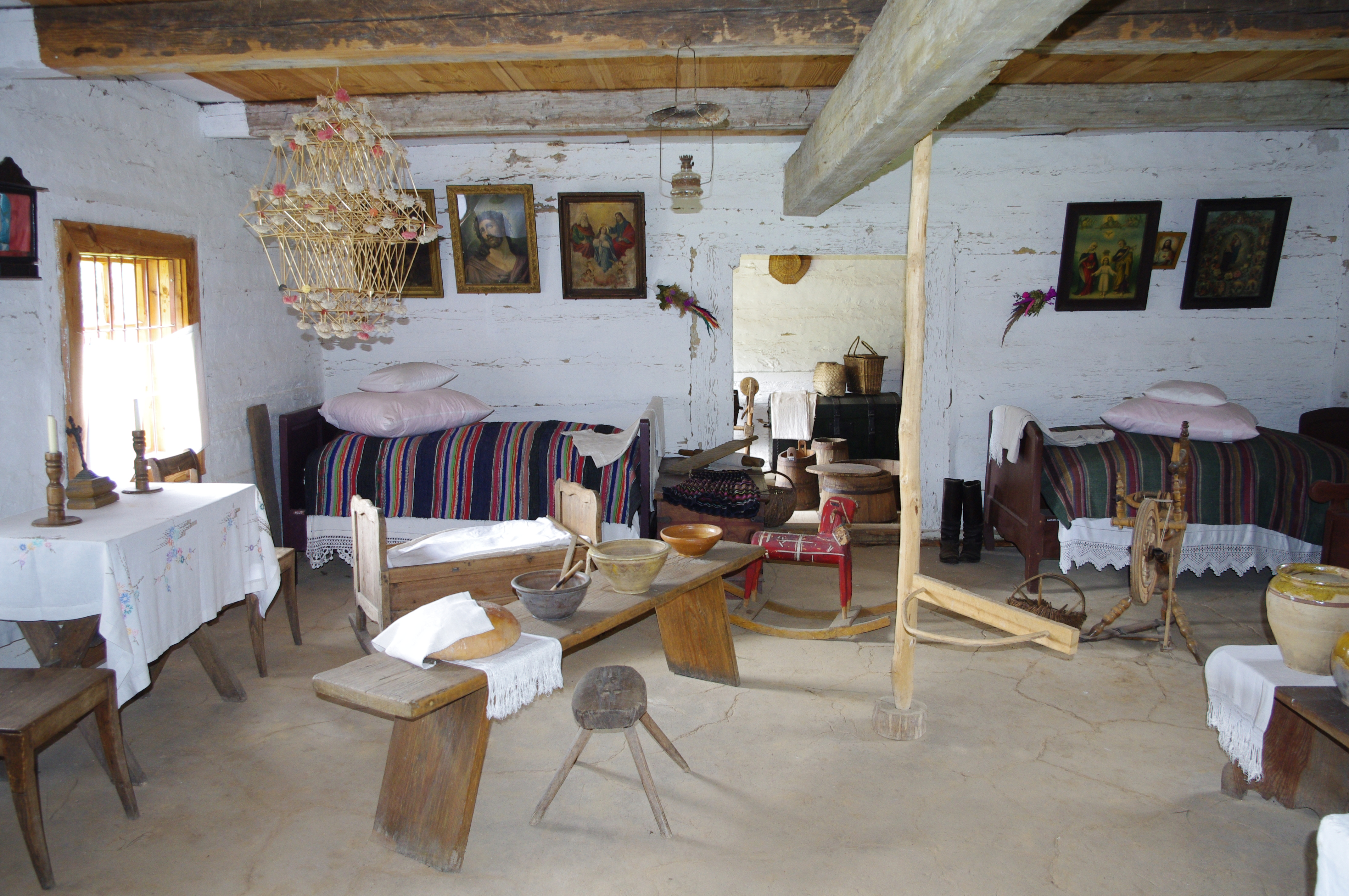

### Teatry

Teatr Powszechny im. Jana Kochanowskiego

Resursa Obywatelska w Radomiu

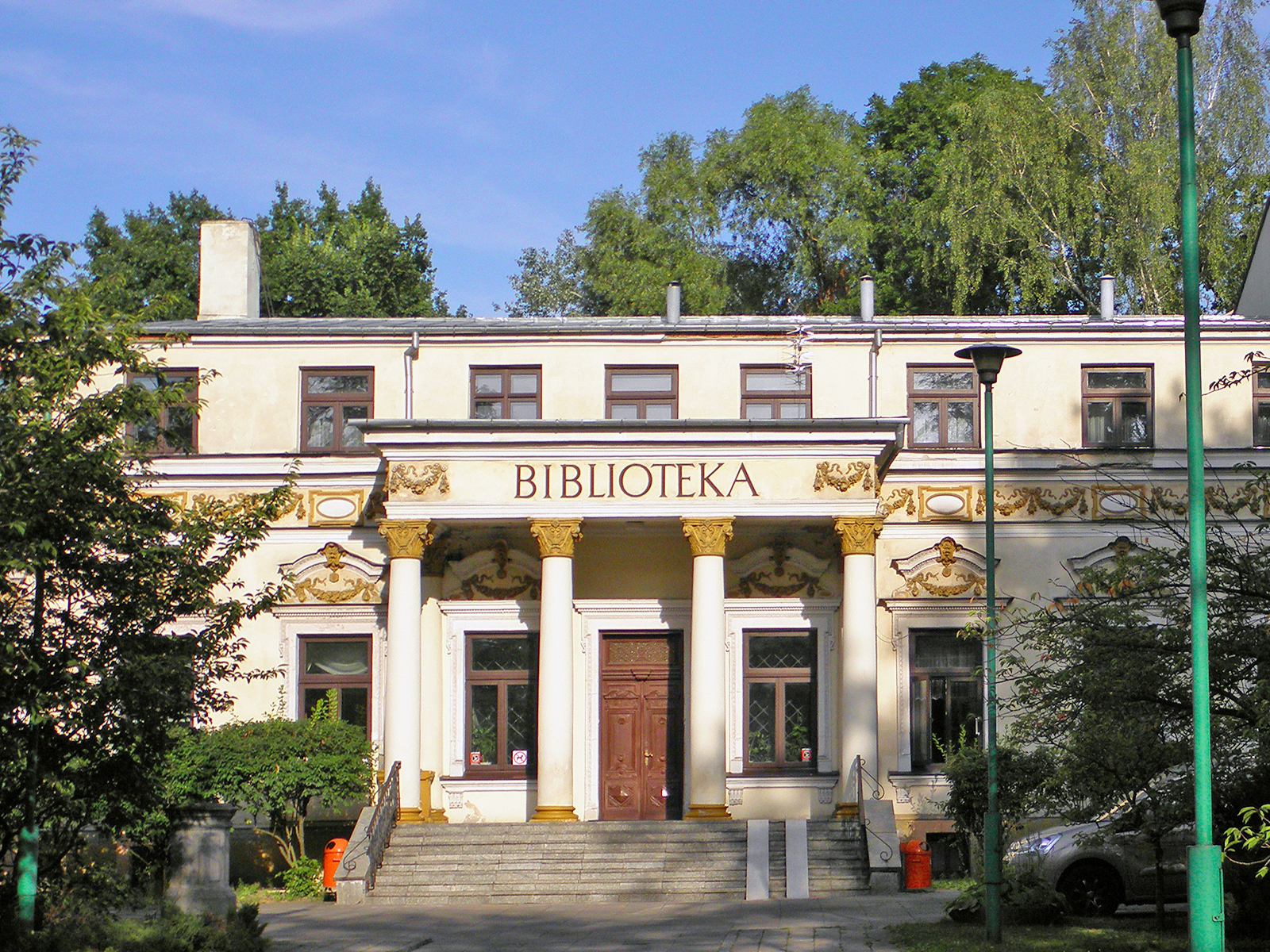
Miejska Biblioteka Publiczna

- Teatr Powszechny im. Jana Kochanowskiego

### Kina
- Centrum Filmowe Helios – 5 sal
- Multikino – 6 sal (Galeria Słoneczna[119])
- Kino Elektrownia – kino studyjne[120]
- Resursa Obywatelska – Klub Dobrego Filmu (pokazy specjalne)

Wcześniej działały jeszcze w Radomiu kina: Atlantic (wcześniej Bałtyk), Hel, Mega, Mewa, Odeon, Pokolenie, Przyjaźń i Walter.

### Biblioteki
- Biblioteka Główna Uniwersytetu Radomskiego
- Miejska Biblioteka Publiczna
- Biblioteka Pedagogiczna
- Biblioteka Instytutu Technologii Eksploatacji
- Biblioteka Muzeum im. Jacka Malczewskiego
- Biblioteka Archiwum Państwowego
- Biblioteka Wyższego Seminarium Duchownego w Radomiu
- Biblioteka Wyższej Szkoły Handlowej

### Orkiestry
- Radomska Orkiestra Kameralna
- Radomska Młodzieżowa Orkiestra Dęta Grandioso[121]

### Ośrodki kultury
- Ośrodek Kultury i Sztuki Resursa Obywatelska
- Miejski Ośrodek Kultury Amfiteatr w Radomiu ul. Parkowa 1
- Młodzieżowy Dom Kultury im. Heleny Stadnickiej
- Dom Kultury „Południe”
- Dom Kultury „Borki”
- Dom Kultury „Idalin”

### Imprezy kulturalne, festiwale i pokazy

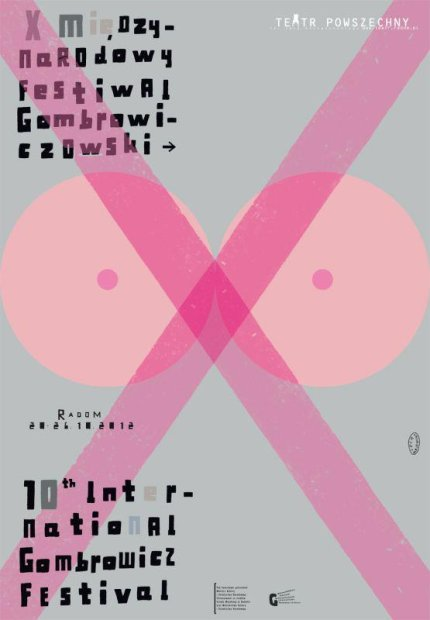
10. edycja Międzynarodowego Festiwalu Gombrowiczowskiego

#### Międzynarodowe Pokazy Lotnicze Radom AIR SHOW
Cykliczna impreza organizowana co dwa lata na lotnisku Sadków w Radomiu, łącząca pokazy statków powietrznych z naziemną statyczną wystawą sprzętu wojskowego i prezentacjami firm z branży lotniczej.

Radom Air Show
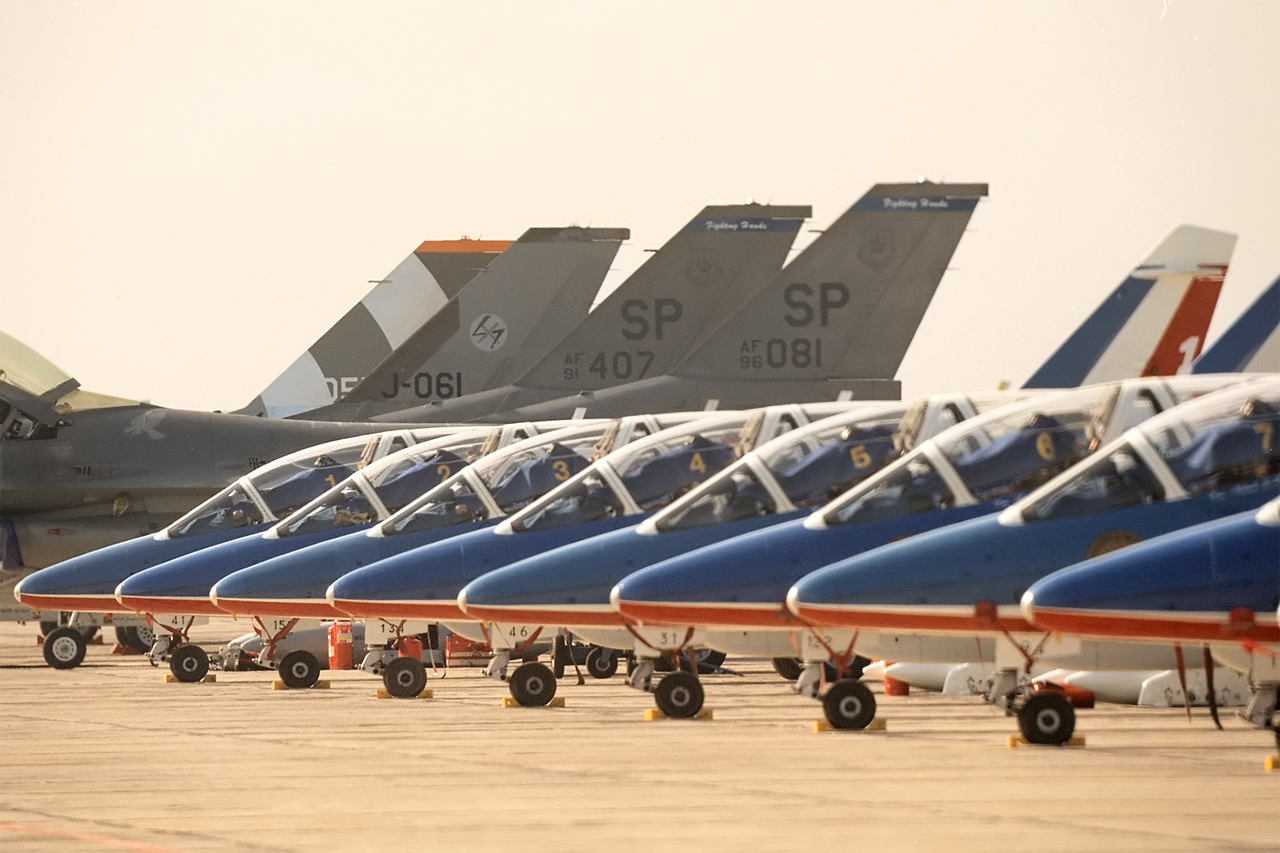
Patrouille de France, 2005
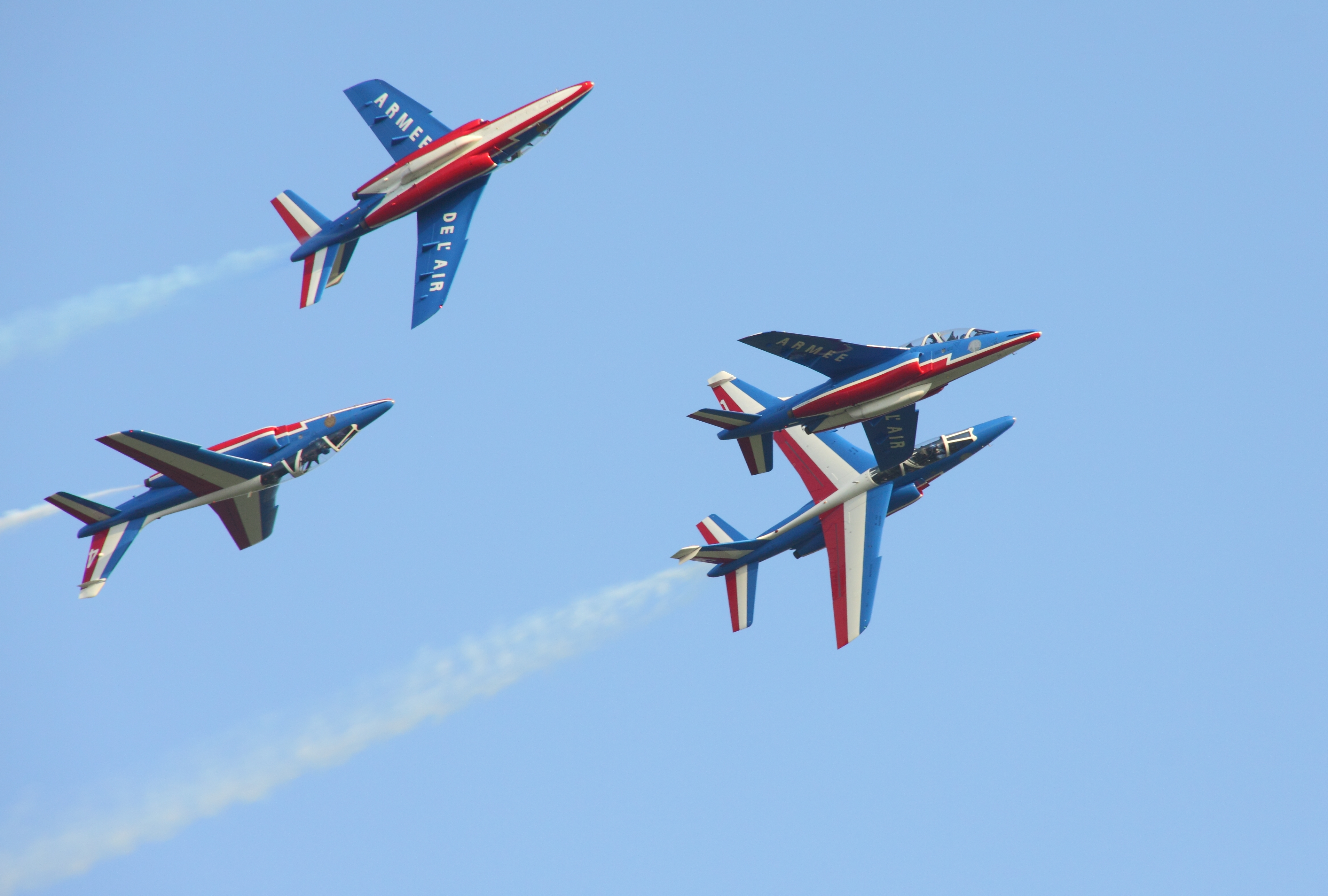
Patrouille de France, 2011
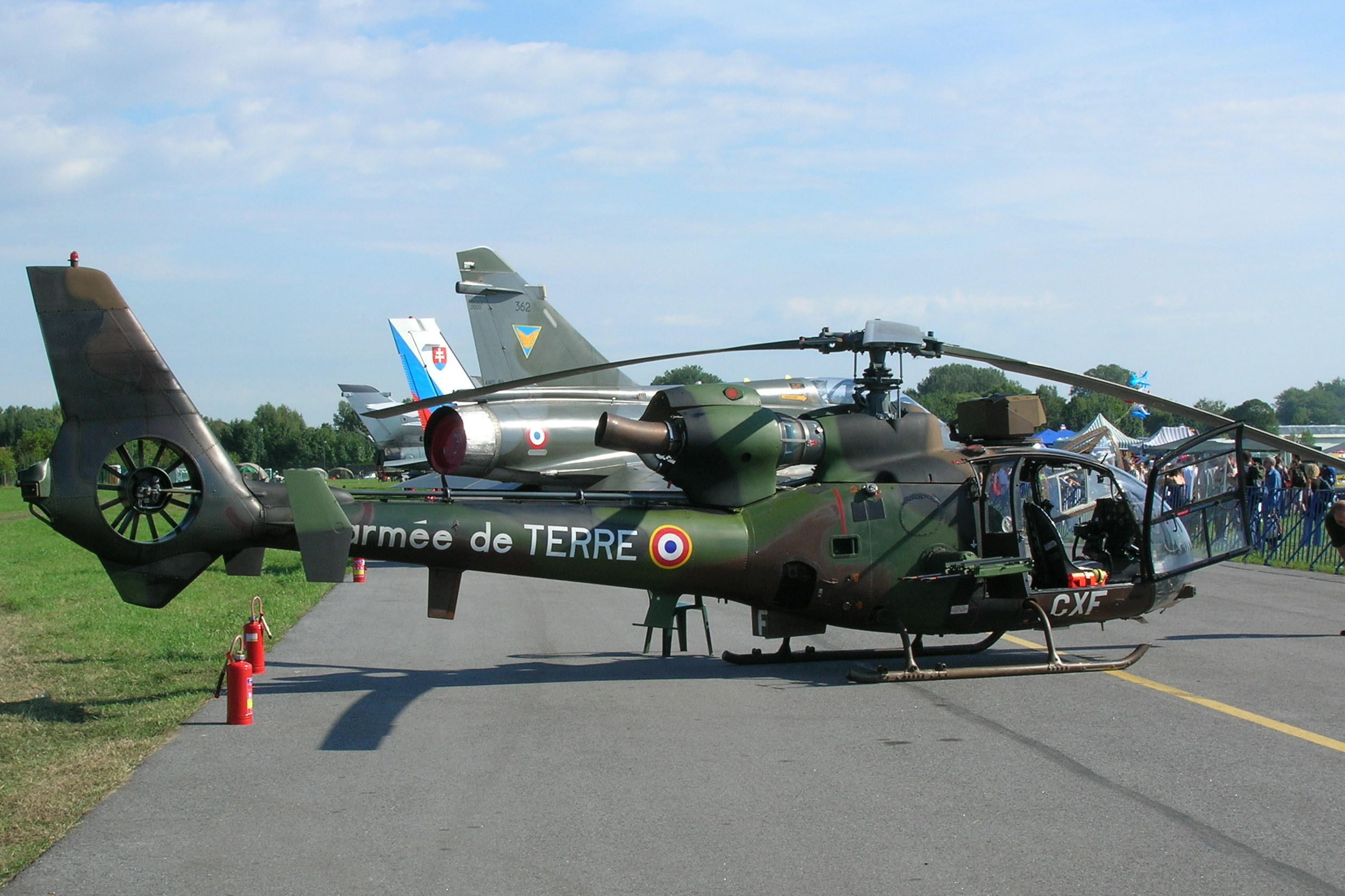
Gazelle, 2005
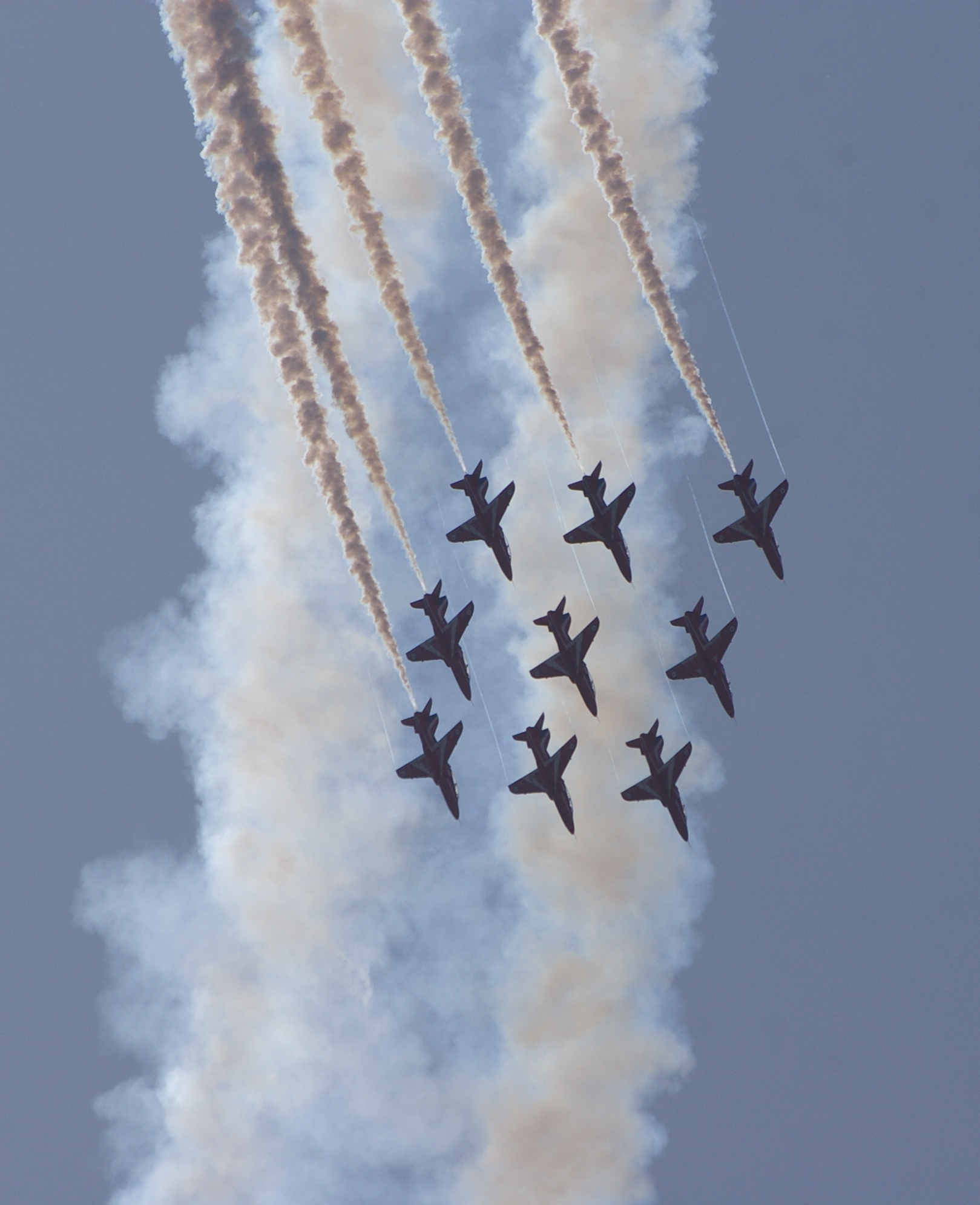
Red Arrows, 2009
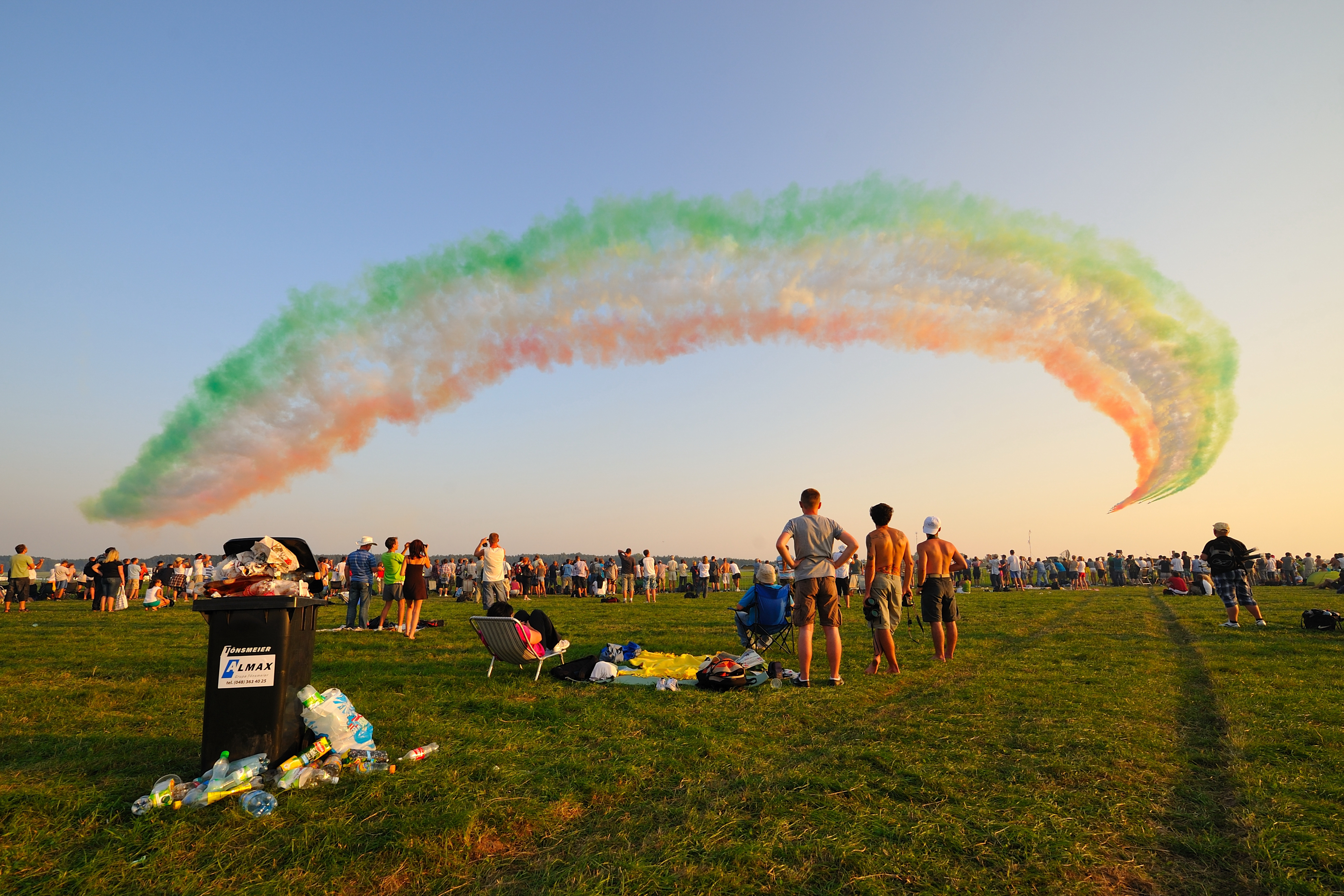
Frecce Tricolori, 2011
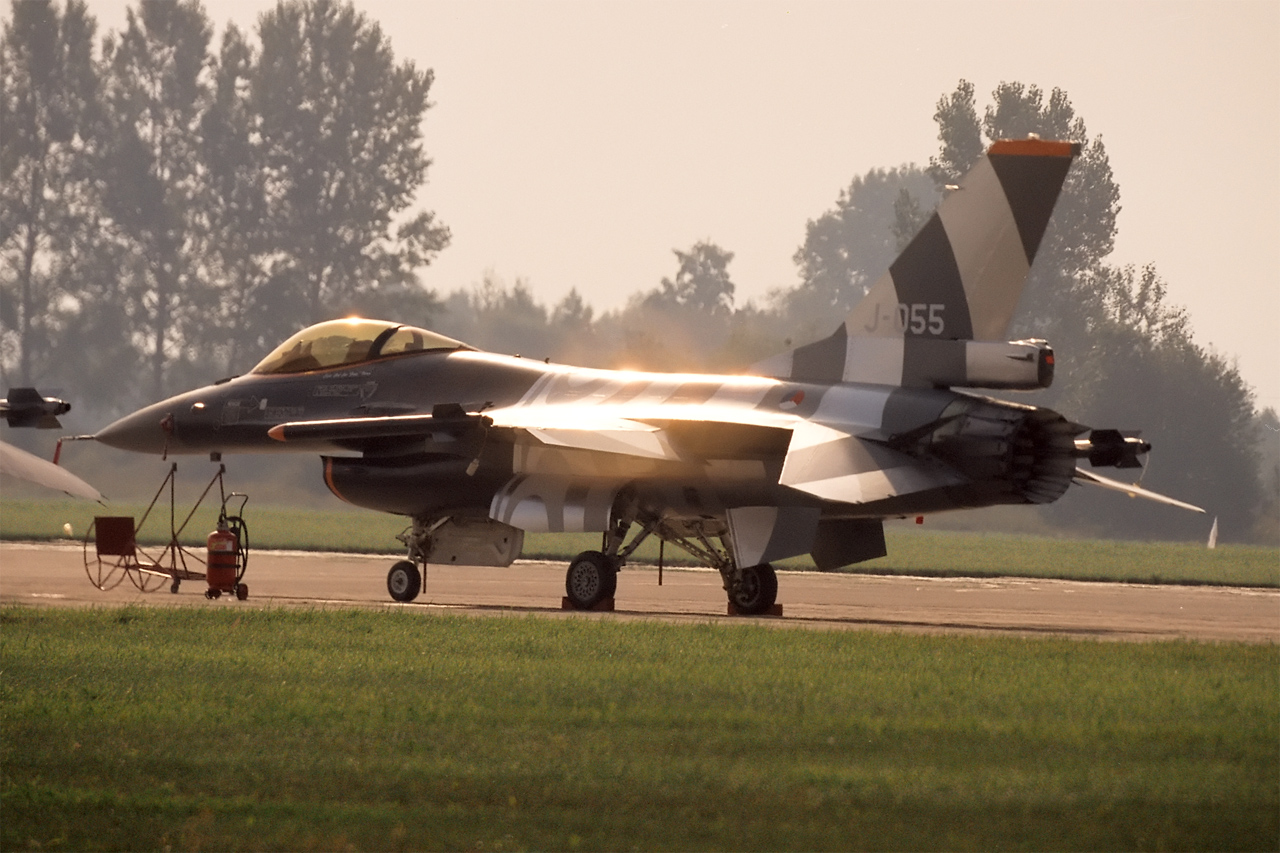
F-16, 2005

#### Radomski Festiwal Jazzowy
Spotkania z jazzem i stylistykami pokrewnymi nad Mleczną. Posłuchać można zróżnicowanych klimatów od etno – jazzu, poprzez współczesny mainstream, na klasyce gatunku – standardach kończąc. Nie brakuje legend polskiego jazzu i muzyków zagranicznych. Festiwal odbywa się w październiku.

#### Międzynarodowy Festiwal Gombrowiczowski
Jeden z najważniejszych polskich festiwali teatralnych organizowany od 1993 roku przez Teatr Powszechny im. J. Kochanowskiego w Radomiu. Odbywa się na przełomie października i listopada.

### Zespoły muzyczne związane z Radomiem

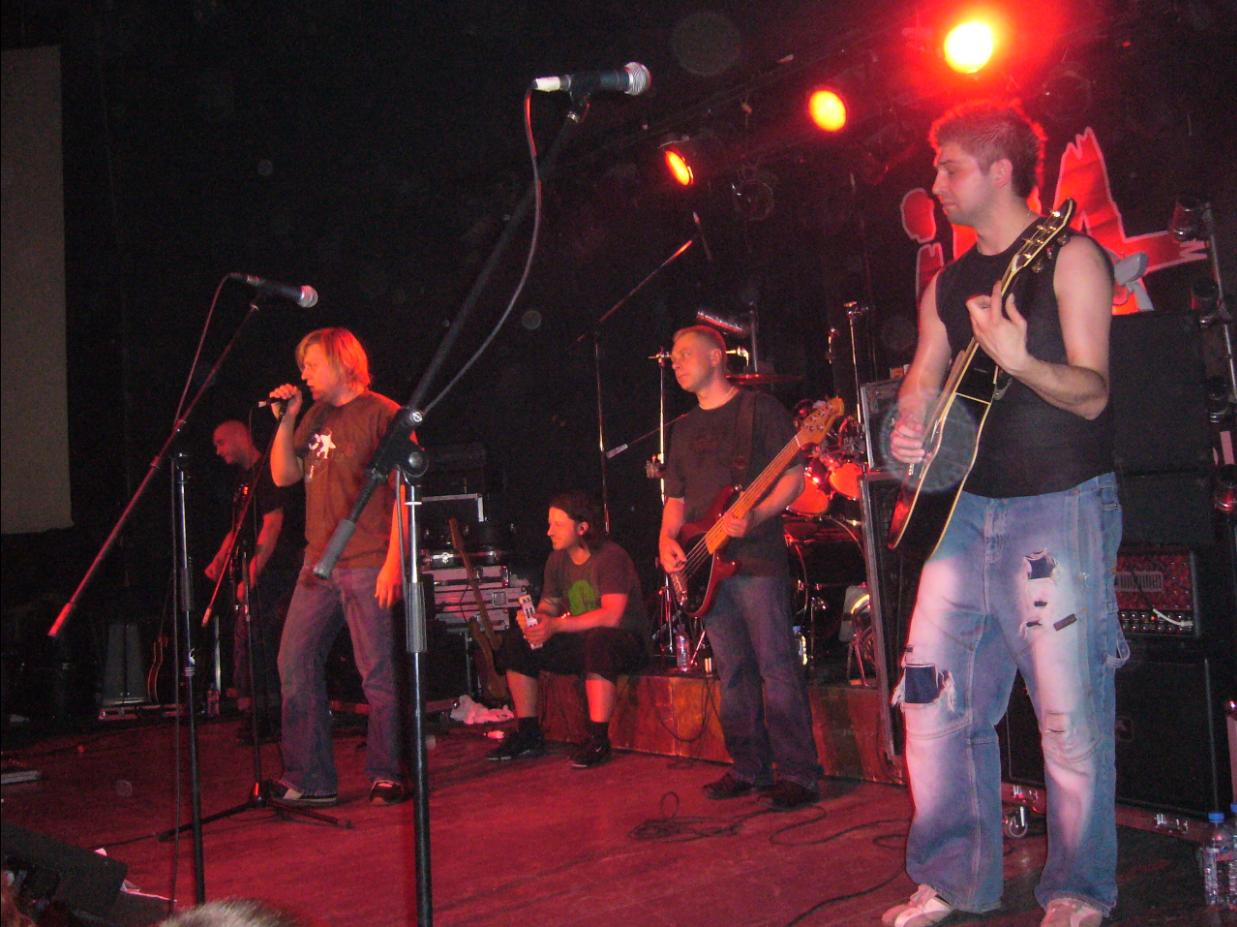
Koncert zespołu IRA

- IRA
- Jamal
- Szymon Wydra & Carpe Diem
- Renesans
- Carrion
- Alicetea
- Młode Bra-De-Li
- Lustro
- ZDR
- KęKę
- Redox
- Playboys
- Non Stop

### Filmy kręcone w Radomiu
- Pigułki dla Aurelii (1958)[122]
- Kontrybucja (1967)[122]
- Nagrody i odznaczenia (1973)[122]
- Opadły liście z drzew (1975)[122]
- Dyrygent (1979)[123]
- Szwadron (1992)[122]
- Psy 2. Ostatnia krew (1994)[123]
- Przedwiośnie (2001)[123]
- Nieruchomy poruszyciel (2008)[124]
- Złodziej w sutannie (2008, teatr telewizji)
- W ukryciu (2013)[123]
- Klecha (2018)[125]
- Można panikować (2020, dokumentalny)[126]
- Broad Peak (2022)[127]
- Orlęta. Grodno ’39 (2022)[128]
- Polowanie na ćmy(inne języki) (2023, serial)[129]
- Powstaniec 1863 (2024)[130]
- Prawdziwy ból (2024)[131]

### Symbole Radomia

#### Herb

Herb Radomia – wersja podstawowa

Radom ma w herbie swój inicjał – literę R, nad którym umieszczona jest korona. Najstarszy wizerunek godła pochodzi z XVI wieku. Było używane do XVIII wieku. W Albumie Heroldii litera R mieściła się w centralnej części bramy z trzema basztami[1]. Istnieją oficjalnie dwa wzory herbu Radomia – herb zwykły i uroczysty. Ich wygląd określa Statut Miasta Radom: §4. Herbem Miasta Radomia jest wizerunek przedstawiający w polu czerwonym biały mur z pięcioma blankami z trzema wieżami o trzech blankach każda, z których środkowa wyższa oraz bramą, w której majuskuła R biała, nad bramą mitra książęca, nad tarczą korona królewska. Herb Radomia w wersji uroczystej zawiera ponadto po prawej stronie bramy herb Papieża Jana Pawła II oraz labry z pokryciem białym i takimże podbiciem.

#### Logo promocyjne
Promocyjne logo miasta wchodzi w skład nowej strategii komunikacyjnej Radomia i opiera się na historii i profilu gospodarczym Radomia związanymi z techniką precyzyjną. Przedstawia wizerunek miasta o charakterze przemysłowym, a także ośrodek edukacyjny o profilu technicznym oraz społeczności ludzi przedsiębiorczych. Wedle tej strategii Radom ma być miastem atrakcyjnym gospodarczo, kulturalnie, edukacyjnie i turystycznie, w którym panuje zdrowe podejście do pracy i życia.

## Znani radomianie

### Honorowi obywatele Radomia
W Radomiu do roku 2021 honorowe obywatelstwo przyznano 23 (lub 24) osobom:

- Stanisław Banaszkiewicz
- Antoni Czortek
- Hubert Czuma
- Ignacy Daszyński
- Maria Fołtyn
- Teresa Grodzińska
- Józef Grzecznarowski
- Lech Kaczyński
- Piotr Klimuk
- Leszek Kołakowski
- Bolesław Limanowski
- Józef Marjański
- Edward Materski
- Michaił Orłow
- Kazimierz Paździor
- Józef Piłsudski
- Włodzimierz Sedlak
- Tadeusz Sołtyk
- Edward Śmigły-Rydz
- Andrzej Wajda
- Lech Wałęsa
- Karol Wojtyła (Jan Paweł II)
- Zygmunt Zimowski

## Współpraca międzynarodowa
Miasta i gminy partnerskie:

- Bańska Bystrzyca, Słowacja (od 2001)
- Dyneburg, Łotwa (od 1993)
- Huzhou, Chiny (od 2009)
- Magdeburg, Niemcy (od 2006)
- Ploeszti, Rumunia (od 2003)
- Rejon wileński, Litwa (od 1996)
- Stara Zagora, Bułgaria (od 2001)
- Taoyuan, Tajwan (od 2011)
- Tarnopol, Ukraina (od 1996 do 2021)